# استنلی کوبریک
استَنلی کوبریک (به انگلیسی: Stanley Kubrick؛ زادهٔ ۲۶ ژوئیهٔ ۱۹۲۸ – درگذشتهٔ ۷ مارس ۱۹۹۹) فیلم‌ساز، فیلم‌نامه‌نویس، تهیه‌کننده و عکاس آمریکایی بود. کوبریک به صورت گسترده به عنوان یکی از بزرگ‌ترین و بهترین فیلم‌سازان تاریخ سینما شناخته می‌شود. تقریباً تمامی آثار وی، اقتباس از رمان یا داستان‌های کوتاه هستند که در ژانرهای مختلفی ساخته شده‌اند. فیلم‌های کوبریک به دلیل توجه وسواس‌گونه به جزئیات، فیلم‌برداری مبتکرانه، استفاده از نورپردازی طبیعی، صحنه‌آرایی عظیم و بهره‌برداری خاص از زبان کمدی سیاه مورد توجه قرار گرفته‌اند.
کوبریک در سال ۱۹۲۸ در نیویورک به دنیا آمد. او در دوران تحصیل، دانش‌آموز متوسطی بود و از همان ابتدا، علاقه خود را به عکاسی، ادبیات و سینما نشان داد. پس از فارغ‌التحصیلی از دبیرستان، کوبریک شروع به تحقیق و آموختن جنبه‌های مختلف تهیه‌کنندگی و کارگردانی فیلم کرد. کوبریک از اواخر دهه ۱۹۴۰ تا اوایل دهه ۱۹۵۰ به عنوان عکاس در مجله «لوک» فعالیت کرد و سپس به سراغ ساخت فیلم‌های کوتاه کم‌هزینه رفت که از جمله آن‌ها می‌توان به روز نبرد و کشیش پرنده (هردو محصول سال ۱۹۵۱) اشاره کرد. نخستین موفقیت جدی کوبریک در هالیوود با کارگردانی فیلم نوآر کشتن (۱۹۵۶) به دست آمد که آن را برای یونایتد آرتیستس تولید کرد. کوبریک با ساخت راه‌های افتخار (۱۹۵۷) که اثری ضد جنگ بود و همچنین فیلم درام تاریخی حماسی اسپارتاکوس (۱۹۶۰) توانست جایگاه خود را در سینمای آمریکا تثبیت کند. او در این دو فیلم با کرک داگلاس به عنوان بازیگر، همکاری کرد.
کوبریک در سال ۱۹۶۱ به دلیل نگرانی از افزایش آمار جرم‌وجنایت در آمریکا و البته نفرت فزاینده‌اش نسبت به سیاست‌های حاکم بر استودیوهای سینمایی بزرگ هالیوود و همچنین اختلاف نظری که با افرادی مثل داگلاس پیدا کرده بود، ایالات متحده را برای همیشه ترک کرد و به منطقه چایلد ویک بری، واقع در هرتفوردشر انگلستان مهاجرت کرد. کوبریک تا آخر عمر در چایلد ویک بری ماند و در خانه‌ای که به همراه همسرش، کریستین کوبریک ساخته بود، زندگی کرد و به غیر از چند دفعه معدود، از انگلستان خارج نشد. او خانه خود را تبدیل به محل کار کرد و به مطالعه و تحقیق و نوشتن فیلم‌نامه پرداخت. این امر به کوبریک اجازه داد تا بتواند نگاه خلاقانه خود را بر تمام فرایند فیلم‌سازی، حفظ کند. کوبریک با همکاری پیتر سلرز، موفق شد دو فیلم لولیتا (۱۹۶۲) و دکتر استرنجلاو (۱۹۶۴) را در انگلستان بسازد که دومی برای او، نامزدی در رشته جایزه اسکار بهترین فیلم در سی و هفتمین دوره جوایز اسکار را به دنبال داشت.
کوبریک یک کمال‌گرا بود و دوست داشت تمامی جنبه‌های تولید فیلم را به صورت کامل، مدیریت و کنترل کند. او در زمینه‌های نویسندگی، تدوین، اصلاح رنگ و بازاریابی فیلم، تسلط ویژه‌ای داشت و بر روی اجرایی شدن ایده‌آل‌هایش، اصرار می‌کرد. او به تحقیقات و مطالعات مفصلش در پیش تولید، وسواس و دقتش در طراحی جزئیات صحنه و یکدستی که در عناصر موجود در فیلم با اجرای بازیگران به وجود می‌آورد، مشهور بود. کوبریک عادت داشت که برداشت‌های بسیار زیادی از صحنه‌ها، ضبط کند تا به نتیجه دلخواه برسد. این سخت‌گیری او، موجب ناراحتی و دلخوری برخی از بازیگرانی شد که با وی همکاری کردند. روش سخت‌گیرانه کوبریک در کارگردانی، برای مدتی باعث بدنامی او شد اما علیرغم این مسئله، فیلم‌های کوبریک به عنوان آثاری شناخته می‌شوند که توانستند مرزهای جدیدی در هنر سینما تعریف کنند. در حال حاضر، برخی از آثار کوبریک به عنوان نقطه عطفی در هنر هفتم شناخته می‌شوند. دقت علمی و جلوه‌های ویژه نوآورانه فیلم علمی تخیلی و حماسی ۲۰۰۱: ادیسه فضایی (۱۹۶۸) در زمان ساخت فیلم، امری بی‌سابقه بود که در نهایت نیز، جایزه اسکار بهترین جلوه‌های ویژه را برای کوبریکی به ارمغان آورد که خودش مسئول جلوه‌های ویژه فیلم بود. این تنها جایزه اسکاری است که کوبریک در طول فعالیت هنری خود دریافت کرد. استیون اسپیلبرگ معتقد است که ۲۰۰۱: ادیسه فضایی یکی از بهترین فیلم‌های تاریخ سینما است که حکم بیگ بنگ را برای این هنر دارد.
بسیاری از فیلم‌های کوبریک در زمان اکران خود با حاشیه‌های زیادی مواجه شدند و واکنش‌های مختلفی را برانگیختند. فیلم پرتقال کوکی (۱۹۷۱) به علت خشونت بی‌رحمانه خود باعث به وجود آمدن یک جنون رسانه‌ای در بریتانیا شد و نتوانست به صورت کامل در این کشور اکران شود. علیرغم این حواشی، آثار کوبریک موفق به کسب نامزدی و دریافت جوایزی مهمی در اسکار، گلدن گلوب و بفتا شدند. همچنین برخی از آثار کوبریک که در زمان اکران با واکنش سرد منتقدان مواجه شده بودند، به مرور زمان مورد ارزیابی مجدد قرار گرفته و تحسین شدند. کوبریک علاقه زیادی به استفاده از فناوری‌های پیشرفته داشت. او فیلم بری لیندون (۱۹۷۵) را با استفاده از لنزهای ۵۰ میلی‌متری دوربین «کارل زایس پلینر» که برای کارهای پژوهشی ناسا ساخته شده بود جلوی دوربین برد. او در تمام فیلم از نورپردازی طبیعی استفاده کرده و از تعداد زیادی شمع برای روشن کردن صحنه بهره برد. کوبریک یکی از نخستین کارگردانانی بود که شروع به استفاده از استدی‌کم کرد. او در فیلم درخشش (۱۹۸۰) از این امکان استفاده کرد تا بتواند حس تعلیق در صحنه‌های تعقیب در هزارتو را به مخاطب منتقل کند. او در فیلم جنگی غلاف تمام‌فلزی (۱۹۸۷) نیز از استدی‌کم بهره برد تا بتواند نماهای بلند بدون لرزش ضبط کند. کوبریک چند روز بعد از آنکه نسخه‌ای از آخرین فیلم سینمایی خود با عنوان چشمان کاملاً بسته (۱۹۹۹) را در یک مهمانی خصوصی برای دوستانش و ستارگان فیلم به نمایش گذاشت، در تاریخ ۷ مارس ۱۹۹۹ به دلیل سکته قلبی در سن ۷۰ سالگی از دنیا رفت. او هرگز اکران آخرین فیلم بلند خود را ندید.

## کودکی و نوجوانی

این عکس که در حوالی سال‌های ۱۹۳۱–۱۹۳۰ به ثبت رسیده است، کوبریک را در سن ۲ یا ۳ سالگی در کنار پدرش نشان می‌دهد.

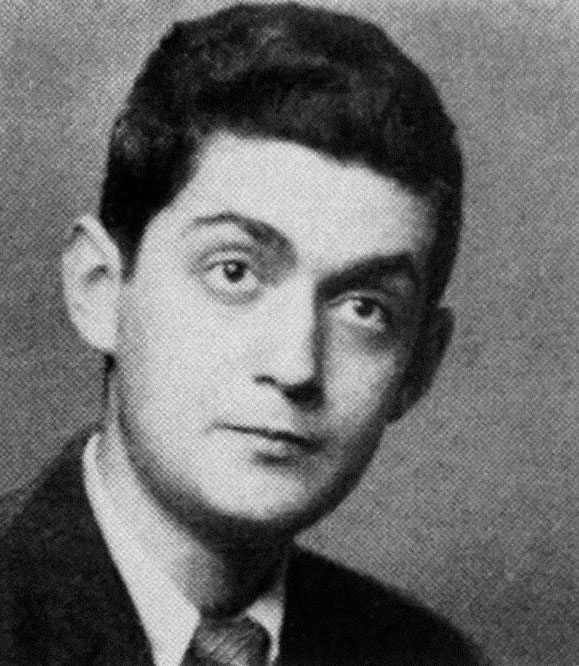
کوبریک در سن ۱۶ سالگی. این عکس در حوالی سال‌های ۱۹۴۵–۱۹۴۴ و در دوران دبیرستان کوبریک گرفته شده است.

استنلی کوبریک در تاریخ ۲۶ ژوئیه ۱۹۲۸ در بیمارستان «لایینگ-این» واقع در محله منهتن شهر نیویورک پا به دنیا گذاشت. او نخستین فرزند جیکوب لئونارد کوبریک (۲۱ مه ۱۹۰۲ – ۱۹ اکتبر ۱۹۸۵) و سیدی گرترود پرولر (۲۸ اکتبر ۱۹۰۳–۲۳ آوریل ۱۹۸۵) بود. کوبریک یک خواهر کوچک به نام باربارا مری دارد که در ماه مه سال ۱۹۳۴ متولد شد. والدین کوبریک، هردو یهودی بودند. پدر، مادر، پدر بزرگ و مادربزرگ پدری کوبریک، اصالتی یهودی-لهستانی و رومانیایی-یهودی داشتند. جیکوب کوبریک یک پزشک هومئوپاتی بود که در سال ۱۹۲۷ از کالج پزشکی نیویورک فارغ‌التحصیل شد. او در همان سال با سیدی ازدواج کرد که فرزند خانواده‌ای یهودی-اتریشی بود که به آمریکا مهاجرت کرده بودند. هِرش کوبریک که پدر پدربزرگ کوبریک به حساب می‌آید، در تاریخ ۱۷ دسامبر ۱۸۹۹ و زمانی که ۴۷ سال سن داشت، با کشتی از لیورپول به جزیره الیس نقل مکان کرد تا زندگی جدیدی را به همراه همسر جوان خود آغاز کند. پدربزرگ کوبریک که الیاس نام داشت در سال ۱۹۰۲ به آمریکا مهاجرت کرد. زمانی که استنلی متولد شد، کوبریک‌ها عموماً ساکن برانکس بودند. والدین کوبریک، مراسم عروسی خود را به شیوه سنت خوپا جشن گرفتند. کوبریک برخلاف خانواده‌اش، یک یهودی مذهبی نبود و خودش را خداناباوری یهودی می‌دانست. بر اساس استانداردهای غرب برانکس، خانواده کوبریک، نسبتاً ثروتمند به حساب می‌آمدند زیرا درآمد مالی جیکوب به عنوان پزشک، قابل‌توجه بود.
کوبریک مدت کوتاهی پس از تولد خواهرش به «مدرسه عمومی ۳» رفت و دوران تحصیل خود را در شهر برانکس آغاز کرد. او در ژوئن ۱۹۳۸ به «مدرسه عمومی ۹۰» منتقل شد و در آنجا ادامه تحصیل داد. بر طبق گزارش‌ها، بهره هوشی کوبریک بالاتر از متوسط بود اما با این حال، او حضور فعالی در کلاس درس نداشت. کوبریک از همان دوران نوجوانی به ادبیات علاقه داشت و از سن کم، شروع به مطالعه دربارهٔ اساطیر یونانی و حکایت‌های رومی کرد. او همچنین داستان‌های برادران گریم را خواند که باعث شد پیوندی دائمی با فرهنگ اروپا پیدا کرده و به آن علاقه‌مند شود. کوبریک در دوران کودکی به بیسبال علاقه داشت. او بیش‌تر روزهای شنبه در فصل تابستان را با تماشای مسابقات تیم نیویورک یانکیز سپری می‌کرد. چندین سال بعد، کوبریک که در مجله لوک به عنوان عکاس استخدام شده بود، تصویری از دو پسر جوان را در حال تماشای بازی بیسبال ثبت کرد تا یادی از ورزش مورد علاقه خود در دوران کودکی کرده باشد. زمانی که کوبریک ۱۲ ساله بود، پدرش به او بازی شطرنج را آموزش داد که تبدیل به بازی مورد علاقه کوبریک تا آخر عمر شد. علاقه کوبریک به شطرنج آنقدر زیاد بود که او در بیش‌تر فیلم‌هایش به این بازی ارجاع می‌داد. در سال‌های بعد، کوبریک به عضویت فدراسیون شطرنج ایالات متحده آمریکا درآمد. او معتقد بود که شطرنج به وی کمک می‌کند تا صبر و انضباط در تصمیم‌گیری را یاد بگیرد. زمانی که کوبریک ۱۳ ساله بود، پدرش یک دوربین گرافلکس به او هدیه داد که باعث شیفتگی کوبریک به هنر عکاسی و ثبت تصاویر شد. کوبریک به همراه همسایه خود، ماروین تراوب که تبدیل به دوست صمیمی او شد و مثل کوبریک به عکاسی علاقه‌مند بود، شروع به فعالیت‌های مرتبط با عکاسی کرد. تراوب یک تاریک‌خانه شخصی داشت که او و کوبریک، ساعت‌ها در آن، وقت صرف کرده و به مطالعه و تحقیق دربارهٔ روش‌های شیمیایی ظاهر کردن عکس می‌پرداختند. کوبریک، فرایند چاپ عکس را امری جادویی می‌دانست و بسیار به آن علاقه داشت. کوبریک و تراوب، پروژه‌های عکاسی زیادی را با یکدیگر انجام دادند. آن‌ها در خیابان‌ها پرسه زده و به دنبال سوژه‌های جالبی برای عکاسی می‌گشتند. این دو همچنین زمان قابل توجهی را در سینمای محلی صرف کرده و به دربارهٔ فیلم‌ها، مطالعه می‌کردند. کوبریک در زمینه عکاسی، تحت تأثیر آثار آرتور فلیگ قرار داشت که به دلیل عکس‌های خیابانی سیاه‌وسفیدش از محله‌های نیویورک، مشهور بود. سال‌ها بعد، فلیگ توسط کوبریک به عنوان عکاس فیلم دکتر استرنجلاو (۱۹۶۴) استخدام شد. کوبریک در نوجوانی به موسیقی جاز علاقه‌مند شد و حتی برای مدتی به عنوان درامر، فعالیت کرد.
کوبریک از سال ۱۹۴۱ تا ۱۹۴۵ در دبیرستان ویلیام هوارد تَفت به تحصیل پرداخت. او در دوران دبیرستان، عضو باشگاه عکاسان مدرسه بود و در رویدادهای مختلفی که در دبیرستان برگزار می‌شد به عنوان عکاس حضور پیدا می‌کرد. عکس‌های وی در مجله مخصوص مدرسه منتشر می‌شد. کوبریک از دبیرستان با نمره متوسط ۶۷/دی+ فارغ‌التحصیل شد. کوبریک آدمی خجالتی و درون‌گرا بود. او چندان اهل درس خواندن نبود و در بیش‌تر اوقات از مدرسه بیرون زده و به سالن‌های سینمایی می‌رفت که دو فیلم با یک بلیت عرضه می‌کردند. کوبریک در سال ۱۹۴۵ فارغ‌التحصیل شد؛ یعنی درست زمانی که جنگ جهانی دوم به پایان رسیده بود و خیل عظیم سربازان جوان آمریکایی و اروپایی برگشته از جنگ، تقاضای ادامه تحصیل در دانشگاه‌های مختلف ایالات متحده را داشتند. همین مسئله باعث شد که کوبریک به علت نمرات نه چندان بالای خود در راه پیدا کردن به یک دانشگاه مناسب، ناکام باشد. کوبریک با لحنی تحقیرآمیز از دوران تحصیل خود یاد می‌کرد. او معتقد بود که سیاست‌های حاکم بر مدارس آمریکا در برانگیختن تفکر انتقادی و علاقه دانش‌آموزان بی‌تاثیر بودند. پدر کوبریک که از اینکه پسرش نتوانسته بود تا مقاطع بالاتری ادامه تحصیل دهد، ناراحت بود زیرا کاملاً اطمینان داشت که کوبریک، هوش و استعداد لازم برای انجام این کار را دارد. با این حال، پدر کوبریک تصمیم گرفت که پسرش را به دنبال کردن علایقی که دارد، تشویق کند. او به کوبریک اجازه داد از کتابخانه خانوادگی، کتاب‌هایی را که دوست دارد قرض بگیرد. همچنین او را تشویق کرد که عکاسی را به عنوان یک امر حرفه‌ای دنبال کند.

## حرفه عکاسی

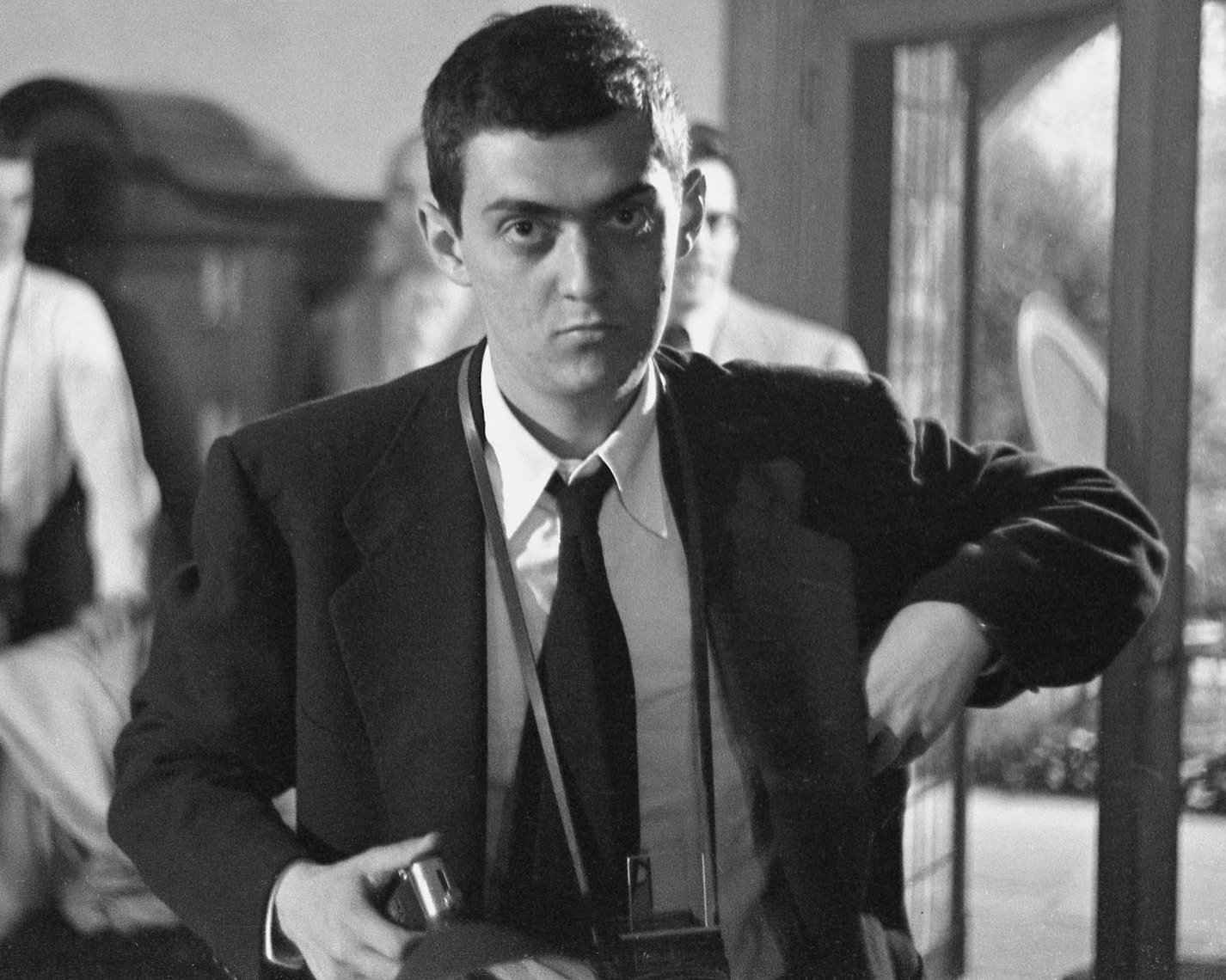
استنلی کوبریک در سال ۱۹۴۹ در سالن سینمای «سدلر ولز» در لندن. کوبریک در این دوران به عنوان عکاس در مجله لوک کار می‌کرد.

تجربه فعالیت به عنوان عکاس مدرسه و تشویق‌های پدرش به دنبال کردن این مسیر باعث شد که کوبریک، عکاسی را جدی‌تر از پیش دنبال کند. در اواسط دهه ۱۹۴۰، کوبریک در کلاس‌های عصرانه کالج شهری نیویورک به صورت آزاد، ثبت‌نام کرد زیرا قادر به شرکت در دوره‌های روزانه دانشگاه‌ها نبود. کوبریک موفق شد تعدادی از عکس‌هایی که به صورت مستقل ثبت کرده بود را به مجله لوک بفروشد. در سال ۱۹۴۵، هر پوند استرلینگ معادل ۴٫۰۳ دلار آمریکا بود. عکس‌هایی که کوبریک به لوک فروخت؛ در تاریخ ۲۶ ژوئن ۱۹۴۵ در این مجله به چاپ رسیدند. کوبریک در آن دوران برای کسب درآمد، علاوه بر عکاسی؛ در مسابقات شطرنجی که در پارک واشینگتن اسکوئر و باشگاه‌های شطرنج منهتن برگزار می‌شد نیز شرکت می‌کرد.
در سال ۱۹۴۶، کوبریک رسماً به عنوان یک عکاس نیمه‌وقت در مجله لوک استخدام شد. او بعد از مدتی، قراردادی تمام وقت با این مجله امضا کرد. جی. وارن اشلوت جونیور که یکی دیگر از عکاسان لوک و از همکاران کوبریک در مجله بود اظهار داشته که از نظر او، کوبریک در دوران جوانی هیچ شباهتی به فردی که قرار است یک کارگردان بزرگ هالیوودی شود، نداشت. او دربارهٔ کوبریک گفته بود: «استنلی بچه ساکتی بود. چیز زیادی نمی‌گفت. او بسیار نحیف، لاغر و یک جورهایی فقیر بود. درست مثل بقیه ما.» کوبریک خیلی زود به علت ویژگی داستانگویی که در عکس‌هایش وجود داشت، شناخته شد. نخستین تصویر وی به عنوان عکاس رسمی که در تاریخ ۱۶ آوریل ۱۹۴۶ با عنوان «داستان کوتاهی از بالکن فیلم» به چاپ رسید، تصویری از یک زن و مرد را بازسازی کرده بود که در حال جروبحث با یکدیگر هستند. مدل زن به‌طور اتفاقی و هماهنگ نشده به صورت مرد، سیلی می‌زند که تعجب همکارش را در پی داشت و کوبریک همین صحنه را ثبت می‌کند. کوبریک در طی یک مجموعه عکس دیگر، ۱۸ تصویر از افراد مختلفی را ثبت کرد که در مطب دندان‌پزشکی منتظر نشسته بودند. این مجموعه عکس نشان داد که کوبریک علاقه دارد تا احساسات روزمره انسان‌ها را در محیط‌های معمولی به تصویر بکشد. در سال ۱۹۴۸، کوبریک از طرف کمپانی «سیرک برادران رینگلینگ و بارنوم و بیلی» به کشور پرتغال رفت تا نمایش‌های سیرک این گروه را مستندسازی کند. کوبریک همکاری خود با این گروه را ادامه داد و از نمایش‌های آن‌ها در ساراسوتا، فلوریدا نیز عکس‌برداری کرد. کوبریک از این موقعیت به عنوان زمینه‌ای برای توسعه مهارت‌های مستندسازی خود استفاده کرد. او در طول این پروژه تلاش کرد تا نگاه خاص خود برای ثبت سوژه‌های متحرک و همچنین صحنه‌های شلوغ را شکل دهد. عکس‌های کوبریک از این نمایش سیرک در شماره ۲۵ مه ۱۹۴۸ مجله «ملاقات با مردم» به چاپ رسیدند. کوبریک در همین شماره از مجله، گزارش تصویری مستندی از ریسا استیونز تهیه کرده بود که شیوه کار او با بازیگران ناشنوا را توضیح می‌داد.

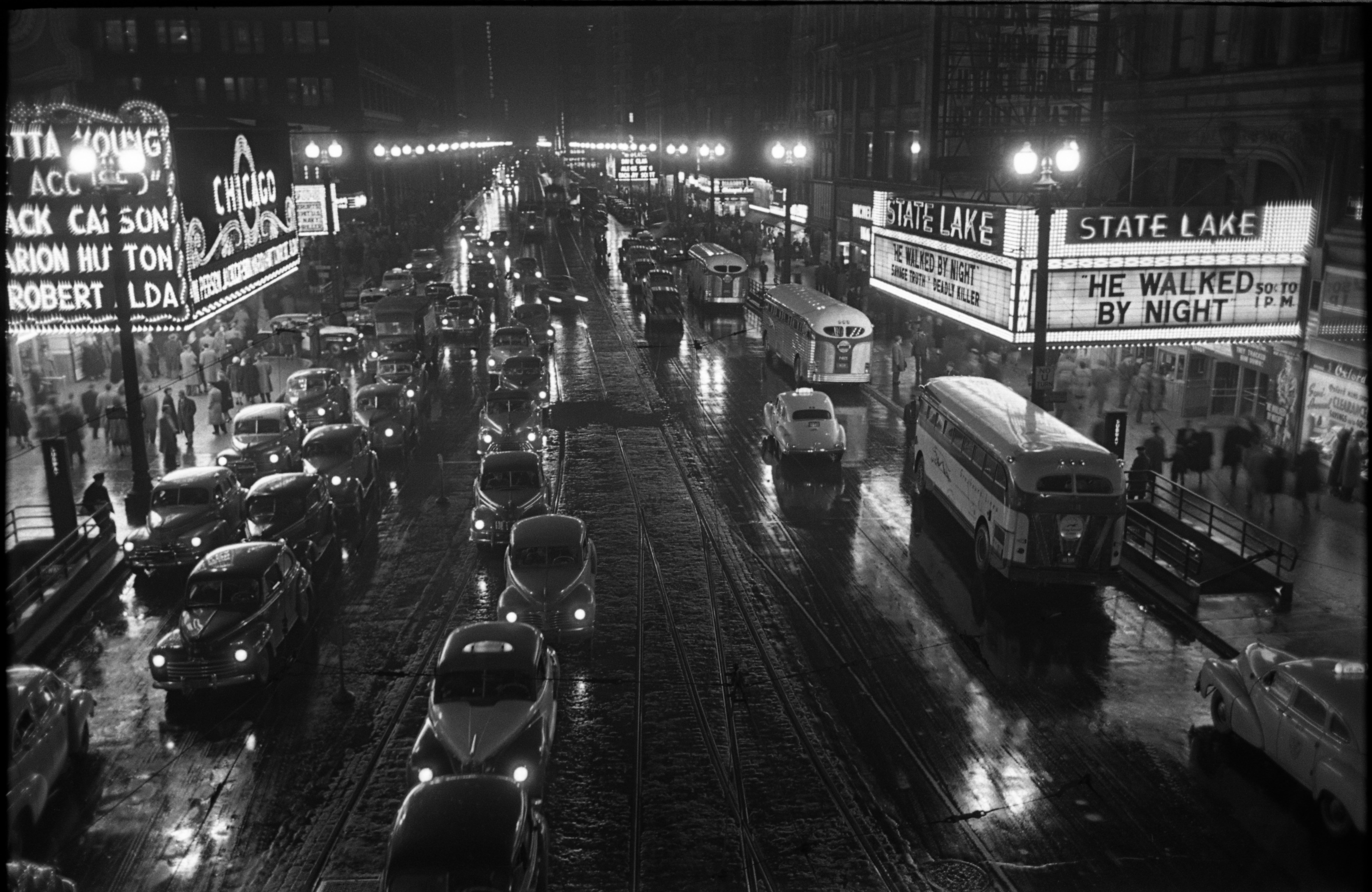
عکس «شیکاگو-شهر شدت‌ها» که در تاریخ ۲ آوریل ۱۹۴۹ در مجله لوک چاپ شد.

علاقه کوبریک به بوکس باعث شد تا او شروع به عکاسی از این مسابقات برای مجله لوک کند. نخستین تصویر کوبریک از یک مسابقه بوکس با عنوان «جایزه‌باز» در تاریخ ۱۸ ژانویه ۱۹۴۹ به چاپ رسید. والتر کارتیر، بوکسور حرفه‌ای اهل برانکس یکی از طرفین مبارزه بود. در تاریخ ۲ آوریل ۱۹۴۹، عکسی تحت عنوان «شیکاگو-شهر شدت‌ها» در مجله لوک به چاپ رسید که کوبریک آن را در سفر به ایلینوی ثبت کرده بود. این تصویر، نمایی از ایستگاه استیت/لیک در خیابان استیت را نشان می‌دهد که تعدد ماشین‌ها در خیابان باعث ایجاد یک ترافیک شبانه شده است. این تصویر، نشان‌دهنده استعداد کوبریک در زمینه فضاسازی بود. یک سال بعد و در ژوئیه ۱۹۵۰، کوبریک عکسی با عنوان «زن مبتدی در حال کار کردن» منتشر کرد که تصویر تک‌چهره بستی ون فورستنبرگ را در حالی نشان می‌داد که نقاشی «پرتره فرشته فرناندز دی سوتو» اثر پابلو پیکاسو در پس‌زمینه قابل مشاهده بود. کوبریک در دوران فعالیت خود به عنوان عکاس از موسیقی‌دانان جاز بزرگی عکس‌برداری کرد که از جمله آن‌ها می‌توان به فرانک سیناترا، ارول گارنر، جورج لوئیس، ادی کاندون، فیل ناپلئون، پاپا سِلِستین، آلفونس پیکو، شارکی بونانو و ماگزی اسپانیر اشاره کرد.

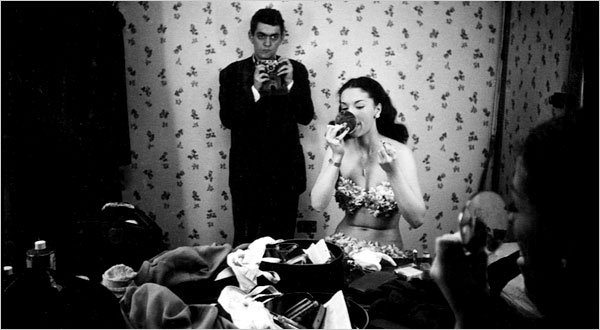
کوبریک این عکس سلفی را از خود و شوگرلی به نام رزمری ویلیامز در سال ۱۹۴۹ ثبت کرده است.

کوبریک در تاریخ ۲۸ مه ۱۹۴۸ و زمانی که تنها ۲۰ سال داشت با توبا متز که دوست‌دختر دوران دبیرستانش بود، ازدواج کرد. آن‌ها در آپارتمان کوچکی در خیابان ششم منهتن که درست در شمال گرینیچ ویلج قرار داشت، زندگی می‌کردند. در این دوران، کوبریک شروع به تماشا و نمایش مکرر فیلم‌های مختلف در موزه هنر مدرن نیویورک کرد. کوبریک تحت تأثیر علاقه زیادی که به سینمای ماکس افولس داشت، تلاش کرد تا سبک پیچیده اما سیال فیلم‌برداری این فیلم‌ساز فرانسوی را بازنمایی کند. سینمای افولس بر روی سلیقه بصری کوبریک تأثیر زیادی داشت. الیا کازان دیگر کارگردانی بود که کوبریک کارهایش را به دقت دنبال می‌کرد و باور داشت که او بهترین فیلم‌ساز آمریکایی است که در کار با بازیگران، معجزه می‌کند. دوستان و نزدیکان کوبریک به مرور متوجه شیفتگی او به هنر سینما شدند. یکی از دوستان کوبریک به نام دیوید وان تعریف می‌کند که کوبریک از سکوت سالن سینما برای بررسی دقیق و تجزیه‌وتحلیل فیلم‌ها استفاده می‌کرده و هرگاه که مردم شروع به صحبت می‌کردند، او به سراغ مطالعه می‌رفت. کوبریک زمان زیادی را صرف خواندن کتاب‌های نظریه فیلم و یادداشت برداشتن از آن‌ها کرد. سرگئی آیزنشتاین و آرتور روتشتاین که خودش برای مدتی مدیر فنی عکاسی مجله لوک بود از جمله افرادی بودند که کوبریک از آن‌ها الهام گرفت. کوبریک بسیار به فیلم الکساندر نوسکی (۱۹۳۸) ساخته آیزنشتاین علاقه داشت. موسیقی این فیلم که توسط سرگئی پروکفیف ساخته شده از آهنگ‌های مورد علاقه کوبریک بود؛ تا جایی که او هر روز آن را در خانه پخش می‌کرد اما خواهر کوبریک که از پخش چندین‌باره این آهنگ در محیط خانه عصبانی شده بود، صفحه گرامافون موسیقی فیلم را شکست.

## سینما

### ۱۹۵۳–۱۹۵۱: فیلم‌های کوتاه
کوبریک پس از فارغ‌التحصیلی از دبیرستان قصد داشت که به همراه یکی از دوستانش به نام الکساندر سینگر، اقتباسی سینمایی از ایلیاد اثر هومر را کارگردانی کند اما سینگر که در دفاتر شرکت تایم کار می‌کرد به کوبریک اطلاع داد که ساخت چنین فیلمی به بودجه‌ای حداقل ۴۰ هزار دلاری نیازی دارد. کوبریک چنین پولی نداشت؛ او تنها ۱۵۰۰ دلار پس‌انداز داشت که با تشویق سینگر، تمام آن را خرج ساخت چند مستند کوتاه کرد. کوبریک به تنهایی شروع به آموختن تمام موارد لازم برای فیلم‌سازی کرد. او با تهیه‌کنندگان، استودیوها، دفاتر اجاره تجهیزات فیلم‌برداری و لابراتوارهای سینمایی تماس گرفت تا بتواند هر ابزاری که برای ساخت یک مستند لازم دارد را تهیه کند.
کوبریک تصمیم گرفت مستندی دربارهٔ والتر کارتیر بسازد؛ همان بوکسور اهل برانکس که کوبریک پیش‌تر برای مجله لوک، از او عکس گرفته و مقاله‌ای در موردش نوشته بود. کوبریک یک دوربین فیلم‌برداری اجاره کرد و نخستین پروژه مستند خود با عنوان روز نبرد را در سال ۱۹۵۱ جلوی دوربین برد. کوبریک تمام هزینه فیلم را به صورت مستقل پرداخت کرد. او دوست داشت مونتگومری کلیفت راوی مستند باشد که او را در یک پروژه عکاسی برای مجله لوک ملاقات کرده بود اما این اتفاق رخ نداد و در نهایت، داگلاس ادواردز که گوینده اخبار و مجری برنامه‌های سی‌بی‌اس بود، نریشن‌ها مستند را ضبط کرد. پل دانکن که از دوستان کوبریک بود، اظهار داشته که روز نبرد به عنوان نخستین اثر سازنده‌اش، موفقیت قابل‌توجهی محسوب می‌شد. کوبریک در صحنه‌ای از فیلم از حرکت ترکینگ‌شات معکوس استفاده کرد که در طی آن، کارتیر و برادرش به سوی دوربین قدم برمی‌دارند. این حرکت دوربین به مرور تبدیل به یکی از امضاهای بصری کوبریک در آثارش شد. برادر والتر کارتیر که وینسنت نام داشت دربارهٔ تجربه همکاری با کوبریک گفته بود: «استنلی بسیار خویشتن‌دار و خجالتی بود و تخیل بسیار قوی داشت و فکرهای درخشانی به سرش می‌زد. او دستورهای خود را در آرامش مطرح می‌کرد. او با همان خجالتی که داشت، مجبورت می‌کرد که هرچه می‌خواهد را انجام دهی. استنلی آدم را مجذوب می‌کرد. در سر صحنه، حرف فقط حرف او بود.» خود والتر کارتیر نیز دربارهٔ کوبریک اظهار داشته بود: «استنلی مانند یک مشت‌زن که خود را آماده مبارزه بزرگی کرده وارد صحنه می‌شد. او دقیقاً می‌دانست چه می‌خواهد و باید چگونه به آن دست پیدا کند. او چالش‌های کارش را می‌شناخت و بر آن‌ها غلبه می‌کرد.» موسیقی مستند توسط جرالد فراید که از دوستان سینگر بود ساخته شد. کوبریک که در مجموع ۳ هزار و ۹۰۰ دلار برای روز نبرد خرج کرده بود، موفق شد حق پخش آن را به قیمت چهار هزار دلار به آرکی‌او پیکچرز بفروشد. این بیش‌ترین مبلغی بود که آرکی‌او تا آن زمان برای حق پخش یک فیلم کوتاه پرداخت کرده بود. کوبریک نخستین فیلم کوتاه خود را تجربه ارزشمندی می‌دانست زیرا در مسیر ساخت آن مجبور شده بود بسیاری از کارهای پروژه را به تنهایی انجام داده و دانش خود را بالاتر ببرد. او در این مورد گفته بود: «بهترین راه یادگیری فیلم‌سازی این است که فیلم بسازید.»
به دنبال موفقیت‌های روز نبرد، کوبریک از مجله لوک استعفا داد تا بتواند تمام وقت خود را صرف فیلم‌سازی کند. او با کارگردانان و چهره‌های سینمایی حرفه‌ای ساکن نیویورک صحبت کرد و از آن‌ها سوالات مفصلی دربارهٔ جنبه‌های مختلف فیلم‌سازی پرسید. کوبریک ادعا کرده بود یکی از دلایلی که باعث شد اعتماد به نفس بیش‌تری برای فیلم ساختن پیدا کند، تماشای آثار دیگر فیلم‌سازانی بود که سطح کیفی پایینی داشتند: «من هیچ مزخرفی دربارهٔ فیلم ساختن و سینما نمی‌دانستم اما تماشای بعضی فیلم‌ها باعث شد مطمئن شوم که می‌توانم از آن‌ها بهتر فیلم بسازم!» بین فیلم اول و دوم کوبریک، فاصله بسیار کمی وجود داشت. او در همان سال ۱۹۵۱ و تنها چند ماه پس از ساخت نخستین اثرش، دومین مستند کوتاه خود با عنوان کشیش پرنده را کارگردانی کرد. داستان این مستند دربارهٔ کشیش کاتولیکی به نام فرد اِستَدمیولر است که ساکن نیومکزیکو است و به دلیل وسعت زیاد منطقه فعالیت خود از یک هواپیمای پایپر جی-۳ کاب برای پرواز استفاده می‌کند تا بتواند خود را به موقع به مراسم‌های مورد نیاز برساند. کوبریک در ابتدا عنوان «خلبان آسمان» را برای مستند برگزید که لقب عامیانه‌ای است که مردم به کشیش‌ها اطلاق می‌کنند اما در نهایت، نام فیلم تغییر پیدا کرد. چندین نمای هوایی در مستند وجود دارد که به نظر می‌آید کوبریک از آن‌ها برای ساخت صحنه‌های پرواز ۲۰۰۱: ادیسه فضایی (۱۹۶۸) الهام گرفته است. همچنین چندین نمای نزدیک از چهره افراد در مراسم ختم وجود دارد که ظاهراً عرض ارادتی به دو فیلم رزم‌ناو پوتمکین (۱۹۲۵) و ایوان مخوف (۱۹۴۳) اثر سرگئی آیزنشتاین هستند.
کوبریک در سال ۱۹۵۳ و با ساخت مستند کوتاه دریانوردان دوباره بر روی صندلی کارگردانی نشست. این مستند که به سفارش اتحادیه بین‌المللی دریانوردان آمریکای شمالی ساخته شده، شامل تصاویر و برداشت‌هایی از کشتی‌ها، تجهیزات، کابین‌ها و برگزاری جلسات دریانوردان است. دریانوردان نخستین فیلم رنگی کوبریک است. کوبریک در صحنه کافه‌تریا از حرکت دالی‌شات استفاده کرد تا بتواند نماهای مربوط به زندگی دریانوردان را به تصویر بکشد. این تکنیک به مرور تبدیل به یکی دیگر از حرکات دوربین کوبریک شد. صحنه‌ای که در آن شخصیت پل هال به عنوان دبیر خزانه‌داری اتحادیه بین‌المللی دریانوردان آمریکای شمالی در منطقه اقیانوس اطلس و خلیج با اعضای اتحادیه صحبت می‌کند، ارجاعی به دو فیلم اعتصاب (۱۹۲۵) و اکتبر: ده روزی که دنیا را تکان داد (۱۹۲۸) است که هردو را آیزنشتاین ساخته است. روز نبرد، کشیش پرنده و دریانوردان تنها آثار کوتاهی هستند که به صورت رسمی توسط کوبریک کارگردانی شده‌اند. هر سه اثر مستند هستند. برخی گمان می‌کنند که کوبریک مستندهای کوتاه بیش‌تری ساخته اما آن آثار یا در طول زمان از بین رفته‌اند یا اینکه کوبریک با نام مستعار آن‌ها را ساخته است. مستند مجمع جهانی جوانان از جمله همین آثار است که ادعا می‌شود توسط کوبریک کارگردانی شده است.

### ۱۹۵۵–۱۹۵۳: نخستین فیلم‌های بلند

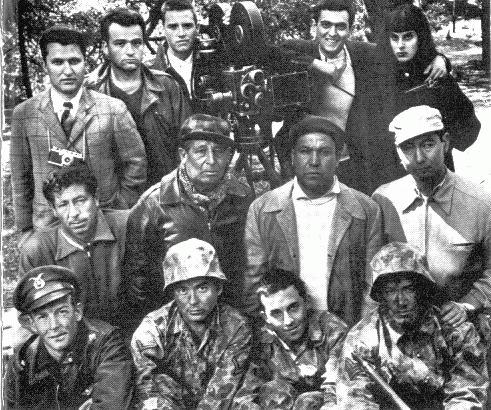
کوبریک به همراه تیم تولید هراس و هوس در سال ۱۹۵۳. فقط ویرجینا لیث از گروه در عکس حضور ندارد که ظاهراً در پشت دوربین ایستاده است.

کوبریک از طریق نمایش آثار کوتاهش برای دوستان و خانواده خود توانست مبلغ ۱۰۰۰ دلار، سرمایه جمع‌آوری کند که برای ساخت یک فیلم بلند مستقل کافی بود. او سرانجام موفق شد نخستین فیلم بلند خود با عنوان هراس و هوس را در سال ۱۹۵۳ کارگردانی کند. کوبریک در آن زمان ۲۵ سال سن داشت. فیلم‌نامه این فیلم که در ابتدا تله نام داشت توسط یکی از دوستان کوبریک به نام هاوارد سکلر نوشته شده بود. داستان فیلم؛ تمثیلی خیالی دربارهٔ گروهی از سربازان ارتش یک کشور بی‌نام است که از سقوط هواپیما جان سالم به در برده اما در پشت خطوط دشمن، گرفتار می‌شوند. یکی از سربازان، شیفته دختری جذاب در جنگل می‌شود و او را به درختی می‌بندد که این مسئله باعث به وجود آمدن بحران می‌شود. صحنه بستن دختر به درخت به دلیل استفاده خاص از نمای نزدیک، مورد توجه قرار گرفت. مارتین پرولر که دایی کوبریک و صاحب یک داروخانه در لس آنجلس بود، قبول کرد که مبلغ ۹۰۰۰ دلار دیگر بر روی فیلم سرمایه‌گذاری کند؛ مشروط بر آنکه نامش در تیتراژ به عنوان مدیر اجرایی تولید درج شود. کوبریک یک تیم کوچک چهارده نفره تشکیل داد؛ پنج بازیگر، پنج نفر برای تیم تولید و چهار نفر نیز برای گروه تدارکات. کوبریک و گروهش به کوهستان سن گابریل واقع در کالیفرنیا پرواز کرده و در طی پنج هفته، کل پروژه را فیلم‌برداری کردند. کوبریک در طول فیلم‌برداری، نام فیلم را از تله به شکل ترس تغییر داد و سرانجام نیز عنوان هراس و هوس را برای آن انتخاب کرد. در هنگام فیلم‌برداری، چیز نمانده بود که تمام گروه توسط گازی سمی که به اشتباه توسط کوبریک مورد استفاده قرار گرفته بود، جان خود را از دست بدهند. کوبریک مایل بود برای جلوگیری از افزایش هزینه، هراس و هوس را تبدیل به فیلم صامت کند اما بعداً از این تصمیم پشیمان شد. مراحل پس از تولید فیلم که شامل اضافه کردن صدا، افکت و موسیقی به فیلم بود باعث شد تا بودجه نهایی کار به رقم ۵۳ هزار دلار برسد که بسیار بالاتر از برآوردهای اولیه بود. ریچارد د روچمانت که یک تهیه‌کننده آمریکایی بود پذیرفت در تأمین بودجه فیلم کمک کند؛ به شرط آنکه کوبریک در ساخت یک مستند پنج قسمتی دربارهٔ آبراهام لینکلن که قرار بود در هاجنویل، کنتاکی فیلم‌برداری شود، او را همراهی کند.
هراس و هوس در گیشه شکست خورد اما واکنش‌های مثبتی از سوی برخی منتقدان دریافت کرد. منتقد نیویورک تایمز در مقاله‌ای به تأثیر سابقه عکاسی حرفه‌ای کوبریک در فیلم‌برداری و قاب‌بندی فیلم اشاره کرد و نوشت: «کوبریک نگاهی هنرمندانه و نگرشی گروتسک نسبت به مرگ دارد. شخصیت‌های این فیلم، مردان درنده‌خو و گرسنه‌ای هستند که با حیوانیت خود مواجه شده‌اند. صحنه‌ای از فیلم که در آن یک سرباز جوان تحت تأثیر هوس قرار گرفته و دختری را به درخت می‌بنند، تماشایی است». مارک وان دورن که دانشور دانشگاه کلمبیا بود نیز بسیار تحت تأثیر صحنه بستن دختر به درخت و موقعیتی که بعد از آن شکل می‌گیرد قرار گرفت. او این صحنه را «سکانسی زیبا، ترسناک و عجیب» توصیف کرد که نشان‌دهنده استعداد بالای کوبریک بود و تضمین کرد که او در آینده به موفقیت‌های زیادی خواهد رسید. علیرغم نظرات مثبت منتقدان، خود کوبریک از نتیجه فیلم ابراز خجالت می‌کرد و در طول سال‌های بعد، تلاش کرد تا جلوی پخش شدن فیلم را بگیرد. او هراس و هوس را فیلمی آماتوری می‌دانست که «بسیار خودآگاه، کسل‌کننده و پرمدعا» است.
کوبریک به فاصله نسبتاً کوتاهی از هراس و هوس، کار بر روی پروژه جدید خود را آغاز کرد. او به دنبال یک ایده داستانی بود که دربارهٔ بوکس باشد. به دنبال شکست تجاری هراس و هوس، کوبریک تصمیم گرفت که از بالا رفتن مخارج جلوگیری کرده و فیلمی کم بودجه بسازد. او به همراه سکلر شروع به نوشتن یک فیلم نوآر کرد که در ابتدا مرا ببوس نام داشت و داستان آن دربارهٔ یک بوکسور حرفه‌ای میان‌وزن اهل نیویورک بود که هم‌زمان با به پایان رسیدن دوران حرفه‌ای خود، وارد رابطه‌ای عاطفی با زن همسایه خود می‌شود که یک رقصنده است و توسط رئیس جنایتکارش مورد آزار قرار می‌گیرد. عنوان فیلم‌نامه چندین بار پیاپی به نام‌هایی مثلمرا بکش، نیمف و مجنون تغییر پیدا کرد تا اینکه کوبریک، عنوان بوسه قاتل (۱۹۵۵) را برای آن انتخاب کرد. درست مثل هراس و هوس، بودجه فیلم توسط خانواده و دوستان کوبریک تأمین شد؛ هرچند مارتین پرولر به دلیل شکست تجاری فیلم نخست کوبریک، حاضر به سرمایه‌گذاری دوباره بر روی یکی دیگر از ساخته‌های خواهرزاده‌اش نشد. بیش‌تر بودجه فیلم به مبلغ ۴۰ هزار دلار توسط موریس بوس که یک داروساز اهل برانکس بود در اختیار کوبریک قرار گرفت. فیلم‌برداری از تایمز اسکوئر در منهتن آغاز شد. کوبریک تلاش کرد تا از قاب‌بندی و زوایای غیرمتعارف استفاده کند تا سبک فیلم‌برداری مورد علاقه خود را پیاده‌سازی کرده باشد. کل فرایند فیلم‌برداری نیز ۱۴ هفته به طول انجامید. کوبریک مایل بود که تمام صدای فیلم را در سر صحنه ضبط کند اما انعکاس سایه بوم صدا بر صورت بازیگران یا زمین باعث محدودیت حرکت دوربین شده بود؛ برای همین کوبریک قید صدابرداری هم‌زمان را زد و تصمیم گرفت تمام کار را دوبله کند. کوبریک بعد از صرف ۷ ماه و خرج ۳۵ هزار دلار به خروجی دلخواهش از صدای فیلم رسید. صحنه‌ای از فیلم که یک نقاشی در حال خندیدن به یکی از شخصیت‌ها است، ارجاعی به فیلم باج‌گیری (۱۹۲۹) ساخته آلفرد هیچکاک است که یکی از منابع الهام مهم در ساخت فیلم بود. مارتین اسکورسیزی اظهار داشته که هنگام ساخت گاو خشمگین (۱۹۸۰) که آن هم فیلمی در ارتباط با بوکس است، تحت تأثیر سبک بصری خاص بوسه قاتل و فیلم‌برداری و قاب‌های تیز آن بوده. آیرین کین که بازیگر زن اصلی بوسه قاتل بود، تجربه همکاری با کوبریک را اینگونه توصیف کرده است: «استنلی شخصیت جذابی دارد. او معتقد است که فیلم‌ها باید داستان خود را با کمترین استفاده ممکن از دیالوگ و از طریق تصاویر جلو ببرند. او نسبت به سکس و سادیسیم شناخت دارد.» بوسه قاتل به موفقیت کوچکی در گیشه رسید و کمی بیش از بودجه ۷۵ هزار دلاری خود فروش کرد. کارگردانی و سبک فیلم‌برداری فیلم توسط منتقدان تحسین شد اما اجرای تیم بازیگران و سطح فیلم‌نامه، نظرات متوسطی دریافت کرد. علیرغم نظرات عمدتاً مثبت منتقدان، خود کوبریک بازهم به فیلمش روی خوش نشان نداد و آن را تجربه‌ای دانشجویی توصیف کرد.

### ۱۹۶۲–۱۹۵۵: موفقیت در هالیوود
یک روز که کوبریک مشغول بازی شطرنج در پارک واشینگتن اسکوئر بود با جیمز بی. هریس دیدار کرد که کوبریک را باهوش‌ترین و خلاق‌ترین کسی می‌دانست که در عمرش ملاقات کرده است. این دو نفر به کمک یکدیگر، شرکت «هریس-کوبریک» را در سال ۱۹۵۵ بنا کردند. هریس موفق شد که حق اقتباس رمان سرقت تمیز نوشته لیونل وایت را به قیمت ۱۰ هزار دلار خریداری کند. کوبریک بر اساس این رمان، شروع به نوشتن فیلم‌نامه‌ای با عنوان کشتن (۱۹۵۶) کرد که داستان آن دربارهٔ گروهی از تبهکاران بود که بخش نگهداری از پول‌های شرط‌بندی‌شده یک پیست اسب‌دوانی را مورد سرقت قرار می‌دهند. این فیلم نیز مثل بوسه قاتل از المان‌های نوآر بهره گرفته بود. کوبریک متن کلی فیلم‌نامه را نوشت اما چون از دیالوگ‌ها راضی نبود؛ جیم تامپسون را که سابقه زیادی در نگارش داستان‌های جنایی داشت استخدام کرد تا دیالوگ‌ها را به صورت کامل بازنویسی کند. استرلینگ هایدن که عملکردش در فیلم جنگل آسفالت (۱۹۵۰) مورد توجه کوبریک قرار گرفته بود به عنوان بازیگر اصلی انتخاب شد.
کوبریک و هریس به لس‌آنجلس سفر کرده و با دفتر تجهیزات جَف قرارداد امضا کردند تا لوازم ساخت را برای آن‌ها مهیا کند. به این ترتیب، کشتن تبدیل نخستین فیلم بلند کوبریک شد که با عوامل و تجهیزات حرفه‌ای ساخته می‌شد. کوبریک قصد داشت که خودش بسیاری از کارهای فیلم را انجام دهد اما انجمن هالیوود اعلام کرد که او نمی‌تواند به‌طور هم‌زمان، کارگردان و فیلم‌بردار باشد زیرا این مسئله در آن دوران، خلاف قوانین بود. در نتیجه، کوبریک به سراغ لوسین بالارد رفت که مدیران فیلم‌برداری با سابقه هالیوود بود. کوبریک و بالارد چندان با یکدیگر کنار نیامدند و طبق گزارش‌ها، چند مرتبه درگیری لفظی پیدا کردند. بالارد علاقه‌ای به پیروی از دستورات کوبریک و حرکات غیر متعارف دوربین او نداشت. کوبریک که در زمان ساخت فیلم، تنها ۲۸ سال سن داشت و ۲۰ سال از بالارد کوچک‌تر بود، او را تهدید به اخراج از پروژه کرد. استرلینگ هایدن دربارهٔ تجربه همکاری با کوبریک گفته بود: «او آدم خونسرد و جدا افتاده‌ای بود. نگاه کوبریک به مسائل بسیار ماشینی بود. کارگردانان کمی هستند که اعتماد به نفس او را داشته باشند.» کوبریک از پذیرفتن دستمزد برای کارگردانی فیلم صرف نظر کرد تا هزینه تولید را پایین آورد. در نهایت، کشتن رقمی نزدیک به ۳۳۰ هزار دلار خرج برداشت.
بازاریابی و اکران کشتن بسیار ضعیف بود. فیلم سود چندان بالایی کسب نکرد زیرا همراه با فیلم وسترن باندیدو! (۱۹۵۶) به صورت دو فیلم با یک بلیت و به عنوان فیلم دوم به روی پرده رفت. با این وجود، کشتن نقدهای بسیار مثبتی از سویی منتقدان کسب کرد. منتقد تایم، سبک فیلم‌برداری کار را هم‌سطح با آثار اورسن ولز دانست. کشتن به مرور تبدیل به اثری جریان‌ساز شد و در حال حاضر به عنوان یکی از بهترین ساخته‌های کوبریک شناخته می‌شود که تأثیر زیادی بر روی فیلم و فیلم‌سازان بعد از خود داشته است. روایت غیرخطی فیلم و سبک بصری غیر متعارف آن تبدیل به الگویی برای فیلم‌های جنایی شد. کوئنتین تارانتینو اعلام کرده که نخستین فیلم خود با عنوان سگ‌های انباری (۱۹۹۲) را با الهام از کشتن نوشته و کارگردانی کرده است. دور شری که در آن زمان برای مترو گلدوین میر کار می‌کرد، بسیار تحت‌تاثیر کشتن قرار گرفت و به همین دلیل، ۷۵ هزار دلار به کوبریک و هریس پرداخت کرد تا آن‌ها بتوانند کار بر روی پروژه‌ای جدید را آغاز کنند. مکس. ای. یانگستین که عضوی از یونایتد آرتیستس بود، باور داشت که شری دربارهٔ کوبریک اشتباه می‌کند. یانگستین معتقد بود کوبریک هیچ برتری نسبت به استعدادهای تازه‌ای که به دنبال پیدا کردن جایگاه خود در هالیوود هستند، ندارد.

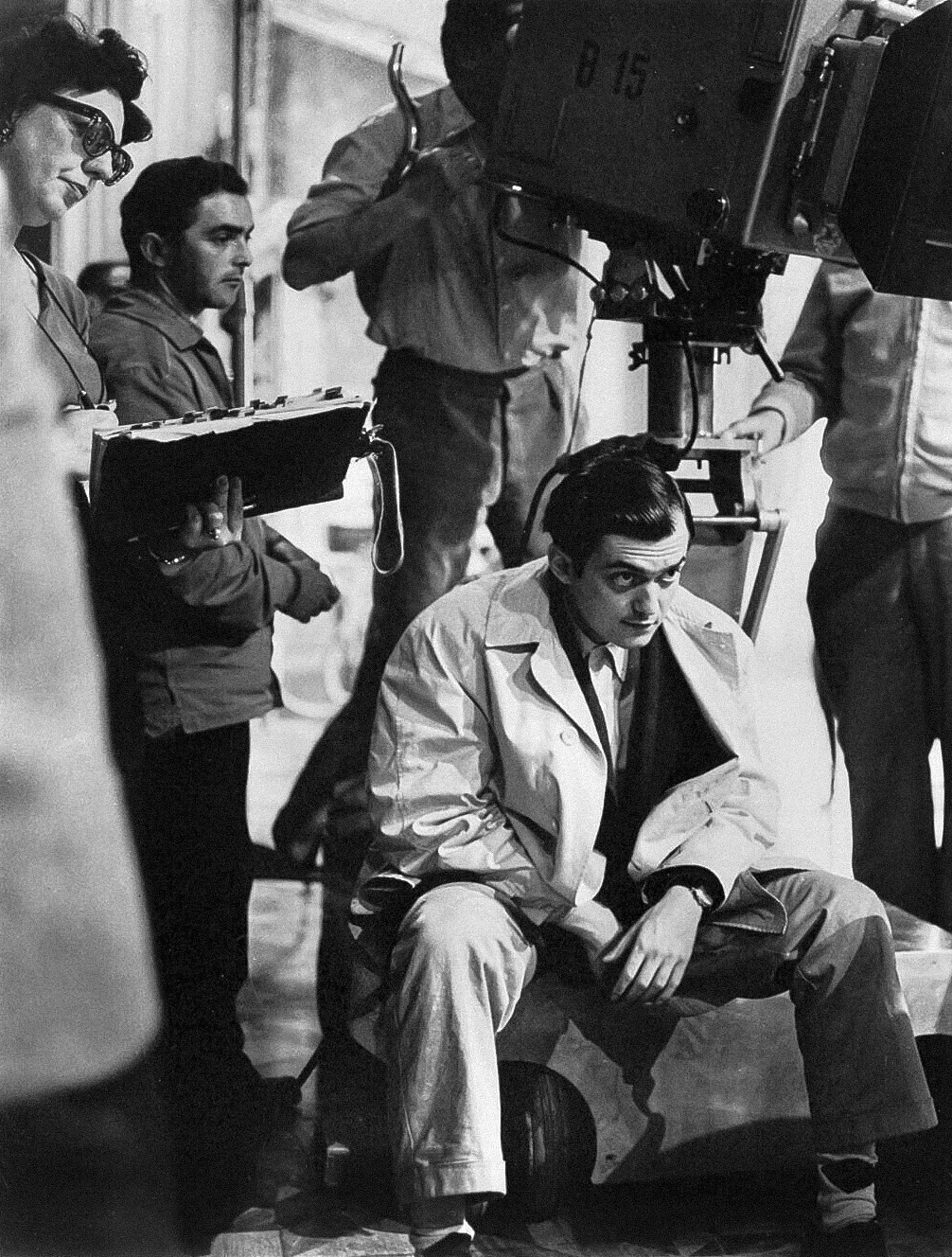
کوبریک در سر صحنه فیلم راه‌های افتخار (۱۹۵۷)

کوبریک بعد از واکنش مثبت منتقدان به کشتن احساس می‌کرد باید کار بزرگتری انجام دهد. او برای سومین فیلم بلند خود، دوباره به سراغ سوژه‌ای ضد جنگ رفت و فیلم‌نامه فیلم راه‌های افتخار (۱۹۵۷) را بر اساس رمانی به همین نام اثر همفری کاب نگارش کرد. داستان فیلم در سال ۱۹۱۶ و در طی جنگ جهانی اول رخ داده و ماجرای سرهنگ فرانسوی به نام دَکس را دنبال می‌کند که از دستور مستقیم فرماندهانش که منجر به کشته شدن او و سربازانش در عملیاتی انتحاری می‌شود سرپیچی کرده و به اتهام بزدلی، دادگاهی می‌شود. دور شری که با رمان راه‌های افتخار آشنا بود به کوبریک اعلام کرد بعید است مترو گلدوین میر از تولید فیلم حمایت کند زیرا آن‌ها پیش‌تر، تجربه تلخی از ساخت فیلم ضد جنگ نشان سرخ دلیری (۱۹۵۱) داشتند که در گیشه شکست خورده بود. شری به کوبریک پیشنهاد داد که به جای راه‌های افتخار بر روی اقتباس از رمان راز سوخته اثر اشتفان تسوایگ کار کند. کوبریک به همراه کالدر ویلینگهام شروع به نوشتن فیلم‌نامه کرد اما نتوانست راه‌های افتخار را از ذهنش بیرون کند و تصمیم گرفت به هر صورتی که ممکن است، آن را بسازد. بعد از آنکه مترو گلدوین میر در تغییراتی گسترده، تعدادی از افراد خود از جمله دور شری را اخراج کرد، کوبریک و هریس تصمیم گرفتند که دوباره شانس خود را برای تولید راه‌های افتخار امتحان کنند. کوبریک برای ترغیب استودیوهای هالیوودی به سرمایه‌گذاری بر روی فیلم، به کرک داگلاس برای نقش اصلی پیشنهاد داد و او نیز پذیرفت. داگلاس آنقدر جذب فیلم‌نامه شده بود که یونایتد آرتیستس را تهدید کرد که در فیلم وایکینگ‌ها (۱۹۵۸) بازی نخواهد کرد؛ مگر آنکه آن‌ها با ساخت راه‌های افتخار موافقت کنند. یونایتد آرتیستس نه تنها مبلغ ۸۵۰ هزار دلار به فیلم اختصاص داد؛ بلکه قرارداد ساخت پنج فیلم بین کوبریک و داگلاس نیز به امضا رسید. بر طبق قرارداد، کوبریک و هریس روی هم ۲۰ هزار دلار دریافت می‌کردند در حالی که دستمزد داگلاس به تنهایی ۳۵۰ هزار دلار بود. داگلاس یک قرارداد جداگانه با کوبریک و هریس برای ساخت سه فیلم امضا کرد که تولید آن‌ها را شرکت «برایانا پروداکشنز» برعهده گرفت که متعلق به خود داگلاس بود. یکی از آن سه فیلم، راه‌های افتخار بود که یونایتد آرتیستس، مسئولیت اکران آن را برعهده گرفت. فیلم‌برداری از مونیخ آغاز شد. کوبریک برای فیلم‌برداری صحنه‌های جنگ از شش دوربین به صورت هم‌زمان استفاده کرد که با دقت زیادی در نقاط مختلفی کار گذاشته و شماره‌گذاری شده بودند تا حس منطقه بی‌طرف را بازسازی کنند. کوبریک از دوربین «آریفلِکس ۳۵» و لنزهایی با عمق میدان بالا بهره بود تا نماهای مرگ سربازان را ضبط کند. یکی از دوربین‌ها، فقط بر روی صورت داگلاس متمرکز بود. راه‌های افتخار تبدیل به نخستین موفقیت جدی تجاری کوبریک در گیشه شد. فیلم همچنین با بازخورد مثبت منتقدان همراه بود که سکانس‌های سرد جنگی و فیلم‌برداری سیاه‌وسفید آن را تحسین کرد. این فیلم باعث شد که نام کوبریک به عنوان استعدادی جوان و خلاق شناخته شود. علیرغم واکنش مثبت منتقدان، راه‌های افتخار درگیر حواشی مختلفی شد. برای مثال، اکران فیلم در ایام کریسمس با واکنش منفی مواجه شد زیرا موضوع و سوژه آن با فضای شاد جشن پایان سال در تضاد بود. همچنین لحن انتقادی و سوژه ضد جنگ فیلم باعث شد که برخی از کشورهای اروپایی از اکران عمومی آن جلوگیری کنند. دولت فرانسه به علت آنچه «نمایش تصویر غیر منطقی» از ارتش این کشور اعلام شد، تا سال ۱۹۷۴ اجازه نمایش راه‌های افتخار را صادر نکرد. ارتش سوئیس نیز تنها زمانی به اکران فیلم در این کشور رضایت داد که برخی از صحنه‌ها و دیالوگ‌های آن سانسور شود. نسخه کامل راه‌های افتخار تا سال ۱۹۷۰ در این کشور به روی پرده نرفت.
در اکتبر سال ۱۹۵۷ که راه‌های افتخار در کشور آلمان به روی پرده رفته بود، «برایانا پروداکشنز» حق اقتباس رمان من ۱۶ میلیون دلار را دزدیدم نوشته هربرت امرسون ویلسون را خریداری کرد تا کوبریک و هریس بتوانند بر اساس آن شروع به نوشتن فیلم‌نامه کنند. این فیلم قرار بود دومین همکاری کوبریک و هریس با «برایانا پروداکشنز» باشد. درست مثل تجربه قبلی قرار بود که کرک داگلاس نقش اصلی را ایفا کرده و کوبریک آن را کارگردانی کند. هریس نیز به عنوان تهیه‌کننده قرارداد امضا کرده بود. فرایند نگارش فیلم‌نامه کمی پیچیده شد. گاوین لمبرت در نوامبر ۱۹۵۷ به کوبریک پیوست تا با یکدیگر فیلم‌نامه را بنویسند. کوبریک عنوان خدا ترس را برای فیلم‌نامه انتخاب کرده بود اما با این وجود، پروژه هرگز وارد مرحله تولید نشد زیرا کوبریک از نتیجه نهایی متن راضی نبود.
مارلون براندو با کوبریک تماس گرفت و از او درخواست کرد تا بر اساس رمان مرگ معتبر هندری جونز اثر چارلز نایدر یک فیلم‌نامه اقتباسی بنویسد. داستان این رمان وسترن بر پایه ماجراهای پت گرت و بیلی د کید و تقابلی که میانشان شکل می‌گیرد نوشته شده بود. کارلو فیوری که بازیگری آمریکایی و از دوستان صمیمی براندو بود ادعا داشت که براندو هرگز مستقیماً با کوبریک تماس نگرفت و این او بود که قرار میان آن دو را هماهنگ کرد. منابع می‌گویند که براندو بعد از ملاقات با کوبریک بسیار تحت‌تاثیر او قرار گرفته بود: «استنلی به طرز غیرمعمولی؛ حساس و باهوش است. او در برخورد و رفتارش با طرف مقابل بسیار با ظرافت عمل می‌کند. او فردی زیرک و متفکری خلاق است. استنلی نه حرف‌های تکراری دیگران را می‌زند و نه شبیه یک گردآورنده مطالب صحبت می‌کند. او آنچه را که می‌آموزد هضم می‌کند و دیدگاهی کم‌نظیر و اشتیاق پایان ناپذیرش را به کار تزریق می‌کند.» کوبریک به مدت شش ماه بر روی فیلم‌نامه‌ای کار کرد که پیش‌تر سام پکین‌پا مشغول نگارش آن بود. مشکلات حقوقی و اختلاف سلیقه‌ای که کوبریک با دیگر اعضای گروه پیدا کرد باعث شد تا او از پروژه بیرون بزند. در نهایت فیلم‌نامه‌ای که کوبریک نوشت با تغییرات و بازنویسی بسیار زیاد تبدیل به فیلم سربازهای یک‌چشم (۱۹۶۱) شد که براندو خودش آن را کارگردانی کرد. یک دهه بعد، سام پکین‌پا فیلم پت گرت و بیلی د کید (۱۹۷۳) را همانگونه خودش مایل بود ساخت. جان بکستر نویسنده کتاب استنلی کوبریک: یک زندگینامه (۱۹۹۷) ادعا کرده که کوبریک از دخالت‌های زیاد براندو در پروژه بسیار عصبانی بوده. بعد از آنکه براندو بدون هماهنگی با کوبریک، فرانس نوین را به عنوان بازیگر زن اصلی فیلم انتخاب کرد، کوبریک با خشم به ملاقات براندو رفت و گفت: «دیگر نمی‌دانم این فیلمی که می‌سازم دربارهٔ چیست!» و براندو هم پاسخ داده: «من به تو می‌گویم این فیلم دربارهٔ چیست… دربارهٔ ۳۰۰ هزار دلاری است که من به کارل مالدن پرداخت کرده‌ام تا بازیگر آن باشد!» کوبریک در ازای دریافت ۱۰۰ هزار دلار قبول کرد که از پروژه جدا شود. انترتینمنت ویکلی در گزارشی که در سال ۱۹۶۰ به چاپ رساند ادعا کرد که دلیل اصلی اختلاف کوبریک و براندو مربوط به کارگردانی فیلم بوده. ظاهراً در ابتدا قرار بوده کوبریک فیلم را بسازد اما براندو ناگهان نظر خودش را تغییر داده و تصمیم گرفته خودش بر روی صندلی کارگردانی تکیه بزند. لوبروتور که زندگی‌نامه کوبریک را نوشته ادعا کرد که کوبریک به دلایل قراردادی قادر نبوده جزئیاتی در ارتباط با پروژه را رسانه‌ای کند و دلایل واقعی خود برای ترک پروژه را بر زبان آورد. کوبریک در پایان تمام این جنجال‌ها، بیانیه کوتاهی منتشر کرد: «با تأسف عمیق و به دلیل احترام و علاقه‌ای که به یکی از برجسته‌ترین هنرمندان جهان دارم، ترجیح دادم از این پروژه کناره‌گیری کنم.»

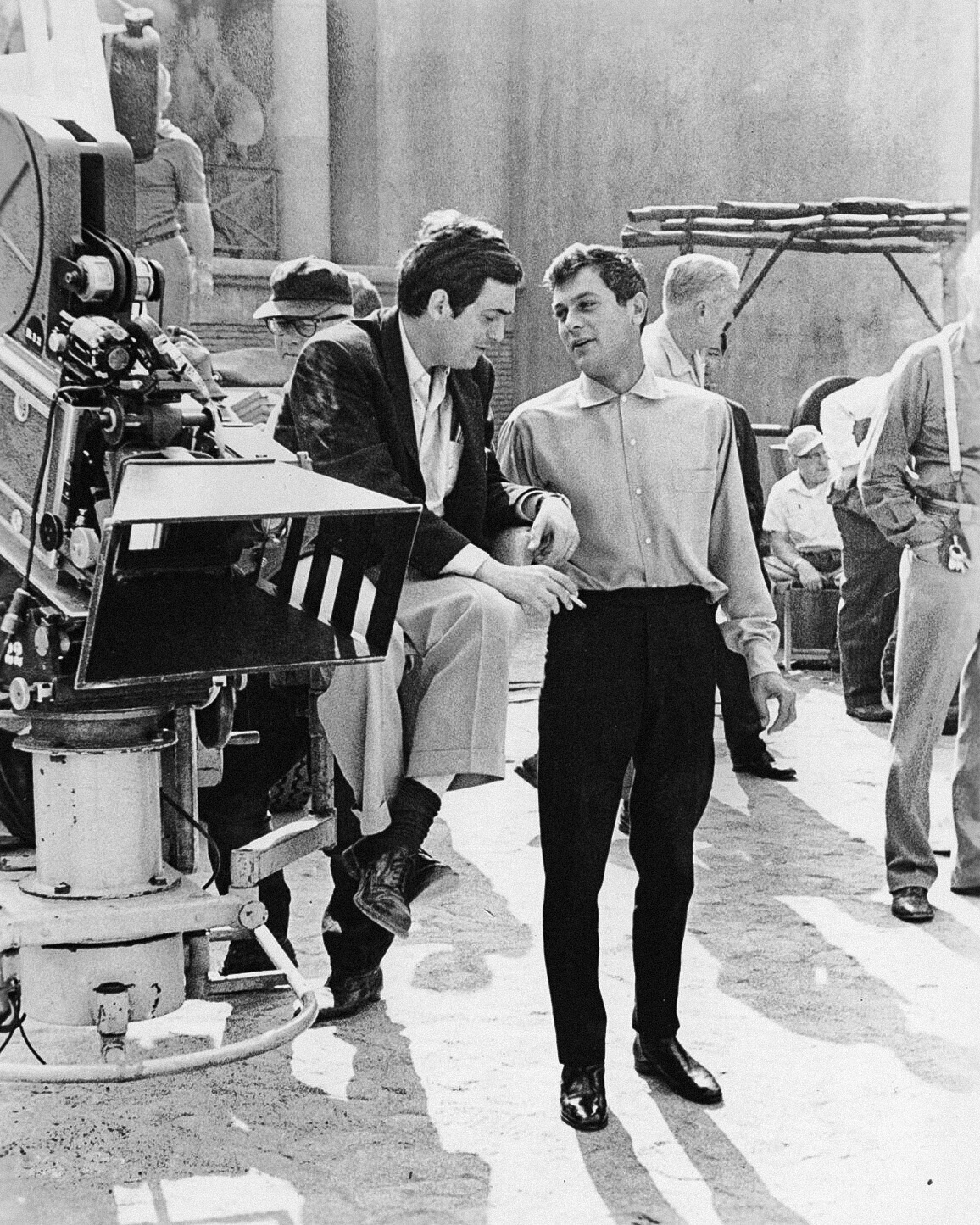
کوبریک به همراه تونی کرتیس در سر صحنه فیلم اسپارتاکوس (۱۹۶۰).

در فوریه سال ۱۹۵۹، کرک داگلاس با کوبریک تماس گرفت و از او درخواست کرد تا بر اساس شخصیت اسپارتاکوس و سومین جنگ بردگان یک فیلم حماسی کارگردانی کند. داگلاس موفق شد حق اقتباس رمان اسپارتاکوس (۱۹۵۱) نوشته هاوارد فاست را خریداری کند. فیلم‌نامه فیلم توسط دالتون ترامبو نوشته شد که در آن زمان، نامش در فهرست سیاه هالیوود قرار داشت. اینگونه بود که کوبریک به صورت رسمی، ساخت پروژه بزرگ فیلم سینمایی اسپارتاکوس (۱۹۶۰) را آغاز کرد. داگلاس که تهیه‌کننده پروژه هم بود؛ خودش بازی در نقش اصلی را برعهده گرفت و لارنس الیویه نیز برای بازی در نقش کراسوس انتخاب شد. ابتدا قرار بود آنتونی مان این فیلم را کارگردانی کند اما داگلاس او را به علت اختلاف نظری که با یکدیگر داشتند از پروژه اخراج کرد و کوبریک جایگزین او شد. کوبریک برای کارگردانی فیلم، ۱۵۰ هزار دلار دستمزد دریافت کرد. او در حالی کارگردانی چنین پروژه بزرگی که پنجمین فیلم بلندش محسوب می‌شود را پذیرفته بود که تنها ۳۱ سال سن داشت. اسپارتاکوس با بودجه هنگفت ۱۲ میلیون دلاری و یک گروه سیاهی‌لشکر ۱۰ هزار نفری جلوی دوربین رفت. اسپارتاکوس نه تنها در آن زمان به گران‌ترین فیلم آمریکایی تاریخ بدل شد بلکه نام کوبریک نیز به عنوان جوان‌ترین فیلم‌ساز تاریخ سینما ثبت شد که یک فیلم حماسی در این ابعاد را کارگردانی کرده است. رکوردی که تا همین امروز نیز پابرجاست. کوبریک برای دستیابی به قالب آنامورفیک ۳۵ میلی‌متری با وضوح بسیار بالا تصمیم گرفت تا برای نخستین‌بار از دوربین‌های «سوپر تکنیمارا ۷۰» استفاده کند. این دوربین‌ها به کوبریک اجازه دادند تا بتواند نمایی پانوراما از صحنه نبردی ضبط کند که ۸ هزار سیاهی لشکر در آن حضور داشتند. صحنه‌های جنگ فیلم در شش هفته و در کشور اسپانیا جلوی دوربین رفتند.
پروسه فیلم‌برداری اسپارتاکوس پر از چالش‌های متفاوت بود. کوبریک از نداشتن آزادی عمل کامل بسیار ناراحت بود و برای همین با داگلاس و برخی عوامل دچار اختلاف شد. کوبریک می‌خواست فیلمی بسازد که وجه هنری پررنگی داشته باشد اما تهیه‌کنندگان فیلم به دنبال یک اثر حماسی عامه‌پسند بودند که بتواند در گیشه موفق باشد. راسل متی که فیلم‌بردار پروژه بود نسبت به شیوه عجیب کوبریک بر نورپردازی اعتراض داشت. کار به جایی رسید که متی تهدید کرد از پروژه بیرون خواهد رفت اما کوبریک در نهایت توانست او را قانع کند که نورپردازی کار تا حد امکان، طبیعی باشد. متی پس از آنکه جایزه اسکار بهترین فیلم‌برداری را در سی و سومین دوره جوایز اسکار برای اسپارتاکوس به دست آورد تمام انتقادات خود از کوبریک را پس گرفت. کوبریک و با داگلاس بر سر فیلم‌نامه اختلاف نظر داشتند. داگلاس وقتی فهمید که کوبریک به غیر از دو خط، تمام دیالوگ‌های او در ۳۰ دقیقه ابتدایی را حذف کرده بسیار عصبانی شد. کوبریک اعتقاد داشت سکوت شخصیت اسپارتاکوس در فیلم اهمیت ویژه‌ای دارد. علیرغم تمام مشکلات تولید، اسپارتاکوس یک موفقیت در گیشه بود و موفق شد ۱۴٫۶ میلیون دلار در افتتاحیه فروش کند. واکنش منتقدان به فیلم بسیار مثبت بود. فیلم در شش رشته نامزد جایزه اسکار شد که چهار عنوان از جمله بهترین بازیگر نقش مکمل مرد برای پیتر یوستینف را به دست آورد. اسپارتاکوس باعث شد نام کوبریک به عنوان فیلم‌سازی بزرگ در هالیوود شناخته شود. کوبریک متوجه شد اگر امکانات و آزادی عمل کافی داشته باشد می‌تواند هر فیلمی دوست دارد بسازد. تجربه اسپارتاکوس باعث شد کوبریک به این فکر کند که باید قدرت و کنترل خود در فیلم‌های بعدی را افزایش دهد. اسپارتاکوس پایان همکاری کوبریک و داگلاس بود که دیگر با یکدیگر کار نکردند. داگلاس دربارهٔ تجربه همکاری با کوبریک در اسپارتاکوس گفته بود: «این پسرک می‌تواند روزی کارگردان خوبی شود، به شرط اینکه یاد بگیرد گاهی سرش را پایین انداخته و با دیگران سازش کند!» بر طبق گزارش‌ها، داگلاس از میزان کنترل کوبریک در پروژه خشمگین بود. او سال‌ها بعد که کوبریک به فیلم‌سازی برجسته تبدیل شده بود دربارهٔ او گفت: «اینکه یک نفر استعداد خوبی دارد به این معنی نیست که آدم خوبی نیز هست! تو می‌توانی آدم خوبی باشی اما هیچ استعدادی نداشته باشی یا برعکس، می‌توانی انسان بدی باشی که بهترین استعداد را دارد. کوبریک قطعاً بااستعداد است.»

### ۱۹۶۴–۱۹۶۲: مهاجرت به انگلستان

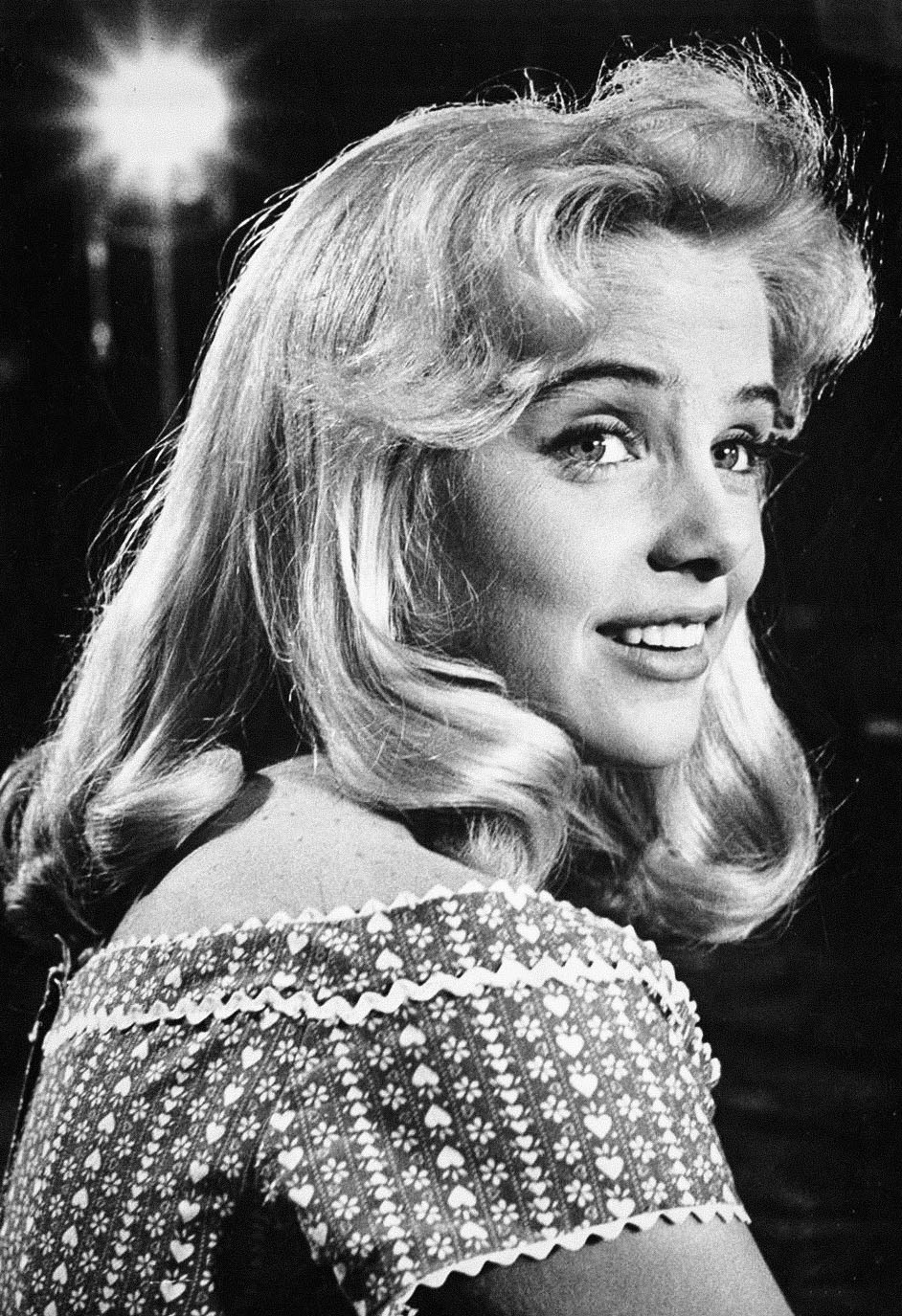
پرتره‌ای از سو لاین، بازیگر نقش دولورس لولیتا هیز در فیلم لولیتا (۱۹۶۲) که کوبریک آن را ثبت کرده است.

پس از جنجال‌های  اسپارتاکوس، کوبریک تصمیم گرفت هالیوود را ترک کند. او و جیمز بی. هریس هردو به انگلستان رفتند تا فیلم بعدی خود را تولید کنند. کوبریک تصمیم گرفت تا بر اساس رمان لولیتا (۱۹۹۵) نوشته ولادیمیر نابوکوف یک فیلم‌نامه اقتباسی بنویسد. برادران وارنر به پروژه علاقه‌مند شد و پای کار آمد. استودیو به کوبریک، آزادی عمل کامل داد تا همان‌طور که دوست دارد فیلم را بسازد. طرح ادی این امکان را به کوبریک داد که بتواند هزینه‌های تولید را کاهش دهد؛ مشروط بر آنکه ۸۰٪ عوامل پروژه، بریتانیایی باشند. کوبریک قراردادی به مبلغ یک میلیون دلار با الیوت هایمن و شرکت پخش او امضا کرد تا حق امتیاز پروژه در انگلستان را به آن‌ها واگذار کند. در قرارداد بر روی آزادی هنری کامل کوبریک تأکید شده بود. بدین ترتیب، لولیتا (۱۹۶۲) تبدیل به ششمین فیلم بلند کوبریک شد. داستان فیلم لولیتا که نخستین تلاش کوبریک برای ساخت یک کمدی سیاه به‌شمار می‌رفت دربارهٔ استاد دانشگاهی میانسال است که دلباخته دختری ۱۲ ساله می‌شود. پیتر سلرز، جیمز میسون، سو لاین و شلی وینترز به عنوان بازیگران کار انتخاب شدند. جین یانگ‌بلاد منتقد آمریکایی، لولیتا را نقطه عطفی در کارنامه کوبریک می‌داند که باعث شد او از شمایل ناتورالیستی آثار اولیه خود فاصله گرفته و به سوی سبک سوررئالیستی حرکت کند که در فیلم‌های آخرش به چشم می‌خورند. کوبریک به قدری تحت‌تاثیر اجرای سلرز در هنگام فیلم‌برداری قرار گرفته بود که برای نخستین‌بار به یکی از بازیگران فیلمش اجازه داد کمی حرکات بداهه به بازی خود اضافه کند. او صحنه‌های سلرز را به صورت هم‌زمان با سه دوربین؛ ضبط کرد. سلرز و کوبریک بسیار خوب با یکدیگر کنار آمدند. ویژگی‌های مشترکی به این دو شخصیت وجود داشت؛ هردو مدرسه را نیمه‌کاره رها کرده بودند، هردو عاشق عکاسی بودند و درام جاز می‌نواختند. سلرز دربارهٔ کوبریک گفته بود: «تا جایی که به من مربوط است، استنلی یک خدا است!»
کوبریک، لولیتا را در فاصله بین اکتبر ۱۹۶۰ تا مارس ۱۹۶۱ و با بودجه‌ای دو میلیون دلاری در استودیوی الستری واقع در بورهام‌وود جلوی دوربین برد. فرایند ضبط در کل ۸۸ روز به طول انجامید. کوبریک نتوانست چندان خوب با شلی وینترز کنار بیاید و درگیری‌های لفظی بین این دو نفر در طول ضبط پیش آمد که باعث شد کوبریک حتی تا مرز اخراج کردن او از پروژه نیز پیش برود. وینترز نسبت به سخت‌گیری‌های کوبریک در هنگام ضبط انتقاد داشت و همکاری با او را «بسیار سخت» توصیف کرد. لولیتا به علت سوژه ملتهب خود از همان ابتدا تبدیل به اثری جنجالی شد و همین مسئله کوبریک را مجبور کرد تا برای فرار از تیغ سانسور، بسیاری از عناصر و صحنه‌های اروتیک کتاب که به رابطه دو شخصیت اصلی مربوط می‌شد را از فیلم‌نامه نهایی حذف یا تعدیل کند. لولیتا در گیشه عملکرد خوبی داشت و توانست ۹٫۲ میلیون دلار فروش کند که باتوجه به بودجه کم فیلم و درجه سنی بزرگسال آن، عملکرد کاملاً قابل قبولی بود. موفقیت لولیتا باعث شد کوبریک و هریس به همه ثابت کنند می‌توانند رمانی بحث‌برانگیز را بدون دخالت استودیو نیز به فیلمی سرگرم‌کننده تبدیل کنند که توانایی جذب مخاطب دارد. این دو با درآمدی که از فیلم کسب کردند، شرکتی را در سوئیس تأسیس کردند که تبدیل به یک منبع مالی دائمی تا انتهای زندگی هردو شد.

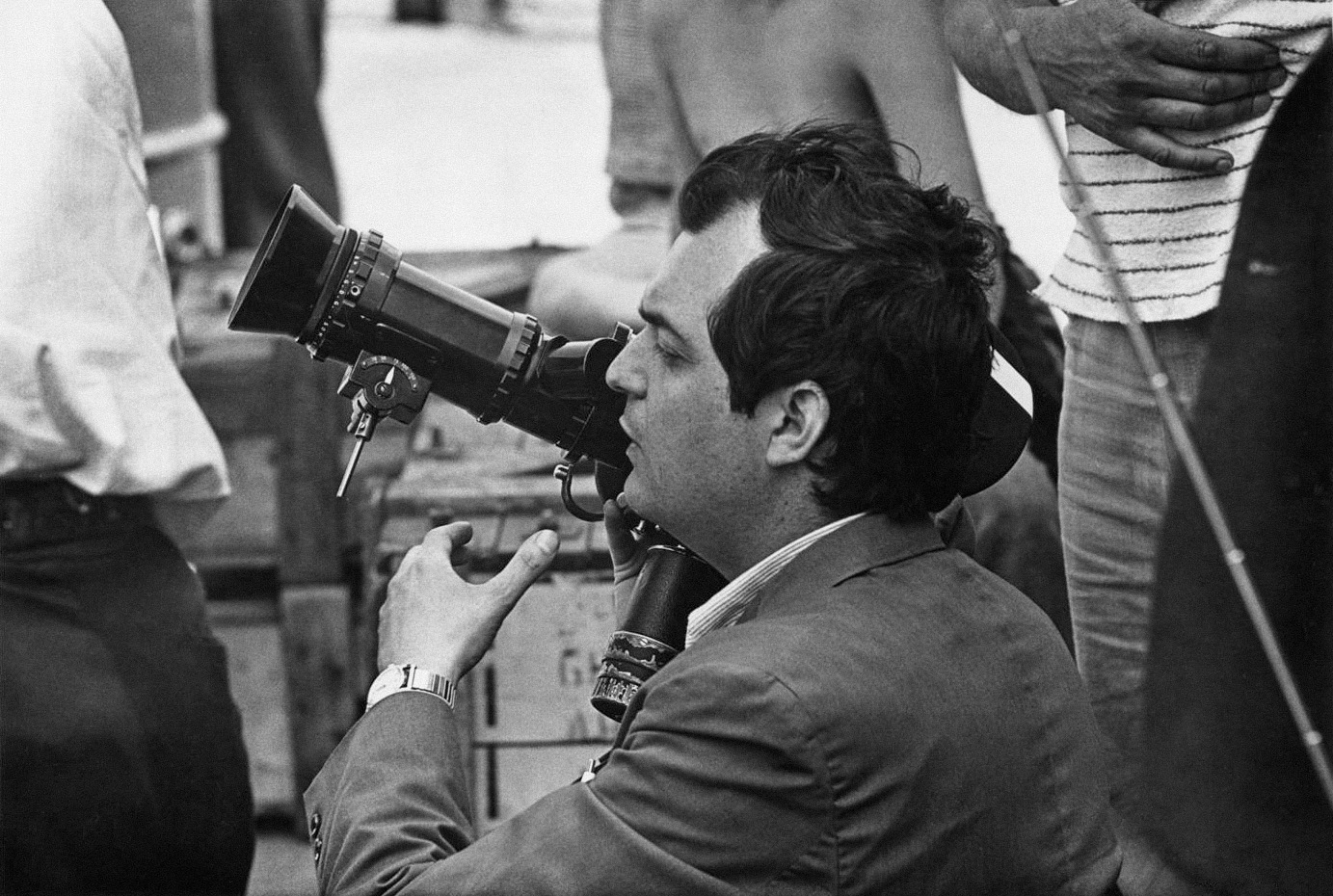
کوبریک در پشت صحنه فیلم دکتر استرنجلاو در سال ۱۹۶۳.

کوبریک تصمیم گرفت برای پروژه بعدی خود، زبان کمدی سیاه را برای ساخت یک فیلم در ژانر طنز سیاسی به کار بگیرد. او برای نوشتن فیلم‌نامه به سراغ کتاب وضعیت قرمز نوشته پیتر جورج رفت. بدین ترتیب بود که دکتر استرنجلاو یا: چگونه آموختم دست از هراس بردارم و به بمب عشق بورزم (۱۹۶۴) تبدیل به هفتمین فیلم بلند کارنامه کوبریک شد. کوبریک با گسترش جنگ سرد در دهه ۱۹۵۰ به موضوع جنگ هسته‌ای علاقه‌مند شد و حتی برای مدتی به فکر نقل مکان به استرالیا افتاد زیرا می‌ترسید نیویورک جزو اهداف روس‌ها برای حمله اتمی باشد. او بیش از ۴۰ کتاب تحقیقاتی نظامی و سیاسی در این زمینه مطالعه کرد و در نهایت به این نتیجه رسید که «هیچ‌کس واقعاً چیزی نمی‌داند و کل این وضعیت، اساساً پوچ و بی‌معنا است!» که این نتیجه‌گیری در نوشتن فیلم‌نامه و جنس روایت دکتر استرنجلاو تأثیر بسیار مهمی داشت.
کوبریک پس از خرید حق امتیاز کتاب وضعیت قرمز همراه با خود پیتر جورج که نویسنده کتاب بود شروع به نگارش فیلم‌نامه کرد. دکتر استرنجلاو قرار بود یک فیلم دلهره‌آور سیاسی با لحنی کاملاً جدی باشد. به خصوص هریس در این مورد بسیار تأکید داشت و معتقد بود که سوژه فیلم میانه‌ای با کمدی ندارد اما کوبریک به این نتیجه رسید که پرداخت جدی به این موضوع باورپذیر نخواهد بود و فکر کرد که برخی از جنبه‌های برجسته آن می‌توانند به سوژه‌های بکری برای کمدی تبدیل شوند. اختلاف نظری که بین کوبریک و هریس پیش آمد باعث شد این دو دوست دیرینه بعد از سال‌ها همکاری از یکدیگر جدا شوند. جیمز بی. هریس به صورت مستقل فیلم رویداد بدفورد (۱۹۶۵) را با محوریت جنگ سرد کارگردانی کرد. پس از جدایی هریس از گروه، کوبریک و جورج فیلم‌نامه را به عنوان یک طنز سیاسی که لحن کمدی سیاه دارد بازنویسی کردند. کوبریک در ابتدا عنوان تعادل ظریف وحشت را برای فیلم انتخاب کرده بود اما در نهایت تصمیم گرفت نامی طولانی و اغراق‌آمیز را برای اثرش برگزیند تا بازتاب‌دهنده لحن کمدی و پوچ‌گرایانه آن باشد. در یکی از نسخه‌های فیلم‌نامه مشخص می‌شد که کل روایت داستان، فیلمی است که توسط یک هوش فرازمینی طراحی شده است اما کوبریک این ایده را کنار گذاشت و تصمیم گرفت داستانی با لحن اغراق‌آمیز بنویسد.
مدت کوتاهی پیش از آغاز فیلم‌برداری، کوبریک تصمیم گرفت تا تری ساوترن جستارنویس و طنزپرداز سیاسی مشهور آمریکایی را استخدام کرد تا فیلم‌نامه را برای آخرین‌بار بازنویسی کند. نتیجه نهایی کار به یک کمدی سیاه آکنده از کنایه‌های جنسی تبدیل شد. جرولد آبرامز محقق و منتقد آمریکایی باور داشت که دکتر استرنجلاو نشان‌دهنده استعداد منحصر به فرد کوبریک در زمینه ابسوردیسم است. ساوترن نقش مهمی در شکل‌گیری فیلمنامه نهایی داشت و به همین دلیل نام او به عنوان یکی از نویسندگان (حتی بالاتر از پیتر جورج) در تیتراژ فیلم قرار گرفت. این مسئله باعث اعتراض جورج و اختلاف عمومی بین او و کوبریک شد. جورج نامه‌ای اعتراضی در مجله لایف چاپ کرد و ادعا داشت که ساوترن تنها در فاصله بین ۱۶ نوامبر تا ۲۸ دسامبر ۱۹۶۲ در پروژه فعالیت کرده و نقش او در رسانه‌ها بیش از حد برجسته شده است. جورج از این مسئله شکایت داشت که نقش او به عنوان نویسنده کتاب و یکی از فیلم‌نامه‌نویسان که ده ماه کامل را صرف نگارش متن کرده نادیده گرفته شده است. کوبریک تلاش چندانی برای رفع این سوءتفاهم نکرد.

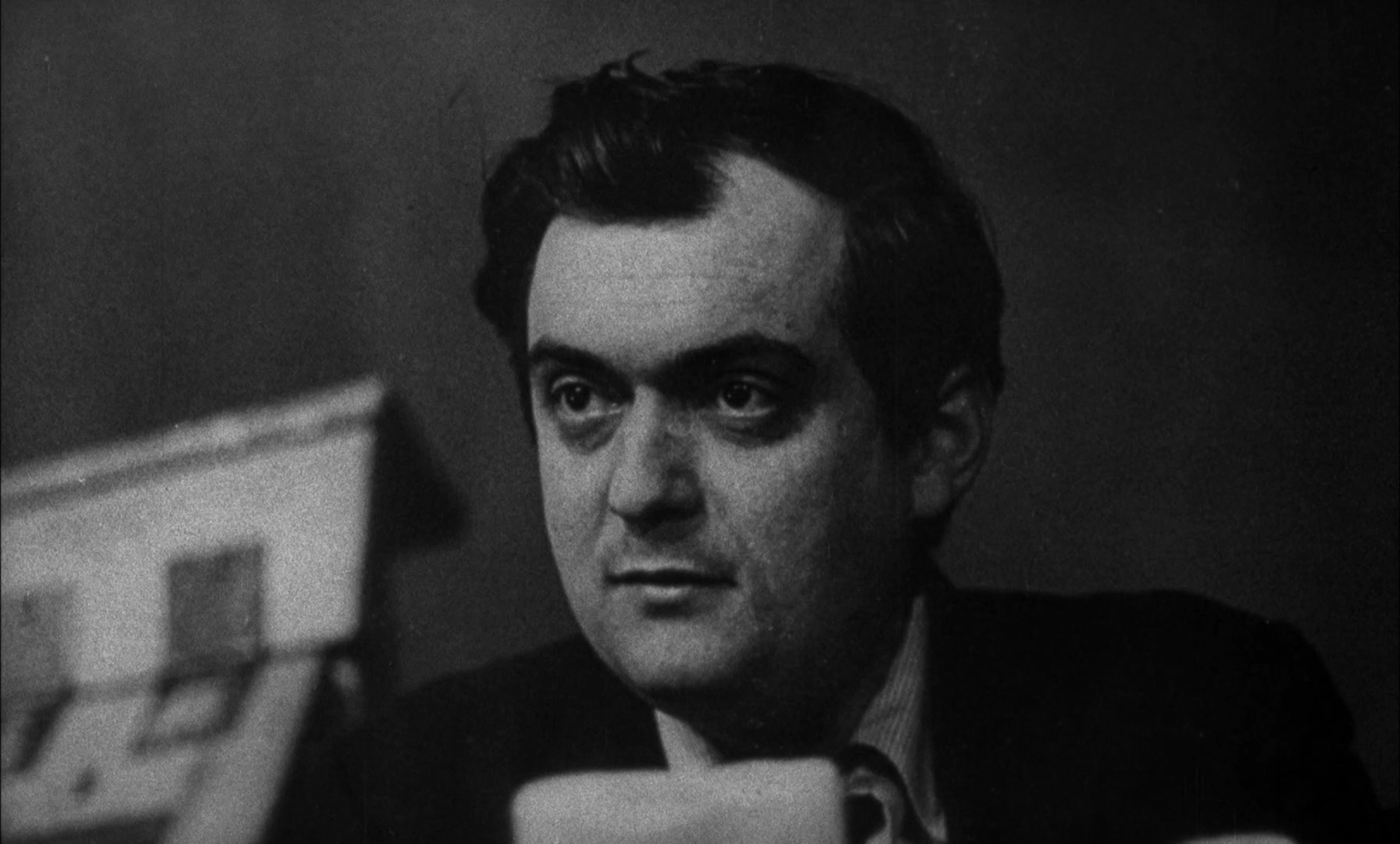
کوبریک در نمایی از تیزر دکتر استرنجلاو.

دکتر استرنجلاو نزدیک به ۲ میلیون دلار خرج برداشت. کوبریک برای این فیلم نخستین گروه مهم جلوه‌های ویژه در جهان را تشکیل داد و کار جلوه‌های ویژه را تبدیل به امری گروهی و پیوسته کرد که متکی به شخص خاصی نبود. به دلایل فنی و سیاسی مختلف کوبریک نتوانست پروژه خود را آمریکا جلوی دوربین ببرد و برای همین کل گروه به انگلستان منتقل شدند. فیلم‌برداری برای مدت ۱۵ هفته ادامه داشت و در نهایت در آوریل ۱۹۶۳ به پایان رسید. کوبریک هشت ماه کامل را صرف تدوین و مرحله پس از تولید کرد. پیتر سلرز بار دیگر موافقت کرد تا با کوبریک همکاری کند و در نهایت سه نقش متفاوت را در این فیلم بازی کرد.
دکتر استرنجلاو در زمان اکران خود با واکنش‌های مختلفی مواجه شد و جنجال‌های زیادی به پا کرد. بازلی کرادر که در آن دوران، منتقد اصلی روزنامهٔ نیویورک تایمز بود دربارهٔ فیلم نوشت: «کوبریک با این فیلم، کل تشکیلات دفاعی کشور را بی‌اعتبار نشان داده و آن را تحقیر کرده است. دکتر استرنجلاو تلخ‌ترین و تکان‌دهنده‌ترین شوخی بیمارگونه‌ای است که تا به حال با آن برخورد کرده‌ام.» رابرت براستین در مقاله‌ای تحت عنوان «خارج از این دنیا» که در فوریه ۱۹۷۰ منتشر شد، جنس طنز سیاه فیلم را با شوخی‌های جوونال مقایسه کرد. کوبریک در پاسخ به انتقادات گفت: «یک هجوپرداز کسی است که نگاهی بسیار شک‌آمیز به طبیعت انسان دارد، اما هنوز خوش‌بینی لازم برای خلق نوعی شوخی از آن را حفظ می‌کند، هرچند که این شوخی ممکن است بی‌رحم باشد!» علیرغم تمام این حواشی، فیلم در سی و هفتمین دوره جوایز اسکار نامزد چهار جایزه اسکار از جمله بهترین فیلم، بهترین فیلم‌نامه اقتباسی و بهترین کارگردانی برای کوبریک شد. امروزه این فیلم به عنوان یکی از تیزبینانه‌ترین کمدی‌های ساخته‌شده در تاریخ سینما شناخته می‌شود. در راتن تومیتوز، دکتر استرنجلاو ۹۸٪ نقدهای مثبت را بر اساس ۹۱ نقد منتشر شده در این سایت به خود اختصاص داده است. انستیتوی فیلم آمریکا نیز دکتر استرنجلاو را سی‌ونهمین فیلم برتر تاریخ سینمای آمریکا و سومین فیلم کمدی برتر تاریخ آمریکای معرفی کرد. گاردین در فهرستی که در سال ۲۰۱۰ منتشر کرد، دکتر استرنجلاو را ششمین فیلم کمدی تمام ادوار تاریخ سینما دانست.

### ۱۹۷۱–۱۹۶۵: فیلم‌های علمی‌تخیلی و آینده‌نگرانه

نمایی از صحنه پایانی ۲۰۰۱: ادیسه فضایی (۱۹۶۸) که «کودک ستاره‌ای» را در حال نگاه کردن به زمین نشان می‌دهد.

کوبریک پس از مطالعه رمان پایان کودکی (۱۹۵۳) نوشته آرتور سی. کلارک، بسیار تحت‌تاثیر قلم و نگاه این نویسنده و دانشمند بریتانیایی قرار گرفت. این رمان دربارهٔ یک نژاد بیگانه برتر است که به بشریت کمک می‌کند تا نسخه‌های قدیمی خود را از بین ببرند. کوبریک که تصمیم گرفته بود فیلم بعدی خود را با محوریت حیات فرازمینی بسازد؛ به سراغ کلارک رفت تا با او همکاری کند. کوبریک در آوریل ۱۹۶۴ با کلارک در نیویورک دیدار کرد. گفت‌وگوی بین این دو بسیار خوب پیش رفت و قرار شد کوبریک بر اساس داستان کوتاه نگهبان (۱۹۴۸) که کلارک آن را نوشته بود یک فیلم‌نامه اقتباسی نگارش کند. این داستان کوتاه دربارهٔ پیدایش یک تک‌سنگ روی کره ماه است که بیگانگان را از وجود بشر مطلع می‌کند. کوبریک تصمیم گرفت به جای یک اقتباس مستقیم و وفادار از داستان کلارک، صرفاً از ایده اولیه آن استفاده کرده و فیلم‌نامه‌ای کامل و اصیل با همراهی خود کلارک بنویسد. نتیجه کار آن‌ها تبدیل به رمان ۲۰۰۱: ادیسه فضایی (۱۹۶۸) شد که فیلم‌نامه نهایی نیز بر اساس آن اقتباس شد. اینگونه بود که فیلم علمی تخیلی و حماسی ۲۰۰۱: ادیسه فضایی (۱۹۶۸) که هشتمین فیلم بلند کارنامه کوبریک بود؛ هم‌زمان با منبع اقتباس خود به بازار آمد. روند توسعه فیلم اصلاً آسان نبود و کوبریک ۵ سال کامل را صرف طراحی جز به جز آن کرد. درون‌مایه فیلم دربارهٔ تولد یک هوش توسط هوشی دیگر است که در دو داستان موازی و در هم تنیده که در دو مقیاس زمانی مختلف اتفاق می‌افتند، روایت می‌شود. یکی از این داستان‌ها، انتقال‌های تکاملی بین مراحل مختلف انسان را به تصویر می‌کشد؛ از انسان‌تباران پیشاتاریخ گرفته تا «کودک ستاره‌ای» در آینده‌ای دور؛ جایی که انسان در وجودی جدید متولد می‌شود. هر مرحله توسط یک هوش بیگانه مرموز هدایت می‌شود که به شکل مجموعه‌ای از تک‌سنگ‌های سیاه قدیمی که غیرقابل نفوذ و نابودی هستند طراحی شده‌اند. در بخش فضا، هماورد اصلی داستان یک هوش مصنوعی قدرتمند و خودسر به نام هال ۹۰۰۰ است که کنترل سفینه را برعهده دارد. کلنسی سیگال نویسنده آمریکایی دربارهٔ شخصیت هال نوشت: «به مراتب انسان‌تر، طنزآمیزتر و به‌طور قابل تصوری بااخلاق‌تر از هر چیز دیگری است که ممکن است از این پروژه دوراندیش بیرون بیاید!» برخی ادعا کردند که نام هوش مصنوعی «هال» به عنوان طعنه‌ای به آی‌بی‌ام توسط کوبریک انتخاب شده است و ارجاعی به بزرگ‌رایانه «آی‌بی‌ام ۷۰۹۰» است که کوبریک هنگام ساخت دکتر استرنجلاو از آن بازدید کرده بود. با این وجود، کوبریک و کلارک این اتهامات را رد کردند. کوبریک ادعا کرد که نام «هال»، مخفف عنوان «کامپیوتر الگوریتمی برنامه‌ریزی شده به روش اکتشافی» است.
کوبریک به‌طور گسترده‌ای برای این فیلم تحقیق کرد و توجه ویژه‌ای به دقت و جزئیات در تصویرسازی از آینده داشت. او می‌خواست که دنیای آینده‌ای که در فیلم به نمایش گذاشته می‌شود، تا حد امکان واقع‌گرایانه و مبتنی بر پیشرفت‌های علمی و فناوری باشد. این توجه به جزئیات شامل طراحی فضاپیماها، فناوری‌های آینده، و حتی نحوه تعامل انسان‌ها با ماشین‌ها بود. کوبریک با مشاوره گرفتن از دانشمندان، مهندسان و متخصصان حوزه‌های مختلف، تلاش کرد تا تصویری قابل باور و دقیق از آینده ارائه دهد. این رویکرد او باعث شد که ۲۰۰۱: ادیسه فضایی نه تنها به عنوان یک اثر سینمایی، بلکه به عنوان یک پیش‌بینی علمی قابل توجه نیز مورد تحسین قرار گیرد. ناسا به کوبریک اجازه داد تا از نزدیک از فضاپیمای رنجر ۹ بازدید کرده و از آن الهام بگیرد. فیلم‌برداری در ۲۹ دسامبر ۱۹۶۵ با صحنهٔ کشف مونولیت روی ماه آغاز شد. بخش‌های ابتدایی فیلم و صحنه‌های میمون‌ها در بیابان نامیب در اوایل سال ۱۹۶۷ جلوی دوربین رفت. تیم جلوه‌های ویژه به رهبری شخص کوبریک تا پایان سال بر روی نماهای مختلف کار کردند که باعث شد بودجه فیلم تا بیش از ۱۰ میلیون دلار افزایش پیدا کند. ۲۰۰۱: ادیسه فضایی از همان ابتدا برای نمایش به صورت سینه‌راما در نظر گرفته شده تا شکوه و بزرگی تصاویر آن به چشم مخاطب بیاید. کوبریک برای این کار از دوربین سوپر پاناویژن ۷۰ استفاده کرد تا تصاویر را به صورت فیلم ۷۰ میلی‌متری ضبط کند. ۲۰۰۱: ادیسه فضایی توسط منتقدان به عنوان «ترکیبی خیره‌کننده از تخیل و علم» توصیف شد که جلوه‌های ویژه‌ای پیشگامانه دارد. فیلم در چهل و یکمین دوره جوایز اسکار در چهار رشته از جمله بهترین کارگردانی و فیلم‌نامه اقتباسی نامزد دریافت اسکار شد که در نهایت جایزه اسکار بهترین جلوه‌های ویژه را به خود اختصاص داد. این تنها جایزه اسکاری است که کوبریک شخصاً آن را دریافت کرد. جان بکستر به نقل از کن آدام در کتاب زندگینامه کوبریک نوشته است: «کوبریک در اجرا و پیاده‌سازی جلوه‌های ویژه نقش زیادی نداشت و این والی ویورز بود که ۸۵٪ کارهای جلوه‌های ویژه را انجام داد اما هیچ‌کدام از اعضای تیم فنی فیلم از این که کوبریک به تنهایی جایزه اسکار را کسب کرد ناراحت نبودند، زیرا تمام آن چیزی که در فیلم نمایش داده می‌شود کاملاً توسط خود او طراحی شده بودند.» کوبریک در مصاحبه با رولینگ استون دربارهٔ مفهوم فیلم گفت: «در عمیق‌ترین سطح روانشناختی، مفهوم فیلم؛ نمادی از جست‌وجو برای یافتن خدا بود و در نهایت تعریفی تقریباً علمی از خدا ارائه می‌دهد. فیلم حول این مفهوم متافیزیکی می‌چرخد. سخت‌افزارهای واقع‌گرایانه و احساس مستندگونه دربارهٔ همه چیز ضروری بودند تا مقاومت درونی شما در برابر مفهوم شاعرانه را تضعیف کنند.»

این مچ‌کات بسیار مشهور در فیلم به مرور تبدیل به یکی از نماهای ماندگار تاریخ سینما شد.

۲۰۰۱: ادیسه فضایی در زمان اکران خود چندان با واکنش‌های گرمی مواجه نشد و منتقدان نسبت به زمان طولانی، ریتم کند داستان، موضوع پیچیده و دیالوگ‌های کم آن در نیمه ابتدایی فیلم انتقاد کردند. ۲۰۰۱: ادیسه فضایی به وضوح از قواعد مرسوم ژانر سرپیچی کرده و بسیار متفاوت از هر فیلم علمی-تخیلی دیگری بود که پیش‌تر اکران شده بودند. فیلم حتی با به آثار قبلی خود کوبریک نیز متفاوت بود و به همین دلیل برخی منتقدان به آن تاختند. کوبریک به خصوص از نقد تندی که پالین کیل علیه فیلمش نوشته بود بسیار خشمگین شد. کیل ۲۰۰۱: ادیسه فضایی را «آماتوری‌ترین فیلم تاریخ سینما» توصیف کرد که «کوبریک هر کار احمقانه‌ای دوست داشته در انجام داده است!» علیرغم تمام این جنجال‌ها، ۲۰۰۱: ادیسه فضایی تبدیل به فیلم محبوبی در میان مردم شد و توانست با ۳۱ میلیون دلار فروش به کار خود در گیشه‌ها پایان دهد که موفقیت خوبی برای کوبریک بود. ۲۰۰۱: ادیسه فضایی به همراه بربادرفته (۱۹۳۹)، جادوگر شهر از (۱۹۳۹) و دکتر ژیواگو (۱۹۶۵) از فیلم‌های پرفروش و موفق مترو گلدوین میر در آن دوران بود. در حال حاضر، ۲۰۰۱: ادیسه فضایی به عنوان یکی از بهترین فیلم‌های تمام ادوار تاریخ سینما شناخته می‌شود و بارها از آن به عنوان یکی از ده فیلم برتر تاریخ نام برده شده است. جان بکستر در توصیف فیلم نوشته است: «۲۰۰۱: ادیسه فضایی یکی از تحسین‌شده‌ترین و مورد بحث‌ترین آثار در تاریخ سینما سینماست.» استیون اسپیلبرگ، فیلم‌ساز مطرح آمریکایی نیز تأثیر ۲۰۰۱: ادیسه فضایی بر سینما را مشابه تأثیر بیگ بنگ بر زندگی بشر می‌داند. وینسنت لوبروتور دربارهٔ فیلم گفته است: «استنلی کوبریک با ساخت این فیلم، نام خود را به عنوان یک هنرمند ناب و خالص در کنار استادان سینما قرار داد.» ۲۰۰۱: ادیسه فضایی همچنین نخستین فیلم کوبریک است که او از موسیقی کلاسیک در آن استفاده کرده است. اتفاقی که در فیلم‌های بعدی او به صورت مکرر مشاهده شد. راجر ایبرت دربارهٔ این موضوع نوشت: «گرچه الکس نورث یک موسیقی متن اصلی برای کار ساخت اما کوبریک از قطعات کلاسیک به عنوان موسیقی موقت در حین تدوین فیلم استفاده کرد و این قطعات آنقدر خوب عمل کردند که او تصمیم گرفت آن‌ها را نگه دارد. این تصمیم بسیار حیاتی بود. موسیقی متنی که نورث ساخته بود کار بسیار شنیدنی و خوبی بود اما برای ۲۰۰۱: ادیسه فضایی مناسب نبود زیرا مانند همه موسیقی‌های فیلم، سعی می‌کند به کنش‌ها تأکید کنند و سرنخ‌های احساسی به ما بدهند. موسیقی کلاسیکی که کوبریک انتخاب کرد، خارج از کنش‌های فیلم قرار دارد. آن را بالا می‌برد. می‌خواهد متعالی باشد و به تصاویر جدیت و تعالی می‌بخشد.» کوبریک از قطعه دانوب آبی اثر یوهان اشتراوس دوم و چنین گفت زرتشت اثر ریشارد اشتراوس در فیلم استفاده کرده است.
بین ۲۰۰۱: ادیسه فضایی و فیلم بعدی کوبریک فاصله چندانی وجود نداشت و او بلافاصله به سراغ مقدمات پروژه جدید خود رفت. کوبریک تصمیم گرفت تا فیلمی با بودجه متوسط بسازد که بتوان آن را به سرعت فیلم‌برداری کرد. تری ساوترن در دوران ساخت دکتر استرنجلاو یک نسخه از رمان پرتقال کوکی (۱۹۶۲) نوشته آنتونی برجس را برای کوبریک ارسال کرد اما او به علت استفاده از زبان ندست نتوانست با کتاب ارتباط برقرار کند. ندست؛ نوعی سیاق یا زبان مخفی ساختگی و ادبیات خیابانی است که شخصیت‌های داستان از آن استفاده می‌کنند. ظهور جنبش هالیوود نو در اواسط دهه ۶۰ باعث تولید تعداد زیادی فیلم شد که به تصویر کشیدن تمایلات جنسی و سرکشی جوانان پرداخته بودند؛ همین مسئله باعث شد کوبریک تصمیم به ساخت فیلمی دربارهٔ انحطاط جوانان بگیرد تا بازتابی از نگرانی‌های اجتماعی معاصر در اواخر دهه ۶۰ باشد. اینگونه بود که او دوباره به سراغ رمان برجس بازگشت و تولید نهمین فیلم خود با عنوان پرتقال کوکی (۱۹۷۱) را به صورت رسمی آغاز کرد. داستان این فیلم پادآرمان‌شهری دربارهٔ جوان جامعه‌گریز و بزهکاری به نام الکس با بازی مالکوم مک‌داول است که پس از انجام جرایم خشونت‌آمیز دستگیر شده و به عنوان یک موش‌آزمایشگاهی، تحت درمان به وسیله بیزاری‌درمانی قرار می‌گیرد. کوبریک در مطلبی دربارهٔ درون‌مایه فیلم که در ساتردی ریویو منتشر شد؛ نوشت: «پرتغال کوکی طنزی اجتماعی است که این سؤال را می‌کند؛ آیا روان‌شناسی رفتاری و شرطی‌سازی روانی، سلاح‌های خطرناک جدیدی هستند که یک دولت تمامیت‌خواه می‌تواند از آن‌ها برای اعمال کنترل گسترده بر شهروندانش استفاده کند و آن‌ها را به چیزی بیش از ربات‌ها تبدیل کند؟»
پرتغال کوکی در طی یک سال و در فاصله ۱۹۷۰ تا ۱۹۷۱ با بودجه‌ای دو میلیون یورویی جلوی دوربین رفت. کوبریک تصمیم گرفت تا قالب سینمااسکوپ محبوب خود را کنار گذاشته و فیلم را با نسبت تصویر ۱٫۶۶:۱ عریض فیلم‌برداری کند. این کار به او اجازه داد که نماهای باز با عمق میدان زیاد ضبط کند. جان بکستر دربارهٔ سبک بصری فیلم نوشت: «توازن بصری خوبی در فیلم وجود دارد. استفاده از فرمت عریض باعث شده قاب‌بندی‌های کاملاً متقارن کوبریک بیش‌تر از همیشه به چشم بیایند. زیبایی ترکیب‌بندی تصاویر او در قاب عریض دو چندان شده است.» در فیلم به صورت مکرر شاهد استفاده از شهوت‌نگاره‌های آن دوره هستیم که برجسته‌ترین آن، آلت مصنوعی بسیار بزرگ و سفیدی است که کوبریک از آن بهره برد تا ظاهری آینده‌نگرانه به فیلم ببخشد. کوبریک پس از تماشای بازی مالکوم مک‌داول در فیلم اگر.... (۱۹۶۸) ساخته لیندسی اندرسن تصمیم گرفت او را برای بازی در نقش الکس انتخاب کند. کوبریک تحت تأثیر توانایی او در «تغییر از معصومیت یک دانش‌آموز به بی‌پروایی و در صورت لزوم، خشونت» قرار گرفته بود که در آن فیلم وجود داشت. کوبریک اظهار داشت که اگر مک‌داول این نقش را قبول نمی‌کرد، پرتغال کوکی احتمالاً ساخته نمی‌شد. مک‌داول آنچنان درگیر فضای نقش خود شده بود که حتی در انتخاب و طراحی پوشش شخصیتش به کوبریک کمک کرد. پرتغال کوکی همچنین تبدیل به نخستین همکاری کوبریک و وندی کارلوس به عنوان آهنگساز شد. کارلوس برای فیلم، دو قطعه سرود شادی اثر لودویگ فان بتهوون و نطق تشییع جنازه و موسیقی برای مراسم تشییع جنازه ملکه مری اثر هنری پرسل را با سازهای الکترونیک بازسازی کرد.

این صحنه مشهور پرتقال کوکی (۱۹۷۱) جنجال‌های زیادی به پا کرد.

سطح خشونت، برهنگی و تصویری که فیلم از بزهکاری جوانان نشان می‌داد به قدری بی‌سابقه بود که باعث شد پرتغال کوکی به یکی از جنجالی‌ترین فیلم‌های تاریخ سینما تبدیل شود. نمایش این فیلم باعث ایجاد بحث‌های گسترده‌ای دربارهٔ میزان نمایش خشونت در سینما بین مخالفان و موافقان شد. تمامی این موارد باعث شد تا سیستم درجه‌بندی محتوای تصاویر متحرک، درجه سنی «ایکس» را برای نمایش فیلم انتخاب کند که بالاترین و سخت‌گیرانه‌ترین درجه نمایش سنی در آن دوران بود. پرتغال کوکی در نهایت در آستانه کریسمس سال ۱۹۷۱ در انگلستان و آمریکا به روی پرده رفت. بسیاری از منتقدان و تماشاگران نسبت به حواشی سخت‌گیرانه پیرامون درجه سنی فیلم اعتراض داشتند و ادعا کردند که پرتغال کوکی نسبت به فیلمی مثل سگ‌های پوشالی (۱۹۷۱)، برهنگی و خشونت کمتری دارد. حواشی فیلم به قدری پیچیده شد که کوبریک تماس‌های تلفن ناشناسی متعددی دریافت کرد که او را به مرگ تهدید کردند. این اتفاق به اضافه هشدارها و اخبار بسیاری که مبنی بر تقلید جوانان انگلیسی از رفتارهای شخصیت الکس گزارش شد، کوبریک را وادار کرد تا فیلم را از سالن‌های نمایش بریتانیا بیرون بکشد. پرتغال کوکی تا سال ۲۰۰۰ میلادی به صورت کامل در بریتانیا اکران نشد و تازه پس از مرگ کوبریک و آرام شدن وضعیت بود که توانست در این کشور نمایش داده شود. کوبریک باور نداشت که خشونت موجود در فیلم‌ها می‌تواند فردی را به انجام کاری مجرمانه تشویق کند. او دربارهٔ این مسئله گفت: «رفتارهای خشونت و جرایمی از این دست توسط افرادی انجام می‌شود که سابقه طولانی در رفتارهای ضد اجتماعی دارند. سینما شما را به یک مجرم تبدیل نمی‌کند.» جان ترولین که مسئول سانسور در هیئت رده‌بندی سنی فیلم‌های بریتانیا بود دربارهٔ حواشی فیلم اینگونه توضیح داد: «پرتغال کوکی درخشان‌ترین اثر هنری سینمایی که تا به حال دیده‌ام. ممکن است بسیاری با حرف من مخالف باشند اما به نظر من، کوبریک یک بحث فکری را دربارهٔ مسئله خشونت بیان کرده و رویکرد او ابداً سادیستی نیست.» علیرغم جوسازی منفی رسانه‌ها پیرامون فیلم؛ پرتغال کوکی در چهل و چهارمین دوره جوایز اسکار در چهار رشته، از جمله بهترین فیلم و بهترین کارگردانی برای کوبریک نامزد دریافت جایزه شد اما هردوی این جوایز به فیلم ارتباط فرانسوی (۱۹۷۱) ساخته ویلیام فریدکین تعلق گرفت. فریدکین پس از کسب جایزه اسکار بهترین کارگردانی اذعان داشت: «به نظرم کوبریک بهترین کارگردان آمریکایی امسال بود… البته نه فقط امسال. او بهترین کارگردان تمام دوران است.» حلقه منتقدان فیلم نیویورک، پرتغال کوکی را به عنوان بهترین فیلم سال ۱۹۷۱ انتخاب کرد.

### ۱۹۸۰–۱۹۷۲: فیلم‌های تاریخی و ترسناک

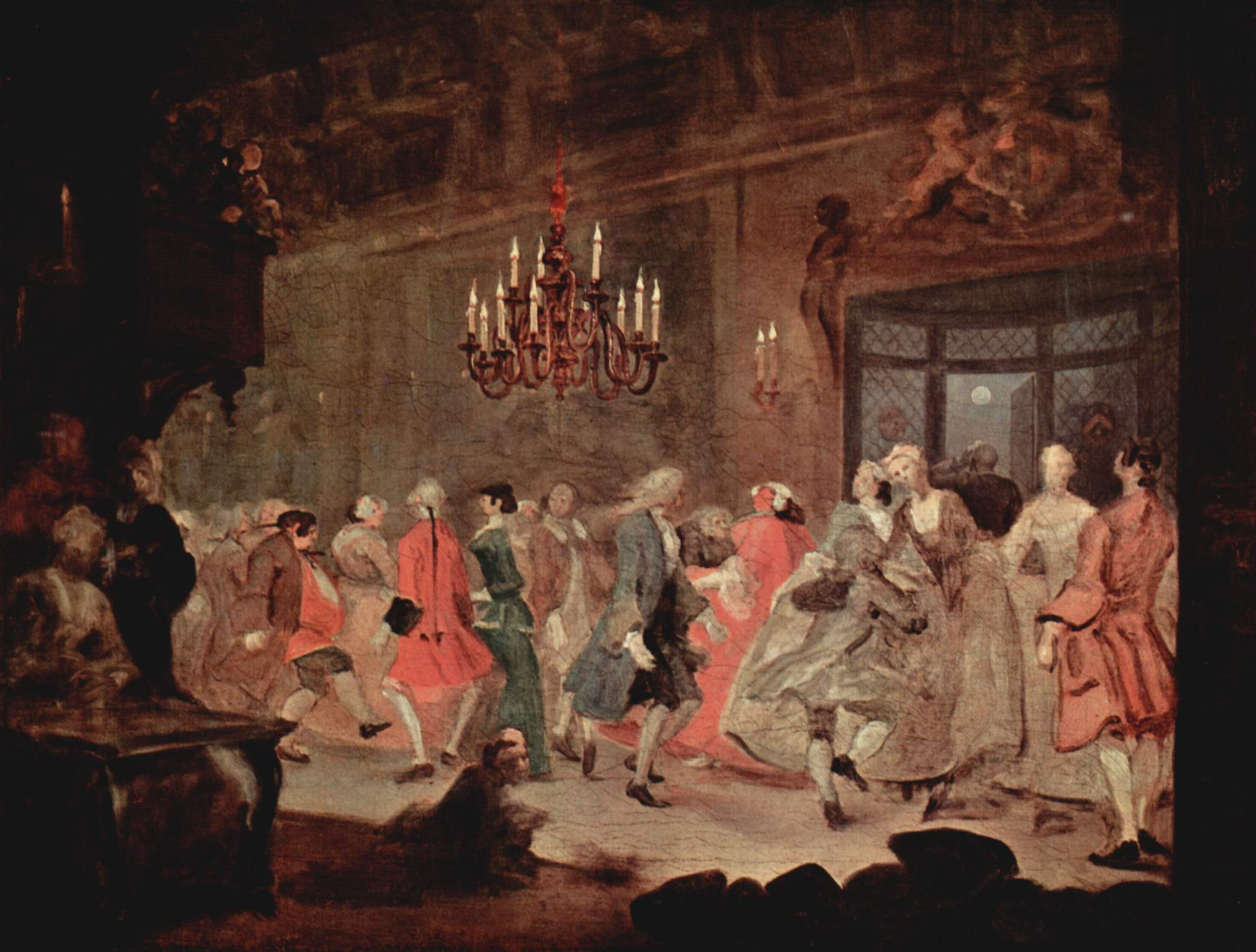
نقاشی مشهور رقص روستایی (۱۷۴۵) اثر ویلیام هوگارت دارای جنسی خاص از رنگ و نور است که کوبریک تلاش کرد آن را در بری لیندون (۱۹۷۵) بازسازی کند.

کوبریک در ادامه مسیر تنوع ژانری خود به سراغ اقتباس از رمان شانس بری لیندون (۱۸۴۴) نوشته ویلیام تاکری، شاعر و طنزپرداز انگلیسی رفت. داستان این رندنامه دربارهٔ ماجراهای یک مرد ایرلندی فریبکار و جاه‌طلب در قرن هجدهم است که سودای ترقی جایگاه اجتماعی را در سر دارد. جان کلی که به عنوان تهیه‌کننده در برادران وارنر فعالیت می‌کرد، حق اقتباس از این رمان را با قیمت ۲٫۵ میلیون دلار خریداری کرد. تنها شرط کلی برای کوبریک این بود که او ستارگان نامداری را برای بازی در فیلم استخدام کند تا فروش فیلم در گیشه تضمین شود. بدین ترتیب، کوبریک به صورت رسمی؛ کار بر روی بری لیندون (۱۹۷۵) را به عنوان دهمین فیلم بلند خود آغاز کرد. همچون روال فیلم‌های قبلی، کوبریک و دستیارانش شروع به تحقیقات گسترده دربارهٔ قرن هجدهم کردند. کوبریک عکس‌ها، نقاشی‌ها و مستندات تصویری زیادی از مکان‌ها، افراد و هرآنچه وجود داشت را مطالعه کرد تا تصویری دقیق و واضح از آن دوران داشته باشد. تعداد زیادی از نقاشی‌های برجسته قرن هجدهمی از افراد نامدار برای فیلم بازسازی شد. کوبریک اظهار داشت: «من یک پرونده عکس کامل ساختم که شامل هزاران طرح و نقاشی باقی مانده از قرن هجدهم بود که از آن‌ها به عنوان منبعی برای ساخت صحنه‌های مختلف استفاده کردیم.» فیلم‌برداری فیلم از پاییز ۱۹۷۳ در بورهام‌وود واقع در ایرلند آغاز شد. کوبریک به این دلیل ایرلند را انتخاب کرد که ساختمان‌ها و معماری قرن هجدهمی در این کشور برخلاف انگلستان از بین نرفته بود. کوبریک بودجه‌ای ۱۱ میلیون دلاری و یک گروه ۱۷۰ نفری در اختیار داشت. کل پروسه فیلم‌برداری نزدیک به ۳۰۰ روز به طول انجامید. کوبریک تنها برای کریسمس سال ۱۹۷۴ به گروه خود فرصت استراحت کوتاهی برای تعطیلات داد. مشکلات فیلم‌برداری بری لیندون از تمامی کارهای کوبریک بیش‌تر بود. طوفان‌های شدید و باران‌های سنگین به اضافه وقوع درگیری‌های ایرلند شمالی و تنش‌های سیاسی که به دنبال داشت باعث شد تا روند ضبط با کندی همراه شود. وضعیت زمانی پیچیده‌تر شد که ارتش موقت جمهوری‌خواه ایرلند به علت فیلم‌برداری صحنه‌ای که سربازان انگلیسی با لباس نظامی این کشور در آن حضور داشتند، کوبریک را تهدید به مرگ کرد. این مسئله باعث شد کوبریک و خانواده‌اش با هویتی جعلی از طریق دانلیری از ایرلند خارج شده و بقیه فیلم را در انگلستان جلوی دوربین ببرند.
جان بکستر خاطرنشان می‌کند بری لیندون فیلمی بود که کوبریک را به دلیل وسواس بی‌نظیرش به جزئیات بدنام کرد. طبق گزارش‌ها، کوبریک حتی کوچک‌ترین صحنه‌های فیلم را طی ۲۰ یا ۳۰ برداشت مختلف فیلم‌برداری کرد تا مطمئن شود به نتیجه هنری مورد نظر خود رسیده است. همین وسواس کوبریک باعث شد بسیاری از منتقدان، بری لیندون را از نظر بصری، شخصی‌ترین و بهترین فیلم کوبریک توصیف کنند که نماهای آن به نقاشی‌های قرن هجده شباهت دارد. کوبریک به همراه فیلم‌بردارش جان آلکات تصمیم گرفتند با لنزهای تولیدی شرکت کارل زایس آگ که برای عکاسی ماهواره‌ای تحقیقاتی ناسا ساخته شده بود، فیلم را ضبط کنند. این لنز به آن‌ها اجازه می‌داد تا با نور طبیعی و کم نیز بتوانند تصاویری واضح فیلم‌برداری کنند. کوبریک برای واقع‌گرایی بیش‌تر در صحنه‌های فیلم تصمیم گرفت به جای نورپردازی استودیویی از تعداد زیادی شمع برای روشن کردن فضای صحنه‌ها استفاده کند. هدف کوبریک خلق تصاویری دوبعدی با نور پخش‌شده بود که یادآور نقاشی‌های قرن هجدهم باشد. آلن داویو، فیلم‌بردار مطرح آمریکایی اظهار داشته که سبک بصری خاص کوبریک در بری لیندون باعث شده تا مخاطب بتواند شخصیت‌های داستان را در همان دوره تاریخی که در آن زیست کرده‌اند احساس کند. کوبریک بسیاری از صحنه‌های مبارزه را با استفاده از شیوه دوربین روی دست فیلم‌برداری کرد تا حس واقع‌گرایی مستندگونه و بی‌واسطه‌ای به داستان ببخشد.
بری لیندون با واکنش مثبت منتقدان مواجه شد. علیرغم استقبال خوب اروپایی‌ها و به خصوص فرانسه از فیلم، آمریکایی‌ها چندان به اثر کوبریک روی خوش نشان ندادند و به همین دلیل بری لیندون عملکرد چندان خوبی در گیشه نداشت و تنها ۳۱٫۵ میلیون دلار فروش کرد. فروش فیلم در آمریکا به ۱۰ میلیون دلار نیز نرسید زیرا زمان طولانی سه ساعته و ریتم کند فیلم بسیاری از تماشاگران آمریکایی را دلزده کرده بود. با این وجود، بری لیندون در چهل و هشتمین دوره جوایز اسکار در هفت رشته از جمله بهترین فیلم و بهترین کارگردانی برای کوبریک نامزد جایزه اسکار شد که در نهایت توانست چهار جایزه بهترین فیلم‌برداری، بهترین طراحی صحنه، بهترین طراحی لباس و بهترین موسیقی فیلم را به خود اختصاص دهد. مثل بسیاری از فیلم‌های کوبریک، محبوبیت بری لیندون به مرور زمان افزایش پیدا کرد و امروزه به عنوان یکی از بهترین آثار تاریخ سینما در نظر گرفته می‌شود که جایگاه خاصی در کارنامه خالقش دارد. بری لیندون بارها توسط فیلم‌سازان بزرگ ستایش شده است. آکیرا کوروساوا این فیلم را یکی از ۱۰۰ فیلم برتر عمر خود دانست. مارتین اسکورسیزی نیز بری لیندون را فیلم مورد علاقه خود در بین تمام آثار کوبریک معرفی کرد. لارس فون تریه نیز این فیلم را یکی از الهام‌بخش‌ترین آثار تاریخ سینما معرفی کرد. مجله تایم نام بری لیندون را در فهرست ۱۰۰ فیلم برتر تایم برای تمام دوران قرار داد. سایت اند ساوند نیز در فهرستی که در سال‌های ۲۰۰۲، ۲۰۱۲ و ۲۰۲۲ منتشر شد، بری لیندون را یکی از بهترین فیلم‌های تاریخ سینما دانست. ویلج ویس این فیلم را یکی از بهترین آثار قرن بیستم معرفی کرد. بی‌بی‌سی نام بری لیندون را در فهرست ۱۰۰ فیلم برتر آمریکایی در سال ۲۰۱۵ در رتبه ۲۷ قرار داد. تا مارس ۲۰۱۹، فیلم راتن تومیتوز میانگین امتیاز ۹۴٪ را برای فیلم ثبت کرده بود. راجر ایبرت سه ستاره‌ونیم از چهار به فیلم اهدا کرد و دربارهٔ آن نوشت: «بری لیندون یکی از زیباترین فیلم‌های تاریخ سینما است. در هر نما از فیلم با یک کار کوبریکی مواجه هستیم که از نظر فنی خیره‌کننده است. این اثری است دور از هیجانِ احساسی که بی‌رحمانه دربارهٔ ذات نیک انسان تردید می‌کند.»

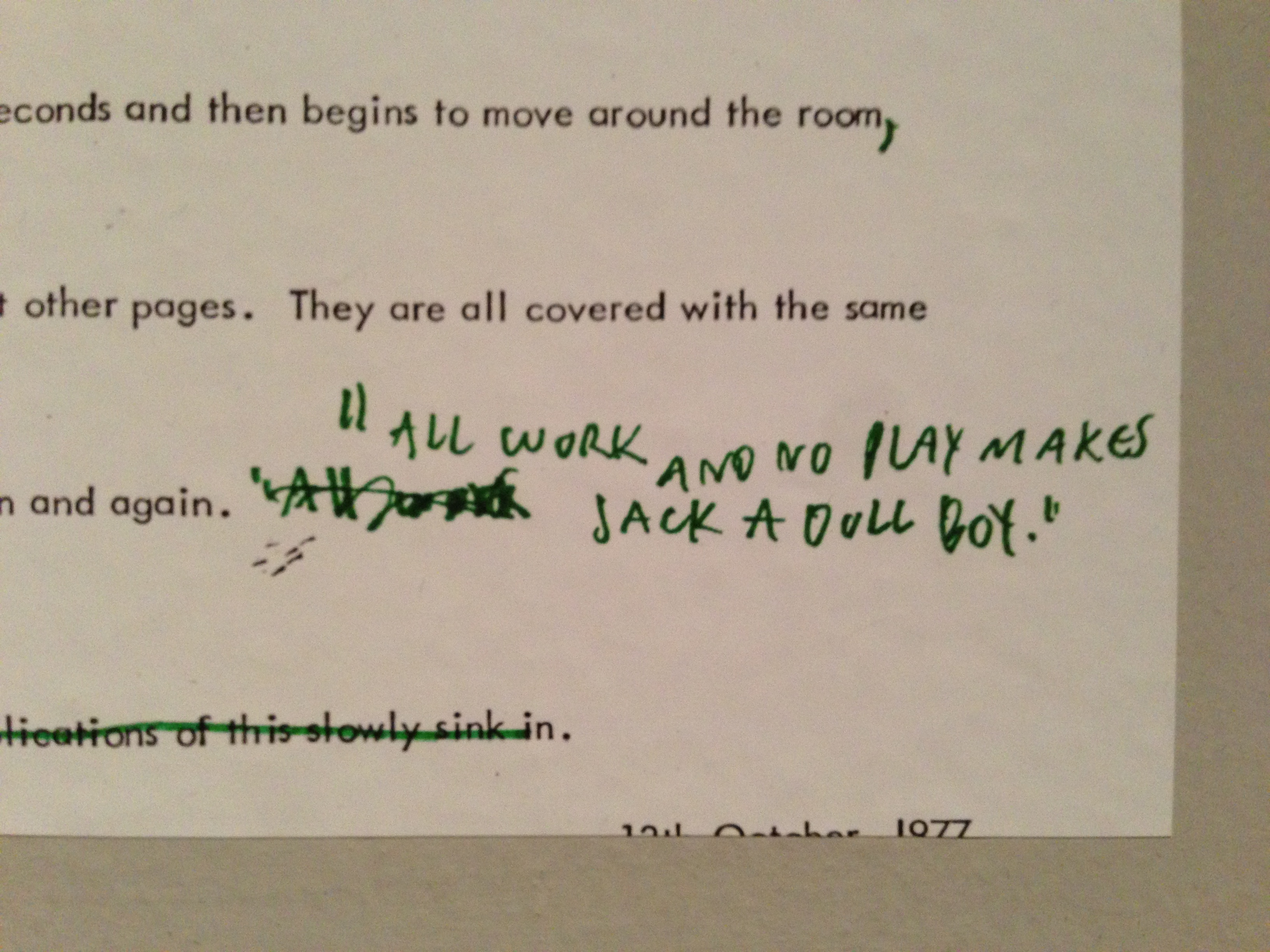
نسخه‌ای از فیلم‌نامه درخشش (۱۹۸۰) که نشان می‌دهد کوبریک مدام سر صحنه، برخی دیالوگ‌ها را تغییر داده و بداهه بازیگران را به متن اضافه کرده است.

کوبریک از عدم موفقیت تجاری بری لیندون و انتقاداتی که نسبت به کند بودن آن شده بود بسیار عصبانی و دلگیر شد و به همین دلیل تصمیم گرفت فیلمی بسازد که هم انتظارات خودش را برآورده کند و هم با علایق عموم تماشاگران سازگار باشد. او معتقد بود که ساختن فیلمی در ژانر ترسناک که محبوب تماشاگران آمریکایی است می‌تواند کلید ماجرا باشد؛ در نتیجه از همکاران خود درخواست کرد که رمان‌های ترسناک برای او بیاورند تا بتواند بهترین گزینه ممکن را برای اقتباس پیدا کند. پیش‌تر، کوبریک پیشنهاد کارگردانی دو فیلم جن‌گیر (۱۹۷۳) و جن‌گیر ۲: مرتد (۱۹۷۷) را رد کرده بود. کوبریک به دوست خود گفته بود که فیلم ترسناک از نظر او اثری است که بتواند احساس یک کابوس ترسناک را برای مخاطب بازسازی کند؛ بنابراین ترس باید منبع انسانی داشته باشد و نه ماورایی. به گفته منشی شخصی کوبریک، در مدت چند هفته‌ای او صرف مطالعه رمان‌های ترسناک کرد، به‌طور مداوم سروصداهای بلند از اتاقش به گوش می‌رسید چرا که کوبریک با خواندن چندین صفحه ابتدایی رمان‌هایی که برایش آورده بودند عصبانی شده و آن‌ها را پاره می‌کرد و به دیوار می‌کوبید چون از نظرش بسیار احمقانه بودند. سرانجام روزی فرا رسید که هیچ صدایی از اتاق کوبریک بیرون نیامد، در نتیجه منشی برای بررسی او وارد اتاق شد و مشاهده کرد که کوبریک در حال مطالعه رمان درخشش نوشته استیون کینگ است. کوبریک آنقدر تحت‌تاثیر فضای سرد و ترسناک کتاب و تصویر انزوای شخصیت اصلی شده بود که تصمیم گرفت بر اساس آن یک فیلم سینمایی بسازد. کوبریک دربارهٔ علاقه خود به درخشش اظهار داشت: «یک چیزی در ذات انسان وجود دارد که همیشه باعث سقوط می‌شود. یک جور نیروی شیطانی که از جنبه‌های تاریک وجودی ما ریشه می‌گیرند. داستان‌های ترسناک خوب می‌توانند این ویژگی را برجسته کرده و به صورت مستقیم ما را با بخش تاریکمان مواجه کنند.» بدین ترتیب، کوبریک به همراه دایان جانسون شروع به نگارش فیلم کرد تا درخشش (۱۹۸۰) تبدیل به یازدهمین فیلم بلند کارنامه او شود. داستان فیلم دربارهٔ نویسنده‌ای به نام جک تورنس با بازی جک نیکلسون است دچار سد نویسنده شده و نمی‌تواند کتاب خود را بنویسد. او برای دوری از هیاهوی شهر تصمیم می‌گیرد تا به همراه همسر و پسرش به به هتلی در ارتفاعات کوه‌های راکی رفته و در طول فصل زمستان به عنوان سرایدار از آن مراقب کند. جک امیدوار است از طریق این سفر و تجربه فضای جدید هم بتواند کتاب خود را تمام کند و هم اینکه اوقات خوبی را با خانواده خود سپری کند اما وقایع بعدی به بحرانی غیرقابل کنترل ختم می‌شوند. رمان کینگ پر از ویژگی‌های فانتزی بود اما کوبریک بسیاری از این المان‌ها را کنار گذاشت و داستان را به یک اثر وحشت روان‌شناختی تبدیل کرد. فیلم‌نامه کوبریک نسبت به کتاب کینگ تغییرات زیادی کرد که این مسئله، دلخوری کینگ را به همراه داشت. کینگ وضوح اظهار داشت: «چیزی که کوبریک ساخته شاید از نظر برخی فیلم خوبی باشد اما قطعاً به عنوان یک اقتباس، اثر ضعیفی است.» کوبریک تصمیم گرفت به بازیگرانش این آزادی را بدهد که شروع به بداهه‌پردازی کرده و دیالوگ‌هایی را به صحنه اضافه کنند. دیالوگ مشهور «جانی اینجاست» و همچنین صحنه دعوای نخست بین جک و همسرش در سالن اصلی هتل با بداهه‌پردازی نیکلسون شکل گرفت. وسواس کوبریک درگرفتن برداشت‌های متعدد در هنگام فیلم‌برداری درخشش به اوج خود رسید. طبق گزارش‌ها، کوبریک برخی صحنه‌ها را با ۷۰ یا ۸۰ برداشت ضبط می‌کرد. شلی دووال که کوبریک عامدانه تلاش می‌کرد او را سر صحنه عصبانی و و منزوی کند تا به وضعیت شخصیت خود نزدیک شود ادعا کرده بود که صحنه‌ای که او با چوب بیسبال به نیکلسون ضربه می‌زند ۱۲۷ بار فیلم‌برداری شد که تا مدت‌ها یک رکورد در تاریخ سینما به حساب می‌آمد. صحنه گفتگوی جک تورتس با نوشیار هتل که در واقع یک شبح است با ۳۶ برداشت و صحنه گفتگوی دنی تورنس با هالوران در آشپزخانه با ۱۴۸ برداشت گرفته شد. نماهای هوایی هتل اورلوک در ابتدای فیلم در منطقه تیمبرلاین لوژ در منطقه کوه هود جلوی دوربین رفت در حالی که صحنه‌های داخلی هتل تماماً در استودیو الستری و در فاصله بین مه ۱۹۷۸ تا آوریل ۱۹۷۹ ضبط شد. برای صحنه‌های داخلی هتل، ماکت‌هایی بسیار بزرگی در استودیو ساخته شد که برق‌کشی و نورپردازی آن به تنهایی ۴ ماه به طول انجامید. تمام راهروها و اتاق‌ها طبق نقشه‌ای که کوبریک طراحی کرده بود ساخته شدند. در زمان ساخت درخشش، مدت کمی بود که استدی‌کم وارد بازار شده بود اما فیلم‌سازان چندان از آن استفاده نمی‌کردند اما کوبریک تصمیم گرفت تمام صحنه‌های تعقیب‌وگریز در هزارتو و همچنین برخی نماهای حرکتی هتل را با این وسیله کاربردی ضبط کند. گرت براون که مخترع استدی‌کم است اظهار داشت که کوبریک نخستین کسی بود که توانست از تمام امکانات این دستگاه استفاده کند.
پنج روز پس از انتشار آزمایشی فیلم در تاریخ ۲۳ مه ۱۹۸۰، کوبریک تصمیم گرفت پایان فیلم را به صورت کامل تغییر دهد. پایان ابتدایی فیلم، جک تورنس و مادرش را در بیمارستان نشان می‌داد که مدیر هتل به عیادت آن‌ها آماده است. کوبریک معتقد بود که وجود این صحنه پس از نقطه اوج فیلم غیر ضروری است و مشخص است که جک و مادرش موفق به فرار می‌شوند. کوبریک پایان فعلی فیلم را برای اکران عمومی جایگزین کرد. درخشش یک موفقیت متوسط در گیشه بود و توانست ۴۷٫۳ میلیون دلار فروش کند که در مقابل بودجه ۱۹ میلیون دلاری که خرجش شده بود رقم مناسبی بود. درخشش در زمان اکران با واکنش‌های متفاوتی مواجه شد و میان منتقدان چند دستگی ایجاد کرد. پیچیدگی فیلم و به خصوص پایان عجیب آن برای عده زیادی غیرقابل درک بود. نظرات منفی کینگ به عنوان نویسنده کتاب نیز باعث شد آمریکایی‌ها چندان از فیلم استقبال نکنند. آمریکایی‌ها به واکنش تند بسنده کرد و فیلم را در دو رشته  بدترین بازیگر زن برای شلی دووال و بدترین کارگردانی برای کوبریک نامزد جایزه تمشک طلایی کردند. این نخستین دوره از جوایز تمشک طلایی بود. در تاریخ ۳۱ مارس ۲۰۲۲، برگزارکنندگان مراسم تمشک طلایی به صورت رسمی، نامزدی دووال و کوبریک برای فیلم را پس گرفته و آن را لغو کردند. سال‌ها پس از اکران فیلم و در ارزیابی‌های مجدد، درخشش به عنوان یکی از بهترین فیلم‌های ترسناک تاریخ سینما در نظر گرفته شد که دارای لایه‌های پنهانی و مضامین روانشناختی عمیقی است. انستیتوی فیلم آمریکا، درخشش را در رتبه ۲۹ از فهرست صد فیلم برتر ترسناک تاریخ سینما قرار داد. مثل کارهای قبلی کوبریک، بسیاری از دیالوگ‌ها و نماهای درخشش وارد فرهنگ عامه و سینمایی شده و بر روی بسیاری از فیلم‌سازان تأثیر گذاشتند. مشهورترین سکانس فیلم که خروج رودخانه خون از آسانسور هتل است بارها مورد ارجاع، بازسازی و تقلید قرار گرفت. تیم برتون که بسیار به آثار کوبریک علاقه دارد اعتراف کرد که شخصیت‌های دوقلوی فیلم آلیس در سرزمین عجایب (۲۰۱۰) را با الهام از دو دختر دوقلوی فیلم درخشش طراحی کرده است. اندی موسکیتی کارگردان فیلم آن (۲۰۱۷) که بر اساس رمان دیگری از کینگ ساخته شده است در اثر خود به دیالوگ مشهور «جانی اینجاست» ارجاع داده است. ارجاع مشابه‌ای در یکی از اپیزودهای مجموعهٔ تلویزیونی آمریکایی بهتره با سال تماس بگیری نیز وجود دارد. وینس گیلیگان خالق این سریال که از طرفداران دو آتشه کوبریک است در یکی از اپیزودهای سریال بریکینگ بد نیز به درخشش ادای احترام کرده بود. مشهورترین ارجاع و ادای احترام به درخشش توسط استیون اسپیلبرگ در فیلم بازیکن شماره یک آماده (۲۰۱۸) صورت گرفته که چندین سکانس مشهور از فیلم در آن بازسازی شده است.

### ۱۹۹۹–۱۹۸۱: سال‌های آخر

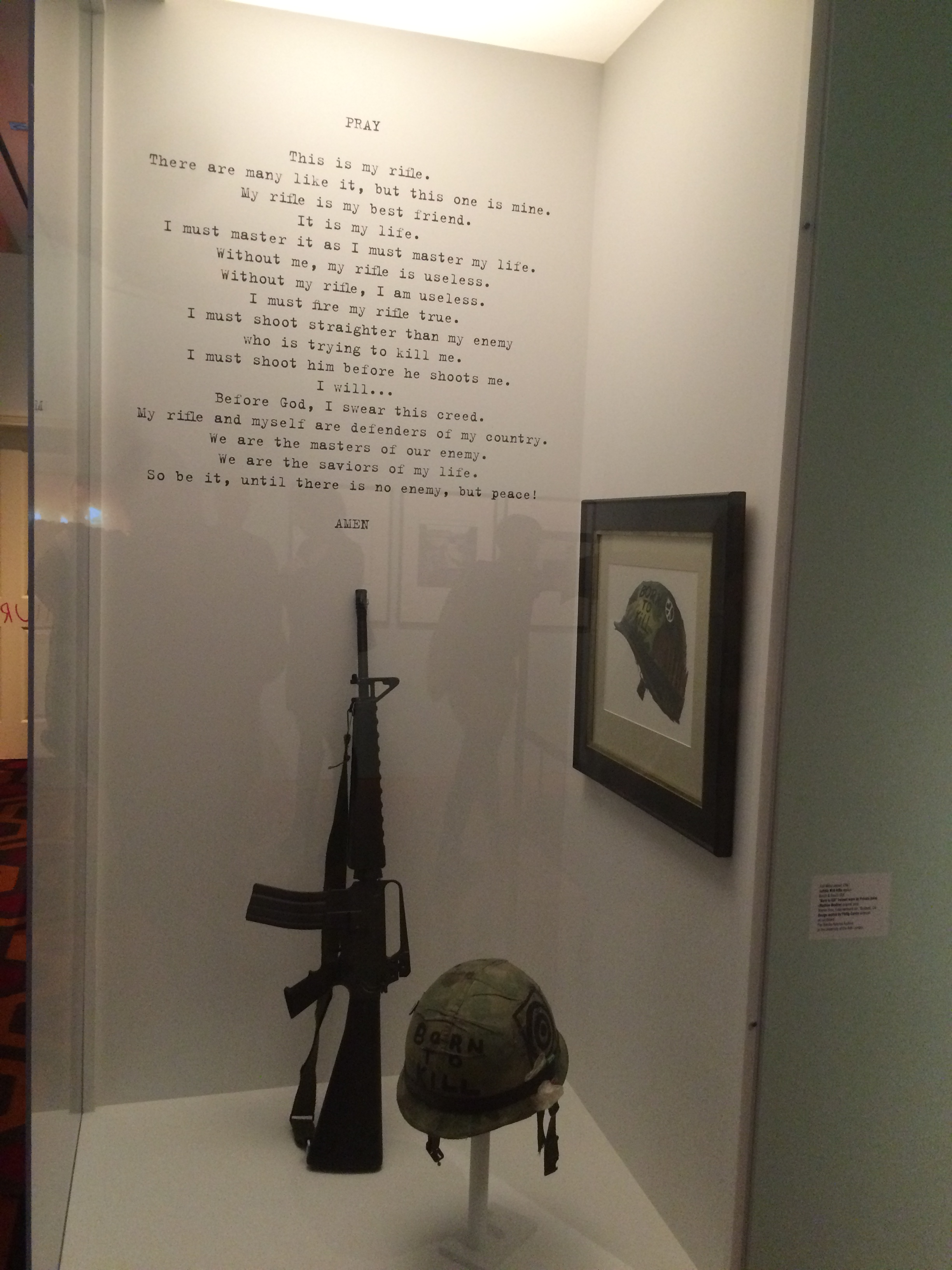
این اسلحه و کلاه که در فیلم غلاف تمام‌فلزی (۱۹۸۷) مورد استفاده قرار گرفته بودند، به عنوان بخشی از نمایشگاه کوبریک در جشنواره بین‌المللی فیلم تورنتو در ژانویه ۲۰۱۵ در معرض دید تماشاگران قرار گرفتند. متن روی دیواره، همان شعار نظامی مشهوری است که سربازان فیلم پیش از به خواب رفتن، با صدای بلند آن را به زبان می‌آوردند.

کوبریک بلافاصله پس از درخشش، کار بر روی فیلم جدید خود را آغاز کرد که روند تولید آن بسیار طولانی بود و هفت سال کامل به طول انجامید. کوبریک در سال ۱۹۸۰ از طریق یکی از دوستان مشترک خود با جان لوکاره به نام دیوید کورنول با مایکل هر آشنا شد. هر نویسنده کتاب اعزام‌شدگان و فیلم‌نامه‌نویس فیلم مشهور اینک آخرالزمان (۱۹۷۹) بود که هردو دربارهٔ جنگ ویتنام هستند. کوبریک که کتاب اعزام‌شدگان رو دوست داشت تصمیم گرفت با همکاری هر، یک فیلم‌نامه سینمایی دربارهٔ وقایع جنگ ویتنام بنویسد. طبق معمول، کوبریک شروع به تحقیقات گسترده دربارهٔ جنگ ویتنام کرد و منابع و کتاب‌های بسیاری مطالعه نمود که یکی از آن کتاب‌ها؛ رمان زندگینامه‌ای اوقات کوتاه مدت نوشته گوستاو هسورد بود که به عنوان منبع اقتباس انتخاب شد. کوبریک معتقد بود که این کتاب «به طرز بی‌رحمانه‌ای صادق» است. هسورد در طول جنگ ویتنام به عنوان سرباز وظیفه و سپس خبرنگار جنگی در سپاه تفنگداران دریایی ایالات متحده آمریکا خدمت کرده بود و شخصیت اصلی کتاب و فیلم‌نامه اقتباسی با الهام از خود او طراحی شد؛ هرچند کوبریک تغییرات زیادی را در فیلم‌نامه اعمال کرد. نتیجه کار مشترک کوبریک، هر و هسورد، فیلم‌نامه فیلم غلاف تمام‌فلزی (۱۹۸۷) شد که دوازدهمین فیلم بلند کوبریک به‌شمار می‌رود. عنوان فیلم اشاره به نوعی فشنگ جنگی دارد که از یک هسته نرم اغلب سربی که در یک پوسته بیرونی از فلز سخت‌تر، مانند فلز طلاکاری، کوپرونیکل، یا یک آلیاژ فولاد که کمتر متداول است، تشکیل شده است.  داستان غلاف تمام‌فلزی دو بخش دارد که بخش نخست به صورت کامل در محیط پادگان آموزشی سپاه تفنگداران دریایی ایالات متحده آمریکا در پاریس آیلند، کارولینای جنوبی می‌گذرد و ماجرای سرباز وظیفه جوانی با لقب جوکر (متیو موداین) را دنبال می‌کند که باید با شرایط سخت خدمت کنار بیاید. بخش دوم نیز سرنوشت جوکر و جوخه او را در میدان جنگ ویتنام به تصویر می‌کشد. غلاف تمام‌فلزی با بودجه‌ای ۱۷ میلیون دلاری و در فاصله اوت ۱۹۸۵ تا سپتامبر ۱۹۸۶ جلوی دوربین رفت. محل فیلم‌برداری تا خانه کوبریک تنها ۳۰ مایل فاصله داشت. پروسه فیلم‌برداری به علت تصادف شدید آر. لی ارمی با یک خودروی نظامی جیپ به مدت ۵ ماه متوقف شد. سکانس‌های مربوط به ویتنام و شهر هوئه به‌طور کامل در شهر بکتون فیلم‌برداری شد. کوبریک این شهر را به خاطر وجود یک کارخانه بزرگ گاز متروکه انتخاب کرد که باعث شده بود تا شهر شبیه باقی‌مانده تمدنی ویران‌شده باشد. همچنین حدود ۲۰۰ نخل با تریلرهای ۴۰ فوتی از شمال آفریقا به محل فیلم‌برداری آورده شدند که هرکدام ۱۰۰۰ پوند قیمت داشتند. تعداد زیادی گیاه پلاستیکی نیز از هنگ کنگ خردیاری شد تا پوشش گیاهی ویتنام در صحنه بازسازی شود. کوبریک برای واقع‌گرایی بیش‌تر از نور طبیعی برای فیلم‌برداری استفاده کرد و از تکنیک دوربین روی دست بهره برد تا حس مستندنمایی تصاویر را افزایش دهد. منتقدان اظهار داشتند که روش فیلم‌برداری کوبریک، فضای سیاه و جدی فیلم را باورپذیر کرده است.
میشل سیمو منتقد و نویسنده فرانسوی معتقد بود که می‌توان امضای کوبریک را در سبک خاص غلاف تمام‌فلزی مشاهده کرد. استفاده از قطعه‌های موسیقی ویژه که توسط کسانی مثل نانسی سیناترا و رولینگ استونز اجرا شده است، طنز گزنده، ارائه تصویری دقیق از انسان‌های بی‌هویت شده و توجه وسواس‌گونه به جزئیات برای دستیابی به واقع‌گرایی از جمله مواردی بودند که سیمو به آن‌ها اشاره کرد. سیمو همچنین به صحنه‌ای در لحظات پایانی فیلم اشاره کرد که جوخه سربازان آمریکایی در حال قدم زدن در ویرانه‌های شهر هستند و در پس‌زمنیه، تم اصلی کارتون میکی ماوس به گوش می‌رسد که حالتی طعنه‌آمیز دارد. سیمو تنها کسی نبود که تحت تأثیر فیلم قرار بود. غلاف تمام‌فلزی واکنش بسیار مثبت منتقدان را به همراه داشت و در زمینه فیلم‌نامه، کارگردانی، عملکرد بازیگران و ارائه تصویری واقع‌گرایانه از جنگ ویتنام تحسین شد. راتن تومیتوز بر اساس نظر ۸۴ منتقد، میانگین امتیاز ۹۰٪ را به فیلم اختصاص داد. همچنین فیلم در سایت متاکریتیک نیز نمره ۷۸ از ۱۰۰ را دریافت کرد. در شصتمین دوره جوایز اسکار، غلاف تمام‌فلزی در رشته بهترین فیلم‌نامه اقتباسی نامزد شد اما این جایزه به فیلم آخرین امپراتور (۱۹۸۷) ساخته برناردو برتولوچی رسید. غلاف تمام‌فلزی در گیشه نیز عملکرد خوبی داشت و در مجموع توانست ۱۲۰ میلیون دلار فروش کند در حالی که تنها ۳۰ میلیون دلار خرج تولید آن شده بود. بسیاری معتقد بودند که غلاف تمام‌فلزی زیر سایه موفقیت فیلم جوخه (۱۹۸۶) به کارگردانی الیور استون که سوژه آن هم دربارهٔ جنگ ویتنام است قرار گرفت. جوخه دقیقاً یک سال پیش از فیلم کوبریک اکران شده و جوایز اصلی مراسم اسکار آن سال را کسب کرده بود و برای همین بسیاری استنباط کردند که اعضای آکادمی نمی‌خواهند، دو سال پشت سرهم به آثاری جایزه بدهند که نگاهی انتقادی به جنگ ویتنام و سیاست‌های آمریکا دارد زیرا ممکن است پیامی سیاسی تلقی شود. متیو موداین فاش کرد که نقد مورد علاقه کوبریک از فیلم با این جمله آغاز می‌شود: «نیمه اول «غلاف تمام فلزی» درخشان است، سپس فیلم به یک شاهکار تبدیل می‌شود!» البته برخی منتقدان همچون راجر ایبرت نظر مثبتی دربارهٔ فیلم نداشتند. ایبرت نمره متوسط ۲٫۵ از ۴ را فیلم داد و دربارهٔ آن نوشت: «غلاف تمام فلزیِ استنلی کوبریک بیشتر شبیه مجموعه‌ای از داستان‌های کوتاه است تا یک رمان منسجم.» او در ادامه اظهار داشت: «ساخت چنین فیلم عجیبی که فاقد ساختار منسجمی است از کارگردان سخت‌گیری مثل کوبریک که معمولاً نگاه دقیق و یکپارچه‌ای بر آثارش حاکم است بعید بود.»

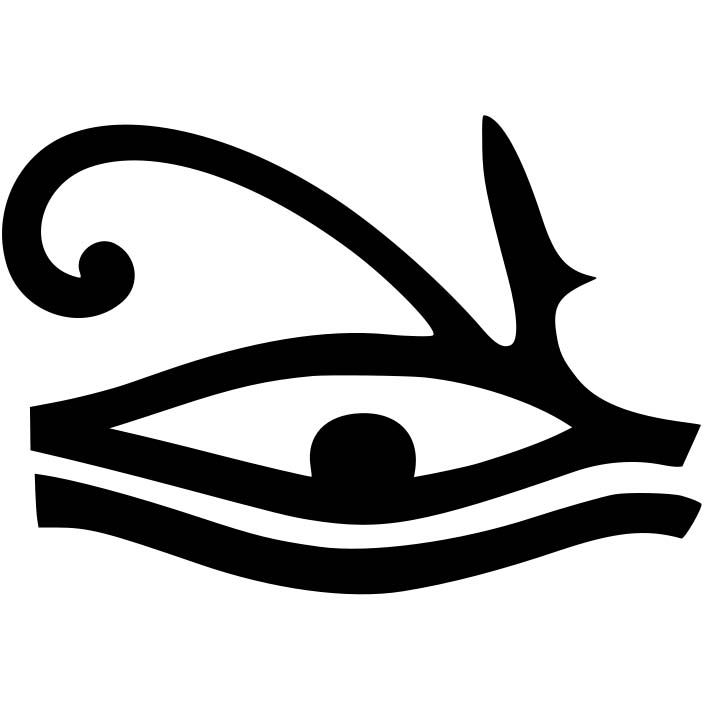
کوبریک چند روز پس از آنکه نسخه‌ای از فیلم چشمان کاملاً بسته (۱۹۹۹) را در یک مهمانی خصوصی برای دوستانش و ستارگان فیلم به نمایش گذاشت، در تاریخ ۷ مارس ۱۹۹۹ به دلیل سکته قلبی از دنیا رفت. او هرگز اکران آخرین فیلم بلند خود را ندید.

پس از انتشار ۲۰۰۱: ادیسه فضایی در سال ۱۹۶۸ و موفقیتی که کسب کرد، کوبریک به دنبال ایده‌ای جدید بود که بتواند در سطح همان داستان ادیسه فضایی روی او تأثیر بگذارد. او در همان سال، رمان آلمانی داستان رؤیایی (۱۹۲۶) نوشته آرتور شنیتسلر را مطالعه کرد. کوبریک رمان را یک «ادیسه جنسی» توصیف کرد و دربارهٔ آن گفت: «داستان رؤیایی کتابی دشوار برای توصیف است… فارغ از خوب و بد کتاب، این اثر به کاوش در دوگانگی جنسی یک ازدواج شاد می‌پردازد و می‌کوشد اهمیت رؤیاها و احتمالات جنسی را با واقعیت برابر کند. تمام آثار شنیتسلر از لحاظ روانشناختی درخشان هستند.» جی کاکس به کوبریک کمک کرد که حق امتیاز اقتباس از کتاب را خریداری کند. کوبریک سال‌ها به دنبال ساختن اقتباس داستان رؤیایی بود. او این داستان را یک کمدی جنسی با رگه‌هایی غم‌انگیز دربارهٔ خوی وحشی و تاریک انسانی می‌دانست و فصد داشت نقش اصلی پروژه را به استیو مارتین یا وودی آلن بدهد. تام هنکس، بیل مری، داستین هافمن، وارن بیتی، آلبرت بروکس، آلن آلدا و سم شپرد از دیگر گزینه‌های کوبریک برای ایفای نقش اصلی بودند اما پروژه در دهه ۸۰ وارد مرحله تولید نشد و به دلایل مختلف به تعویق افتاد تا اینکه سرانجام کوبریک پس از غلاف تمام‌فلزی تصمیم گرفت به سراغ ساخت فیلم برود. او به همراه فردریک رافائل که برای فیلم عزیز (۱۹۶۵) جایزه اسکار بهترین فیلم‌نامه غیراقتباسی را کسب کرده بود شروع به نگارش فیلم‌نامه کرد. کوبریک در بازنویسی فیلم‌نامه تغییرات بسیار زیادی اعمال کرد که مهم‌ترین آن، تغییر زمان و مکان داستان بود؛ او قصه را اواسط قرن بیستم در وین به زمان حال و نیویورک آورد زیرا احساس می‌کرد موضوع و شخصیت‌های داستان کاملاً مدرن و امروزی هستند و فیلم اینگونه لحن واقع‌گرایانه‌تری به خود می‌گیرد. بدین ترتیب، کوبریک به صورت رسمی از سال ۱۹۹۴، کار بر روی سیزدهمین و آخرین اثر خود با عنوان چشمان کاملاً بسته (۱۹۹۹) را آغاز کرد. کوبریک همچنین از مایکل هر که با او روی فیلم‌نامه غلاف تمام‌فلزی کار کرده بود دعوت به کار کرد اما هر به علت زمان طولانی پروژه و اینکه احساس کرد دستمزد کافی برای او در نظر گرفته نشده است، این پیشنهاد را رد کرد. بنابراین کوبریک و فردریک رافائل، دو نفری کار نوشتن را ادامه دادند. آن‌ها روزی ۱۸ ساعت صرف نوشتن و بحث دربارهٔ جزئیات مختلف فیلم می‌کردند. کوبریک داستان و روند تولید فیلم را به صورت کامل از تمام رسانه‌ها مخفی نگه داشته بود. داستان چشمان کاملاً بسته که به عنوان یک درام روان‌شناختی اروتیک با مایه‌های فیلم دلهره‌آور توصیف شده دربارهٔ زن و شوهر جوانی به نام بیل و آلیس هارفورد است که در شهر نیویورک زندگی می‌کنند. بیل دکتر عمومی است و درآمد خوبی دارد و زندگی او با آلیس به ظاهر بی‌نقص به نظر می‌رسد اما پس از بازگشت از یک مهمانی بزرگ کریسمس، آلیس برای بیل فاش می‌کند که او گاهی از زندگی مشترکشان احساس خستگی می‌کند، تا جایی که تابستان سال گذشته به فکر رابطه جنسی با مردی دیگر و خیانت به بیل افتاده است. این مشاجره، شروع دورانی از بی‌اعتمادی و سردی در رابطه آلیس و بیل است که هردو را در معرض خیانت و فروپاشی زندگی زناشویی قرار می‌دهد.
برادران وارنر مثل غلاف تمام‌فلزی پای پروژه آمد و قبول کرد که مسئولیت تولید و پخش فیلم در آمریکا را برعهده بگیرد. تری سمل که در آن زمان رئیس کمپانی برادران وارنر بود به کوبریک توصیه کرد که ستارگان سینما را برای فیلمش انتخاب کند تا موفقیت فیلم در گیشه تضمین شود. کوبریک برای آخرین بار در درخشش با یک ستاره سینما همکاری بود و غلاف تمام‌فلزی را با گروهی از بازیگران گمنام جلوی دوربین برده بود. به همین دلیل استودیو او را قانع کرد که بهتر است بازگشت وی به پرده سینما پس از یک دوره غیبت طولانی؛ باشکوه باشد و ستارگان پرطرفدار سینما می‌توانند به این مهم کمک کنند. الک بالدوین و کیم بیسینگر نخستین انتخاب‌های کوبریک بودند با این حال وقتی استودیو متوجه شد تام کروز برای ملاقات با نیکول کیدمن که در آن زمان همسر او بود به سر صحنه فیلم پرتره یک بانو (۱۹۹۶) در انگلستان رفته است، فرصت را غنیمت شمرد و قرار ملاقاتی بین کروز و کوبریک ترتیب داد. کروز در آن زمان به علت بازی در فیلم‌های مهم و پرفروشی همچون تاپ گان (۱۹۸۶)، مرد بارانی (۱۹۸۸)، متولد چهارم جولای (۱۹۸۹) و البته مأموریت: غیرممکن (۱۹۹۶) ستاره اول هالیوود به حساب می‌آمد و استودیو بسیار مایل بود که کسی چون او بازیگر نقش اول فیلم کوبریک باشد. پس از پایان جلسه، کوبریک به صورت رسمی دو نقش اصلی فیلم را به کروز و کیدمن پیشنهاد داد و آن‌ها نیز پذیرفتند. کوبریک از کروز و کیدمن خواست که تا پایان فیلم‌برداری چشمان کاملاً بسته از پذیرفتن هر فیلم دیگری اجتناب کنند. با وجود اینکه این مسئله برای بازیگرانی مثل آن‌ها سخت بود و باعث می‌شد پروژه‌های احتمالی مهمی را از دست بدهند اما هردو چنان برای همکاری با کوبریک مشتاق بودند که این شرط را پذیرفتند.

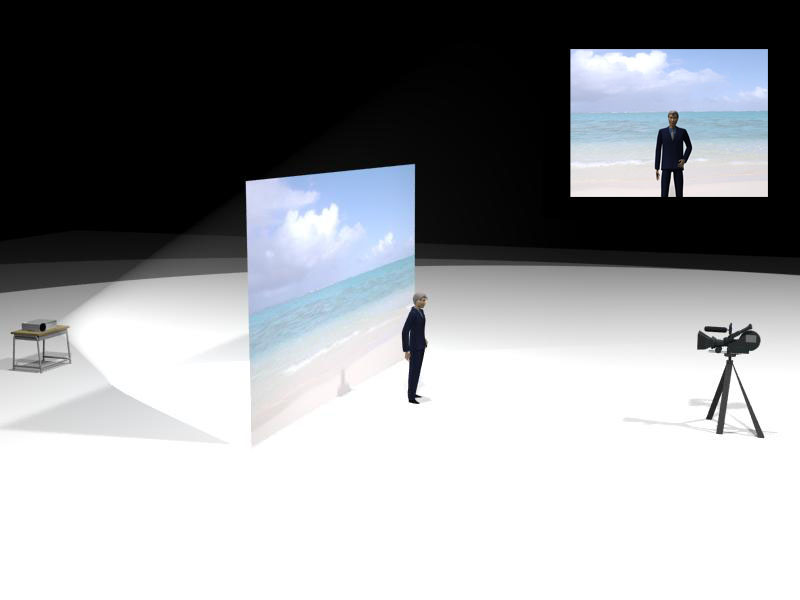
صحنه‌های قدم زدن تام کروز در خیابان‌های نیویورک در فیلم چشمان کاملاً بسته با این شیوه فیلم‌برداری شد. کروز بر روی تردمیل راه می‌رفت در حالی که پشت سر او، تصاویر خیابان بر روی پرده نشان داده می‌شدند.

فیلم‌برداری فیلم از نوامبر ۱۹۹۶ آغاز شد؛ یعنی زمانی که کوبریک نزدیک به ۷۰ سال سن داشت. با این وجود، او سخت‌گیرتر از همیشه به بازنویسی فیلم‌نامه در هنگام فیلم‌برداری پرداخت و هر صحنه را بارها و بارها فیلم‌برداری کرد تا به نتیجه مطلوب برسد. کیدمن اظهار داشت که صحنه معاشقه او با افسر نیروی دریایی در سه روز پشت سرهم فیلم‌برداری شد. کوبریک به کیدمن گفته بود چون این صحنه‌ها، تصورات بیل دربارهٔ آلیس هستند، باید شبیه به فیلم‌های پورنوگرافی به نظر برسند. برهنگی کیدمن در این فیلم در دیگر آثار او تقریباً بی‌سابقه است. کیدمن گفت که فقط به خاطر کوبریک و اعتمادی که به او داشته دست به چنین کاری زده است. کوبریک برای راحتی کیدمن، صحنه‌های برهنه او را به صورتی طراحی کرد که نیاز به عواملی مثل صدابردار و افراد فنی نباشد. صحنه چیده می‌شد و سپس همه اتاق را ترک می‌کردند و کوبریک و کیدمن در اتاق باقی می‌ماندند. با وجود اینکه داستان در نیویورک رخ می‌دهد، تمام فیلم به صورت کامل در انگلستان فیلم‌برداری شد زیرا کوبریک از پرواز می‌ترسید و البته معتقد بود در انگلستان کنترل بیش‌تری روی پروژه دارد. استودیوهای پاین‌وود به صورت کامل در اختیار کوبریک قرار گرفت تا او بتواند در تجربه‌ای عجیب، محله گرینیچ ویلج را به شکلی دقیق در استودیو بازسازی کند. کمال‌گرایی کوبریک تا آنجا پیش رفت که او افرادی را برای اندازه‌گیری عرض خیابان‌ها به منهتن فرستاد تا حتی کوچک‌ترین جزئیات را برای او ثبت کنند. افراد کوبریک حتی شکل و اندازه دکه‌های روزنامه‌فروشی و مغازه‌های کنار خیابان و فاصله هرکدام با یکدیگر را اندازه گرفتند. برای صحنه‌هایی که تام کروز را در حال پیاده‌روی در خیابان‌های نیویورک نشان می‌دهد، ابتدا گروه دوم فیلم‌برداری به نیویورک رفته و تصاویر لازم را همان‌طور که کوبریک تعیین کرده بود از خیابان‌های شهر ثبت کردند. سپس این تصاویر به استودیو آورده شده و بر روی پرده نمایش که در پشت سر تام کروز نصب شده بود به نمایش درآمد. در اصل، کروز تمام صحنه‌های پیاده‌روی خود را بر روی تردمیل قدم می‌زد در حالی که تصویر پس‌زمنیه او، تصاویر ضبط شده از نیویورک پخش می‌شد. وسواس و سخت‌گیری‌های کوبریک باعث شد پروسه فیلم‌برداری ۱۵ ماه به طول بینجامد که این مسئله باعث ثبت چشمان کاملاً بسته در کتاب‌های رکوردهای جهانی گینس به عنوان «طولانی‌ترین زمان فیلم‌برداری بی‌وقفه یک فیلم سینمایی» شد. رکوردی که تا همین امروز نیز پابرجاست. روند بسیار طولانی فیلم‌برداری، افراد گروه را خسته کرده بود. وینسا شا که قراردادی دو هفته‌ای با پروژه داشت، مجبور شد دو ماه برای ضبط صحنه‌های خود به استودیو برود. بقیه گروه نیز وضعیتی مشابه داشتند. مدت اقامت کیدمن و کروز آنقدر در انگلستان طولانی شده بود که هردو فرزند آن‌ها لهجه انگلیسی پیدا کردند. کروز در هفته‌های پایانی دچار زخم گوارشی شده بود اما برای اینکه فیلم‌برداری متوقف نشود چیزی به کوبریک نگفت. کوبریک بی‌قفه فیلم‌برداری را ادامه داد تا فیلم به موعد مقرر اکران در تاریخ ۱۶ ژوئیه ۱۹۹۹ برسد. سرانجام، فیلم‌برداری به صورت رسمی در ژوئن ۱۹۹۸ پایان یافت. برخی گزارش‌ها می‌گوید که فشارهای تولید فیلم باعث ایجاد اختلاف بین کروز و کیدمن شده بود که دو سال پس از اکران این فیلم از یکدیگر طلاق گرفتند. گزارش‌ها از مراجعه کیدمن و کروز به درمانگر جنسی در هنگام فیلم‌برداری فیلم اشاره دارد اما با این وجود هیچ‌کدام این مسئله را تأیید یا تکذیب نکردند.

نیکول کیدمن در نقش آلیس هارفورد در نمای مشهوری از چشمان کاملاً بسته.

کوبریک از جاسلین پوک درخواست کرد تا موسیقی متن اصلی چشمان کاملاً بسته را بسازد اما با این وجود، بازهم استفاده خلاقانه کوبریک از موسیقی کلاسیک بود که بسیار مورد توجه قرار گرفت. کوبریک از قطعه والس شماره ۲ اثر دمیتری شوستاکوویچ در صحنه ابتدایی فیلم بهره برد که بسیار بین تماشاگران محبوب شد. کوبریک تقریباً یک سال کامل را صرف مرحله پس‌تولید و تدوین فیلم کرد. او در تاریخ ۱ مارس ۱۹۹۹، نسخه‌ای از فیلم را به کیدمن، کروز و مدیران برادران وارنر نشان داد. کوبریک به جولین سینیور که مدیر اجرایی کمپانی برادران وارنر بود گفته بود: «این بهترین فیلم من است.» شش روز پس از این جلسه و در تاریخ ۷ مارس ۱۹۹۹، کوبریک بر اثر سکته قلبی درگذشت. او در آن زمان ۷۰ سال سن داشت. مرگ کوبریک آنقدر ناگهانی بود که همه را متعجب کرد. تدوین فیلم هنوز نهایی نشده بود و نیاز به اصلاحاتی داشت. در سال ۲۰۱۹، کیت بلانشت فاش کرد که او به جای زن مرموزی که در ارجی حضور دارد صحبت کرده است. ظاهراً ابیگیل گوود که بازیگر آن نقش بوده نتوانسته لهجه آمریکایی را به خوبی ادا کند و در نتیجه کروز و کیدمن از بلانشت درخواست کردند که صدای او را دوبله کند که این از جمله تغییراتی است که پس از مرگ کوبریک در فیلم اعمال شد. درست مثل لولیتا و پرتغال کوکی، چشمان کاملاً بسته با مشکل سانسور مواجه شد. استودیو از ترس دریافت رده‌بندی سنی بزرگسال و حواشی احتمالی، چندین صحنه جنسی و نماهای برهنگی را از فیلم حذف کرد. این اقدام باعث خشم شدید سینمادوستان و منتقدان در سراسر جهان شد. راجرت ایبرت این کار را «شرم‌آور» توصیف کرد. بسیاری معتقد هستند که باتوجه به وسواس کوبریک که باعث می‌شد گاهی حتی چند روز پیش از اکران عمومی، تغییری در تدوین فیلم بدهد، نسخه کنونی چشمان کاملاً بسته را نمی‌توان نسخه نهایی او دانست. طرفداران کوبریک بر این باور هستند که اگر کوبریک زنده بود، قطعاً فیلم را با تدوین متفاوتی به روی پرده می‌فرستاد.
چشمان کاملاً بسته در زمان اکران با واکنش‌های متفاوت و دوگانه منتقدان همراه بود و نسبت به دیگر آثار کوبریک با استقبال کمتری مواجه شد. راجر ایبرت که فیلم قبلی را کوبریک را دوست نداشت، نقدی بسیار مثبت دربارهٔ چشمان کاملاً بسته منتشر کرد و ۳٫۵ از ۴ ستاره به آن داد و ساختار آن را به یک تریلر تشبیه کرد و نوشت که فیلم «شبیه رؤیایی شهوانی دربارهٔ فرصت‌های از دست رفته و موقعیت‌های اجتناب‌ناپذیر است.» او در ادامه نقد خود نوشت: «نورپردازی کوبریک در صحنه‌های کریسمس حال‌وهوایی زننده به فیلم بخشیده و تصاویر آن را شبیه به نمایش‌های خیابانی کرده است.» استیون هانتر از واشینگتن پست فیلم را دوست نداشت و دربارهٔ آن نوشت: «این فیلم بیش‌تر غمگین است تا اینکه اثر بدی باشد. حال‌وهوایی فرسوده، قدیمی و به‌طرز ناامیدکننده‌ای بی‌ربط دارد، گویی کوبریک عاشق تابوهای داغ دوران جوانی‌اش بوده و نتوانسته با پیچیدگی‌های جنسیت معاصر ارتباط برقرار کند.» محبوبیت فیلم با گذشت زمان افزایش پیدا کرد و نقدهای مثبت دربارهٔ آن افزایش یافت. راتن تومیتوز بر اساس ۱۶۰ نقد، امتیاز ۷۶٪ را به فیلم اهدا کرد. در جمع‌بندی نظرات منتقدان سایت آمده است: «کاوش عمیق کوبریک در روان انسان، اثر سینمایی قابل‌توجهی خلق کرده است.»" بیش‌تر ۵۰ منتقد، چشمان کاملاً بسته را جزو ده فیلم برتر سال ۱۹۹۹ دانستند. کایه دو سینما هم آن را بهترین فیلم سال معرفی کرد. مارتین اسکورسیزی در بخشی از کتاب «کوبریک: نسخه قطعی» اثر میشل سیمو نوشته است: «وقتی فیلم چشمان کاملاً بسته چند ماه پس از مرگ استنلی کوبریک در سال ۱۹۹۹ منتشر شد، به شدت مورد سوءتفاهم قرار گرفت که البته جای تعجب نداشت. اگر به عقب برگردید و به واکنش‌های معاصر به هر فیلم کوبریک (به جز فیلم‌های اولیه او) نگاه کنید، خواهید دید که در ابتدا همه فیلم‌های او مورد سوءتفاهم قرار گرفته بودند. پنج تا ده سال زمان لازم بود تا همه بفهمند هیچ فیلمی شبیه به ۲۰۰۱: ادیسهٔ فضایی، درخشش و بری لیندون ساخته نشده است. چه قبل از این آثار و چه بعد از آن‌ها!» اسلنت مگزین در مقاله‌ای که در سال ۲۰۱۲ منتشر کرد، چشمان کاملاً بسته را دومین فیلم برتر دهه ۹۰ میلادی معرفی کرد. انستیتوی فیلم بریتانیا در فهرست «۹۰ فیلم برتر دهه ۹۰»، چشمان کاملاً بسته را در رتبه نوزدهم قرار داد. ایندی‌وایر هم در سال ۲۰۲۲، آخرین اثر بلند کوبریک را به عنوان بهترین فیلم دهه ۹۰ معرفی کرد. بی‌بی‌سی نام چشمان کاملاً بسته را در فهرست ۱۰۰ فیلم برتر آمریکایی در سال ۲۰۱۵ در رتبه ۶۱ قرار داد.

## مرگ
استنلی کوبریک شش روز پس از آنکه نسخه‌ای از فیلم چشمان کاملاً بسته (۱۹۹۹) را در یک مهمانی خصوصی برای دوستانش و ستارگان فیلم به نمایش گذاشت؛ در تاریخ ۷ مارس ۱۹۹۹ به دلیل سکته قلبی از دنیا رفت. او در هنگام مرگ، خواب بود. مرگ کوبریک کاملاً غیرمنتظره بود. طبق گفته کریستین کوبریک که از سال ۱۹۵۸ تا پایان عمر، همسر استنلی بود؛ او در روزهای پایانی زندگی خود هیچ نشانه و علائمی از بیماری یا بدحالی بروز نداده بود. کوبریک در زمان مرگ، ۷۰ سال سن داشت. مراسم خاکسپاری کوبریک، پنج روز پس از مرگ او در ملک شخصی خودش در چایلد ویک بری واقع در هرتفوردشر انگلستان برگزار شد. تعداد مهمانان حاضر در جمع نزدیک به ۱۰۰ نفر بود که همگی از دوستان نزدیک کوبریک و همسرش بود. رسانه‌ها و خبرنگاران اجازه پیدا نکردند از دروازه ورودی خانه جلوتر بروند. تام کروز، نیکول کیدمن، استیون اسپیلبرگ، تری سمل و یان هارلن از جمله افراد مشهور در مراسم ختم بودند. الکساندر واکر منتقد و نویسنده انگلیسی که او نیز در مراسم حضور داشت، فضای آن را اینگونه تشریح کرد: «مراسم ختم کوبریک شبیه به یک دورهمی کاملاً انگلیسی بود. نوازندگان و خوانندگان مختلف، قطعه‌های کلاسیک مورد علاقه استنلی را به صورت زنده اجرا می‌کردند.» طبق گزارش‌ها، قدیش که نوعی سرود روحانی است که در نماز و نیایش‌های دین یهود خوانده می‌شود در مراسم قرائت شد. در تعدادی از آگهی‌های ترحیم که برای مراسم تدارک دیده شده بود بر پیشینه یهودی کوبریک تأکید شده بود. در نهایت، کوبریک در کنار درخت مورد علاقه خود در حیاط منزلش دفن شد. بر روی سنگ قبر او، نقل قول مشهوری از اسکار وایلد حک شده که کوبریک بسیار به آن علاقه داشت:

« تراژدی پیری این نیست که آدم پیر شده، بلکه این است که [هنوز] جوان است!»

## پروژه‌های ناتمام
کوبریک در زمان حیات خود روی پروژه‌های زیادی کار کرد که از مرحله پیش‌تولید جلوتر نرفتند. برخی از این پروژه‌ها در برزخ توسعه گیر کرده و سال‌ها بعد توسط افرادی دیگری ساخته شدند. تعدادی از آن‌ها نیز برای همیشه لغو شده و هرگز به مرحله تولید نرسیدند.

### هوش مصنوعی

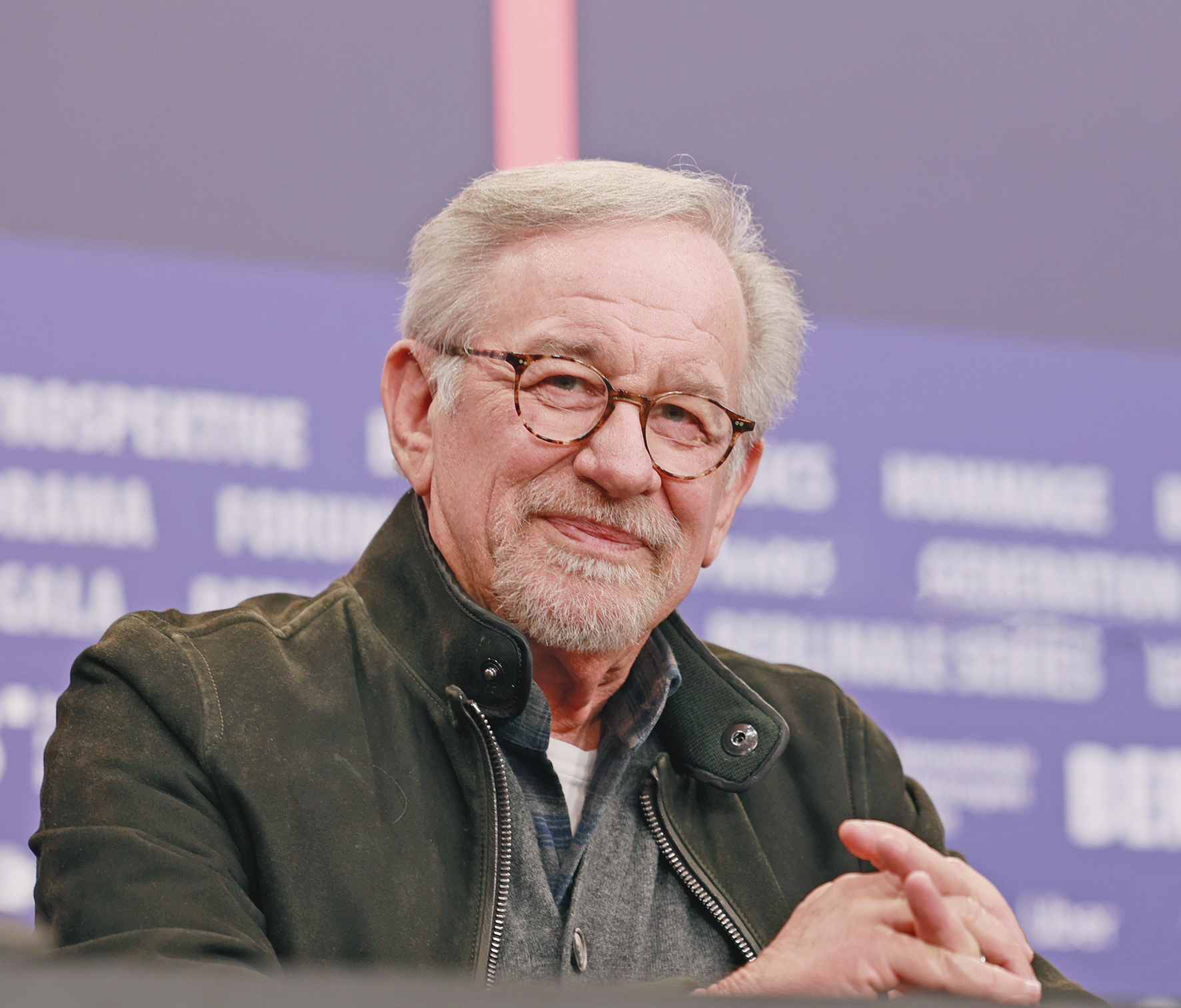
استیون اسپیلبرگ که از دوستان نزدیک کوبریک بود، پروژه نیمه‌تمام او را تبدیل به فیلم هوش مصنوعی (۲۰۰۱) کرد.

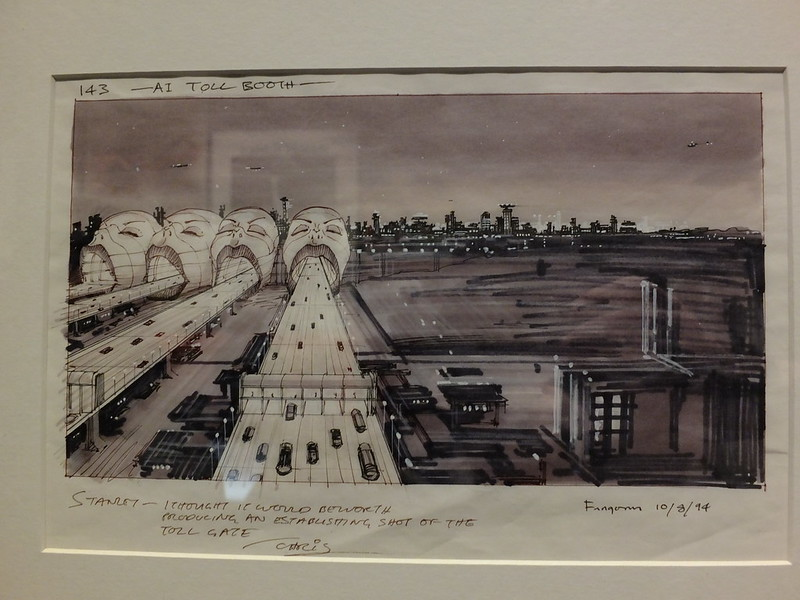
طراحی کوبریک از یکی از صحنه‌های فیلم هوش مصنوعی

در طول دهه ۱۹۸۰ و اوایل دهه ۱۹۹۰، کوبریک مشغول اقتباس از داستان کوتاه علمی-تخیلی «ابراسباب‌بازی‌ها تمام تابستان را دوام خواهند آورد» (۱۹۶۹) نوشته برایان آلدیس بود. کوبریک قصد داشت این داستان را تبدیل به فیلمی سه‌پرده‌ای کند و خود آلدیس نیز در این راه او را همراهی می‌کرد. این داستان به بررسی مفهوم انسانیت در عصر ماشین‌های هوشمند و تنهایی دردناک و همه‌گیر در آینده‌ای پرجمعیت می‌پردازد که در آن تولید مثل کودکان کنترل می‌شود. کوبریک معتقد بود که داستان کتاب یک خوانش مدرن از شخصیت پینوکیو است که آن را به‌روز کرده است. وقتی طرح ابتدایی فیلم‌نامه در سال ۱۹۹۵ آماده شد، کوبریک نزد استیون اسپیلبرگ که رابطه دوستانه‌ای با او داشت رفت و به اسپیلبرگ پیشنهاد ساخت فیلم را داد. طبق گزارش‌ها، کوبریک و اسپیلبرگ بحث‌های تلفنی بسیار مفصل و طولانی با یکدیگر داشتند و دربارهٔ مفاهیم فلسفی فیلم‌نامه صحبت کردند. بر طبق گفته اسپیلبرگ، کوبریک معتقد بود که موضوع و فضای فیلم‌نامه با شخصیت احساسی اسپیلبرگ هم‌راستا است و برای همین او بهترین گزینه برای کارگردانی فیلم است.
پس از مرگ ناگهانی کوبریک در سال ۱۹۹۹، اسپیلبرگ پیش‌نویس‌ها و یادداشت‌های باقی‌مانده از کوبریک و نویسندگانش را جمع‌آوری کرد و بر اساس طرح داستانی ۹۰ صفحه‌ای از ایان واتسون که تحت نظارت و دستورالعمل‌های کوبریک نوشته شده بود، فیلم‌نامه‌ای جدید نگارش کرد. حاصل کار او تبدیل به فیلم هوش مصنوعی (۲۰۰۱) شد. یان هارلن که برادر زن کوبریک بود، تهیه‌کنندگی پروژه را برعهده گرفت. اسپیلبرگ تمام افرادی که کوبریک برای تولید فیلم مد نظر داشت را جمع کرد و تولید پروژه به صورت رسمی آغاز شد. اسپیلبرگ دوست داشت تا جایی که ممکن است به نگاه کوبریک نزدیک شود، به همین دلیل کریس بیکر که طراح استوری‌برد مورد علاقه کوبریک بود را به پروژه دعوت کرد تا در طراحی نماها و صحنه‌های فیلم به او کمک کند.
اسپیلبرگ معتقد بود در غیاب کوبریک، این آزادی عمل را دارد که مستقل عمل کرده و فیلم خود را بسازد اما با این وجود، او می‌خواست فیلمی بسازد که ادای احترامی به کوبریک باشد. از همین رو، اسپیلبرگ به ایده‌های و طرح‌های بصری و داستانی کوبریک وفادار مانده و صرفاً تلاش کرد آن‌ها را به‌روز کند. اسپیلبرگ می‌گوید در تمام مدتی که مشغول ساخت هوش مصنوعی بوده، مدام احساس می‌کرده یک شبح و نیرویی غیبی او را راهنمایی می‌کرده تا کار درست را انجام بدهد. اسپیلبرگ در توصیف کوبریک گفته است: «او بزرگ‌ترین استادی است که افتخار خدمت به او را داشته‌ام.» هوش مصنوعی برای نخستین‌بار در جشنواره فیلم ونیز ۲۰۰۱ رونمایی و در ژوئن همان سال به صورت عمومی اکران شد. جان ویلیامز که آهنگساز فیلم بود، در موسیقی خود ارجاعات زیادی به قطعاتی که در دیگر فیلم‌های کوبریک شنیده شده بودند کرده بود که این موضوع توجه منتقدان را جلب کرد. در پایان فیلم، جمله «برای استنلی کوبریک» به نشانه احترام به او به نمایش درآمد. هوش مصنوعی با واکنش بسیار مثبت منتقدان همراه بود و در حال حاضر به عنوان یکی از بهترین فیلم‌های تاریخ سینما شناخته می‌شود که جایگاه ویژه‌ای در کارنامه پربار اسپیلبرگ دارد.

### ناپلئون

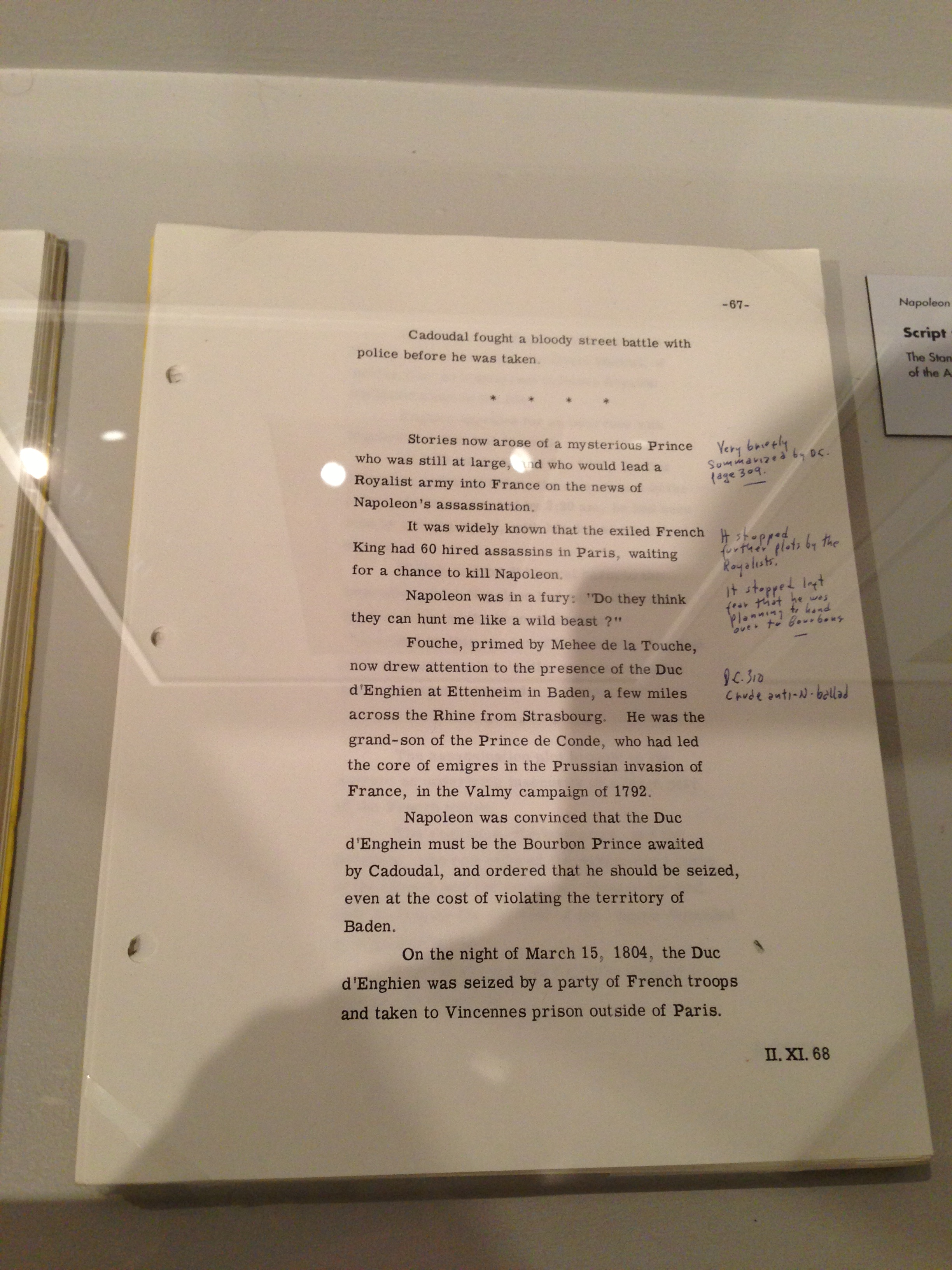
نسخه‌ای از فیلم‌نامه ناپلئون که دست‌خط کوبریک در آن قابل مشاهده است.

پس از ۲۰۰۱: ادیسهٔ فضایی (۱۹۶۸)، کوبریک تصمیم گرفت به سراغ رؤیای قدیمی خود رفته و یک فیلم زندگی‌نامه‌ای بر اساس شخصیت ناپلئون بناپارت بسازد. او مجذوب روند خود ویرانگری زندگی این رهبری فرانسوی و سرگذشت او شده بود. کوبریک دو سال کامل را صرف مطالعه و تحقیق دربارهٔ ناپلئون کرد. صدها کتاب دربارهٔ او خواند و حتی به نامه‌ها و دست‌خط‌های شخصی به جا مانده از او و مجموعه مقالات و کتاب‌های گمنامی که دربارهٔ خصوصیات شخصی وی نوشته شده بودند دسترسی پیدا کرد. تحقیقات کوبریک تنها محدود به زندگی ناپلئون نبود و او دربارهٔ جزئیات کل تاریخ امپراتوری فرانسه پژوهش کرد. کوبریک همچنین تمامی فیلم‌ها و آثار تصویری که تا آن زمان دربارهٔ ناپلئون ساخته شده بودند را تماشا کرد اما به نظرش هیچ‌کدام از آن‌ها جذاب نبودند. حتی فیلم کلاسیک فرانسوی ناپلئون (۱۹۲۷) ساخته ابل گانس که بسیاری از منتقدان آن را شاهکار توصیف کرده بودند نتوانست نظر کوبریک را جلب کند. کوبریک معتقد بود که برداشت گانس از زندگی ناپلئون «حقیقتاً مزخرف» است. لوبروتور، نویسنده کتاب زندگی‌نامه کوبریک، دلیل علاقه او به اقتباس از زندگی ناپلئون را اینگونه توضیح داده است: «زندگی ناپلئون سوژه‌ای کاملاً ایده‌ال برای استنلی بود چون او به عنوان رهبری کمال‌گرا به کنترل، قدرت، وسواس، استراتژی و نظامی‌گیری علاقه داشت. شدت و عمق روانشناختی ناپلئون، نبوغ لجستیکی او، و همچنین جنگ، سکس و ذات شریر انسان همگی مفاهیم مورد علاقه کوبریک بودند که زندگی ناپلئون با آن‌ها پیوند خورده بود.»
کوبریک نسخه اولیه فیلم‌نامه ناپلئون را در سال ۱۹۶۱ به پایان رسانده بود. از یادداشت‌های و پیش‌نویس‌های به جا مانده از کوبریک می‌توان فهمید که او قصد داشته فیلمی حماسی دربارهٔ فردی بسازد که دچار بزرگ‌نمایی است. یادداشت‌های کوبریک نشان می‌دهد او برنامه داشته تا ۴۰ هزار سیاهی‌لشکر به عنوان پیاده‌نظام و ۱۰ هزار سیاهی لشکر به عنوان سواره‌نظام را در یک صحنه مشترک به نمایش درآورد. کوبریک قصد داشت نیروهای نظامی یک کشور کامل را برای ساخت فیلم استخدام کند. او نبردهای دوران ناپلئون را به «باله‌ای بزرگ، سریع و مرگبار» توصیف کرده بود که «درخششی زیبایی‌شناختی» دارند و برای درک بزرگی آن نیازی به داشتن یک ذهن نظامی نیست. او می‌خواست این نبردها تا حد امکان به شکل اصیل روی پرده بازسازی شوند. کوبریک تیم‌های تحقیقاتی را جهت شناسایی مکان‌های مناسب برای فیلم‌برداری به سراسر اروپا؛ از جمله فرانسه و رومانی فرستاد. کوبریک همچنین از اندرو برکین که دستیار او در ۲۰۰۱: ادیسه فضایی بود درخواست کرد به جزیره الب، سلاوکوف و برنا و واترلو رفته و هزاران عکس از آن مکان‌ها ثبت کند تا او بتواند در ادامه روند پژوهش از آن‌ها استفاده کند. کوبریک قصد داشت ستارگان بزرگ را برای نقش‌های فیلم انتخاب کند. برای مثال آدری هپبورن انتخاب نخست او برای نقش ژوزفین بوآرنه بود اما هپبورن که در آن دوران نیمه‌بازنشسته شده بود این پیشنهاد را رد کرد. دیوید همینگز و ایان هولم از گزینه‌های ابتدایی کوبریک برای ایفای نقش ناپلئون بودند اما در نهایت جک نیکلسون بود که نقش را به دست آورد. پس از وقفه‌های طولانی و سال‌ها صبر، سرانجام به نظر می‌رسید که همه چیز در سال ۱۹۶۹ برای تولید فیلم آماده است اما ناگهان مترو گلدوین میر که قرار بود سرمایه پروژه را تأمین کند از این کار انصراف داد و تولید فیلم لغو شد. شکست تجاری و استقبال ضعیف از فیلم واترلو (۱۹۷۰) که موضوع آن دربارهٔ نبرد واترلو و زندگی ناپلئون بناپارت باعث شد مدیران مترو گلدوین میر به این نتیجه برسند که مردم علاقه‌ای به تماشای فیلمی دربارهٔ زندگی ناپلئون را ندارند. علاوه بر این مسئله، هزینه بسیار بالای فیلم کوبریک هم یکی دیگر از دلایلی بود که استودیو را وادار به لغو پروژه کرد.
در سال ۲۰۱۱، انتشارات تاشن، کتابی تحت عنوان ناپلئون به روایت استنلی کوبریک: بزرگ‌ترین فیلمی که هرگز ساخته نشد را روانه بازار کرد. در این کتاب بسیار بزرگ و سنگین، تمام اسناد به جا مانده از یادداشت‌ها، ایده‌ها و عکس‌ها و منابعی که کوبریک برای ساخت ناپلئون گردآوری کرده بود به چشم می‌خورد. تا به حال افراد مختلفی برای ساخت فیلم‌نامه ناپلئون کوبریک اقدام کرده‌اند. استیون اسپیلبرگ در سال ۲۰۱۳ اعلام کرد که به همراه خانواده کوبریک در تدارک ساخت مینی‌سریالی بر اساس فیلم‌نامه کوبریک است. سه سال بعد و در سال ۲۰۱۶، اچ‌بی‌او ادعای مشابه‌ای کرد و اعلام گردید که مینی‌سریال ناپلئون به کارگردانی کری فوکوناگا تولید خواهد شد اما این اتفاق رخ نداد. در سال ۲۰۱۸، دیوید سریرو که بازیگر و خواننده‌ای فرانسوی است، نمایش‌نامه‌ای بر اساس فیلم‌نامه کوبریک نوشت و آن را در اوت ۲۰۱۸ در نیویورک به روی صحنه برد. او خودش در این نمایش نقش ناپلئون را ایفا کرد. در فوریه ۲۰۲۳، اسپیلبرگ اعلام کرد که اقتباس او از فیلم‌نامه ناپلئون هنوز هم در مرحله تولید است و در قالب مینی‌سریالی هفت قسمتی از اچ‌بی‌او پخش خواهد شد.

### دیگر پروژه‌ها
در دهه ۱۹۵۰، کوبریک به همراه جیمز بی. هریس مشغول طراحی یک مجموعه کمدی موقعیت با بازی ارنی کوواچ شدند. آن‌ها همچنین اقتباس از رمان من ۱۶ میلیون دلار را دزدیدم نوشته هربرت امرسون ویلسون را توسعه دادند اما هیچ‌کدام از این دو پروژه به مرحله تولید نرسید. تونی فروین که برای مدت طولانی به عنوان دستیار کارگردان در کنار کوبریک فعالیت کرده بود در مصاحبه‌ای که سال ۲۰۱۳ در آتلانتیک منتشر شد ادعا کرد که کوبریک برای مدت طولانی علاقه داشته فیلمی با محوریت حزب نازی بسازد اما موفق نشده داستان مناسب را پیدا کند. طبق گزارش‌ها، کوبریک پس از مدتی تصمیم گرفته فیلمی دربارهٔ دیتریش شولتز کوهن ملقب به «دکتر جاز» را کارگردانی کند. کوهن یک افسر نازی بود که به عنوان مجری برنامه رادیویی به نقد صنعت موسیقی در دوران آلمان نازی می‌پرداخت. پس از ساخت غلاف تمام‌فلزی (۱۹۸۷)، کوبریک کتابی تحت عنوان تاب خوردن زیر نازی‌ها نوشته مایک زورین را دریافت کرد که در ارتباط با زندگی کوهن بود اما فرایند اقتباس از این رمان هرگز حتی آغاز هم نشد.
مدارک آریایی نام دیگر پروژه نیمه‌کاره کوبریک بود که او قصد داشت فیلم‌نامه آن را بر اساس رمان خودزندگی‌نامه دروغ‌های زمان جنگ نوشته لوئیس بگلی اقتباس کند. داستان این رمان که در لهستان و در سال‌های اشغال نازی‌ها اتفاق می‌افتد، دربارهٔ دو عضو خانواده‌ای یهودی از طبقه متوسط روبه‌بالا است که با پذیرفتن هویت کاتولیک تلاش می‌کنند از هولوکاست جان سالم به در ببرند. کوبریک از اواخر دهه ۷۰ به فکر ساخت فیلمی در ارتباط با هولوکاست افتاد. او فیلم‌نامه‌ای می‌خواست که «ساختاری پیچیده و دراماتیک» داشته باشد و به همین دلیل از ایزاک بشویس سینگر درخواست کرد در نوشتن فیلم‌نامه به او کمک کند اما سینگر با گفتن جمله «من چیزی از هولوکاست نمی‌دانم» این پیشنهاد کوبریک را رد کرد. کار روی این پروژه کوبریک را افسرده کرد بود و او از اینکه نمی‌تواند قصه را پیش ببرد ناراحت و کلافه بود. در نهایت، کوبریک با تماشای فیلم فهرست شیندلر (۱۹۹۳) به این نتیجه رسید که اسپیلبرگ تمامی جنبه‌های مهم هولوکاست را پوشش داده و دیگری چیزی نمانده که او بخواهد دربارهٔ آن فیلم بسازد. در سال ۲۰۲۰، گزارش شد که لوکا گوادانینو به دنبال ساخت فیلم نیمه‌تمام کوبریک است و قصد دارد از پیش‌نویس‌ها و طرح‌های باقی‌مانده او برای تولید فیلم استفاده کند. پیش از گوادانینو، فیلم‌سازانی همچون انگ لی و رومن پولانسکی برای ساخت پروژه کوبریک گام برداشته بودند اما فیلم‌های هیچ‌کدام به نتیجه نرسیده بود.
بر طبق ادعای جان بکستر که کتاب استنلی کوبریک: یک زندگینامه (۱۹۹۷) را نگارش کرده، کوبریک علاقه داشته تا بر اساس کتاب طنز فیلم آبی نوشته تری ساوترن یک فیلم پورنو کارگردانی کند. داستان این رمان طنز که لحنی گزنده و انتقادی با مایه‌های سیاسی دارد دربارهٔ یک کارگردان سینمای هنری و روشنفکر است که تصمیم می‌گیرد یک فیلم پورنوی عظیم با بودجه بسیار بالا و با حضور ستارگان بزرگ سینما تولید کند. بکستر ادعا می‌کند که کوبریک به این نتیجه رسید که صبر و خلق‌وخوی لازم برای ورود به صنعت پورنو را ندارد. ساوترن نیز اشاره کرد که کوبریک در مورد مسائل جنسی «بیش از حد محافظه‌کار» بود تا چنین پروژه‌ای را عملی کند. با این حال علاقه کوبریک به رمان باعث شد که برخی از المان‌های آن را در پرتقال کوکی (۱۹۷۱) به کار ببرد. او همچنین از ساوترن برای نوشتن فیلم‌نامه دکتر استرنجلاو (۱۹۶۴) دعوت به همکاری کرد.
دیگر پروژه نیمه‌تمام کوبریک مربوط می‌شود به اقتباس او از رمان آونگ فوکو (۱۹۸۸) نوشته اومبرتو اکو اما این پروژه هم به سرانجام نرسید زیرا اکو پس از تماشای فیلم نام گل سرخ (۱۹۸۶) که از دیگر رمان او اقتباس شده بود تصمیم گرفت هرگز اجازه ندهد بر اساس رمان‌هایش فیلمی بسازند زیرا معتقد بود این اقتباس‌ها، ارزش ادبی کار او را نابود می‌کنند. پس از مرگ کوبریک، اکو اعلام کرد که از تصمیم خود پشیمان است. همچنین طبق گزارش‌ها، گروه موسیقی بیتلز که رابطه بسیار خوبی با کوبریک داشتند تلاش کردند او را قانع کنند تا بر اساس رمان ارباب حلقه‌ها که اثر مشهور جی. آر. آر. تالکین است یک اقتباس سینمایی کارگردانی کند اما کوبریک علاقه‌ای به این کار نشان نداد.

## ریشه‌ها و الگوها
«هر شخصی که افتخار کارگردانی داشته، این را می‌داند که ساختن فیلم شبیه به نوشتن رمان جنگ و صلح است در حالی که سوار بر ماشین‌های تندروی شهربازی هستید اما وقتی همه چیز درست پیش برود، کمتر لذتی در زندگی با آن احساس قابل مقایسه است»

—سخنان کوبریک دربارهٔ لذتش از فیلم‌سازی پس از دریافت جایزه یک عمر دستاورد هنری در انجمن صنفی کارگردانان آمریکا
کوبریک در دوران جوانی شیفته آثار فیلم‌سازان شوروی، به خصوص سرگئی آیزنشتاین و وسیوالاد پودوفکین بود. او عمیقاً تحت‌تاثیر نکاتی قرار گرفته بود که پودوفکین در کتاب «تکنیک فیلم» بیان کرده بود. پودوفکین که سهم عمده‌ای در پیشبرد نظری جنبش مونتاژ شوروی داشت معتقد بود که تدوین خوب قادر است یک فیلم را تبدیل به یک اثر هنری بی‌همتا و خالص کند و باید از این تکنیک‌ها برای بهره‌گیری کامل از این رسانه استفاده کرد. کوبریک برای سال‌ها، خواندن کتاب پودوفکین و پیروی از نظریات او را به دیگران توصیه می‌کرد. تامس نلسون این کتاب را «بزرگ‌ترین تأثیر هر اثر مکتوب بر تکامل زیبایی‌شناسی شخصی کوبریک» توصیف کرده است. کوبریک همچنین در امر کارگردانی بسیار تحت‌تاثیر نظریات کنستانتین استانیسلاوسکی قرار داشت و معتقد بود که شناخت روش‌های او برای درک اصول اولیه کارگردانی الزامی است.

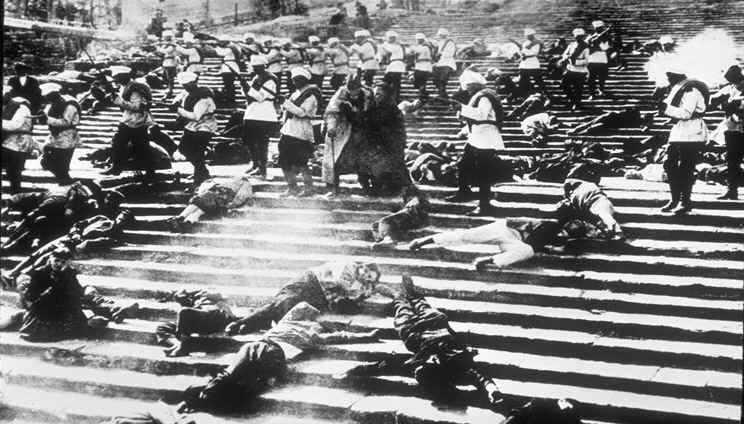
نمایی از صحنه قتل‌عام مردم توسط سربازان تزاری بر پلکان‌های پوتمکین از فیلم رزم‌ناو پوتمکین (۱۹۲۵) ساخته سرگئی آیزنشتاین که کوبریک به طرز افراطی به آن علاقه داشت.

خانواده کوبریک و بسیاری از منتقدان معتقد بودند که پیشینه یهودی او ممکن است در شکل‌گیری جهان‌بینی و جنبه‌هایی از فیلم‌هایش تأثیرگذار بوده باشد. پس از مرگ کوبریک، کریستین ویویان کوبریک که همسر و دختر او هستند اعلام کردند که کوبریک در زمان حیات، آدم مذهبی نبود اما ابداً یهودیت خود را انکار نمی‌کرد. ویویان باور دارد چندین سال تلاش پدرش برای ساخت پروژه نیمه‌تمام مدارک آریایی که داستان آن دربارهٔ هولوکاست بود ثابت می‌کند یهودیت آنقدر برای کوبریک موضوع مهمی بوده که تحقیقات گسترده‌ای پیرامون انجام دهد. طبق گزارش‌ها، کوبریک با یهودیان ارتباط خوب و نزدیکی داشت. بیش‌تر دوستان عکاس و فیلم‌ساز او که در جوانی با آن‌ها آشنا شده بود تباری یهودی داشتند. همچنین همسر نخست و دوم کوبریک، مهاجر اروپایی-یهودی بودند. فردریک رافائل، فیلم‌نامه‌نویس بریتانیایی که در سال‌های آخر کوبریک ارتباط نزدیکی با او داشت دربارهٔ او گفته است: «تلاش برای درک استنلی کوبریک بدون در نظر گرفتن یهودیت به عنوان جنبه‌ای بنیادین از ذهنیت او، امری پوچ است.» رافائل معتقد است که اصالت فیلم‌های کوبریک تا حدی به این دلیل بود که او «احترامی (یهودی؟) برای دانشمندان قائل بود.»
الکساندر واکر خاطرنشان می‌کند که کوبریک تحت تأثیر سبک «دوربین روان» و حرکت‌های پیوستهٔ آثار ماکس افولس قرار داشت و از این تکنیک‌ها در بسیاری از فیلم‌هایش؛ از جمله راه‌های افتخار، ۲۰۰۱: ادیسه فضایی و درخشش استفاده کرد. کوبریک در توصیف سبک خاص فیلم‌برداری افولس گفته بود: «دوربین در فیلم‌های ماکس افولس مرز و محدودیت ندارد. دوربین او از هر دیوار و کفی عبور می‌کند.» کوبریک در طی مصاحبه‌ای، فیلم لذت (۱۹۵۲) به کارگردانی افولس را به عنوان یکی از فیلم‌های مورد علاقه خود معرفی کرده بود. جان ویکمن محقق و تاریخدان سینما توضیح داده که خود افولس این تکنیک و حرکت دوربین را از آناتول لیتواک یادگرفته است. افولس در دهه ۱۹۳۰، دستیار لیتواک بود: «فیلم‌های آناتول لیتواک مملو از حرکت‌های دوربین، پن‌ها و نماهای عمیقی بود که بعدها به امضای بصری ماکس اوفولس تبدیل شد.» جفری کاکس باور داشت کوبریک فقط از نظر حرکت دوربین تحت تأثیر ماکس اوفولس نبوده و در جنبه‌های دیگر نیز از او الهام گرفته است: «داستان‌های اوفولس دربارهٔ عشق‌های نافرجام و دغدغه‌اش نسبت به مردان هوس‌باز که تبدیل به شکارچی می‌شوند مشخصا روی کوبریک تأثیر زیادی داشته است.» مایکل هر چندان با نظر کاکس موافق نبود. از نظر او علاقه کوبریک به سویه‌های تاریک زندگی بشر ریشه در علاقه او به آثار گئورگ ویلهلم پابست داشت. پابست پیش‌تر تلاش کرده بود تا رمان آلمانی داستان رؤیایی (۱۹۲۶) نوشته آرتور شنیتسلر را تبدیل به اقتباس سینمایی کند اما در این کار موفق نشد. این همان رمانی است که کوبریک بر اساس آن، فیلم چشمان کاملاً بسته را کارگردانی کرد. هر از این اتفاق نتیجه گرفته که ذهنیت کوبریک به پابست بسیار نزدیک بوده. نظریه‌پرداز فیلم و تاریخدان سینما آمریکایی، رابرت کالکر در اظهار نظری متفاوت اشاره کرد که سبک بصری و کارگردانی کوبریک الهام گرفته از سبک فیلم‌برداری آثار اورسن ولز است. وینسنت لوبروتور اشاره می‌کند که کوبریک با سینمای ولز احساس همذات‌پنداری می‌کرد و در هنگام کارگردانی کشتن (۱۹۵۶) تحت‌تاثیر جنس نورپردازی و فیلم‌برداری کارهای او بوده: «استفاده از نماهایی دیدگاه شخصیت‌های مختلف، نماها و زاویه‌های باز و نقطه فوکوس‌های عمیق همگی مواردی هستند که سینمای اورسن ولز به دنیای کوبریک وارد شدند.»
کوبریک از طرفداران اینگمار برگمان بود و کارهای او را ستایش می‌کرد. کوبریک در نامه خود به فیلم‌ساز مطرح سوئدی نوشته بود: «نگرش شما به زندگی مرا عمیقاً تحت تأثیر قرار داده، بیش از هر فیلم دیگری که تا به حال دیده‌ام. معتقدم شما بزرگ‌ترین فیلمساز عصر حاضر هستید [...]، بی‌همتا در خلق فضا و حال‌وهوا، ظرافت اجرا، پرهیز از پیش‌پاافتادگی، و صداقت و کمال در شخصیت‌پردازی. به این‌ها باید تمام عناصر دیگرِ ساخت یک فیلم را نیز افزود [...] من با اشتیاق فراوان منتظر هر یک از فیلم‌های آینده‌تان خواهم ماند.»

کوبریک در مصاحبه‌ای که سال ۱۹۶۳ در مجله آمریکایی «سینما» چاپ شد، فیلم ولگردها (۱۹۵۳) به کارگردانی فدریکو فلینی را در رتبه نخست آثار مورد علاقه خود قرار داد.

## سبک فیلم‌سازی

### فلسفه
فیلم‌های کوبریک معمولاً بازتابی از کشمکش‌های درونی هستند که از زوایای مختلف بررسی می‌شوند. او بسیار مراقب بود که برداشت شخصی خود از داستان و درون‌مایه آن را به فیلم‌هایش و تماشاگر تحمیل نکند و راه را برای تفسیر مخاطب باز بگذارد. او در مصاحبه‌ای در سال ۱۹۶۰ با رابرت اِمت جینا جونیور این موضوع را چنین توضیح داد:
یکی از چیزهایی که همیشه پس از اتمام یک فیلم، برایم بسیار دشوار است، وقتی است که یک نویسنده یا منتقد فیلم می‌پرسد «خب، دقیقاً می‌خواستی چه چیزی را در این فیلم بیان کنی؟» دوست دارم در این لحظه بدون اینکه بیش از حد گستاخ به نظر برسم، همان چیزی را بگویم که تی. اس. الیوت در پاسخ به پرسشی مشابه که دربارهٔ سرزمین هرز مطرح شد گفته بود: «منظورم همان بود که در اثر گفتم!»... اگر می‌توانستم همین جمله جور دیگری بگویم، حتماً می‌گفتم!
کوبریک درک فیلم‌هایش را به موسیقی عامه‌پسند تشبیه می‌کرد و معتقد بود همان‌طور که یک آهنگ از گروه موسیقی بیتلز می‌تواند هم برای راننده کامیونی در آلاباما و هم برای روشنفکری جوان که در دانشگاه کمبریج درس می‌خواند؛ جذاب باشد (صرف‌نظر از پیشینه یا سطح فکری آن‌ها)، فیلم‌های او نیز می‌توانند در سطوح مختلفی توسط مردم درک شوند. او در این باره گفته: «احساسات و ناخودآگاه انسان‌ها بسیار بیش‌تر از هوش آن‌ها به یکدیگر نزدیک است.» کوبریک باور داشت که واکنش عاطفی ناخودآگاه مخاطب در رسانه سینما، به مراتب قوی‌تر از هر شکل سنتی کلامی است. به همین دلیل، اغلب در فیلم‌هایش به تصاویر و صداها بیش از دیالوگ‌ها تکیه می‌کرد و سکانس‌های طولانی بدون گفت‌وگو را به صحنه‌های دیالوگ‌دار ترجیح می‌داد. او در مصاحبه‌ای که سال ۱۹۷۵ در مجله تایم به چاپ رسیده گفته: «ماهیت فرم دراماتیک این است که اجازه دهی یک ایده بدون بیان صریح، به مخاطب منتقل شود. وقتی چیزی را مستقیماً می‌گویی، به اندازه‌ای زمانی که مردم خودشان آن را کشف کنند قدرتمند نیست.» کوبریک در ادامه افزود: «واقع‌گرایی احتمالاً بهترین راه برای نمایش چالش‌های زندگی و ایده‌های روزمره است در حالی که فانتزی ممکن است برای پرداختن به موضوعاتی که عمدتاً در ناخودآگاه نهفته‌اند، مناسب‌تر باشد.»

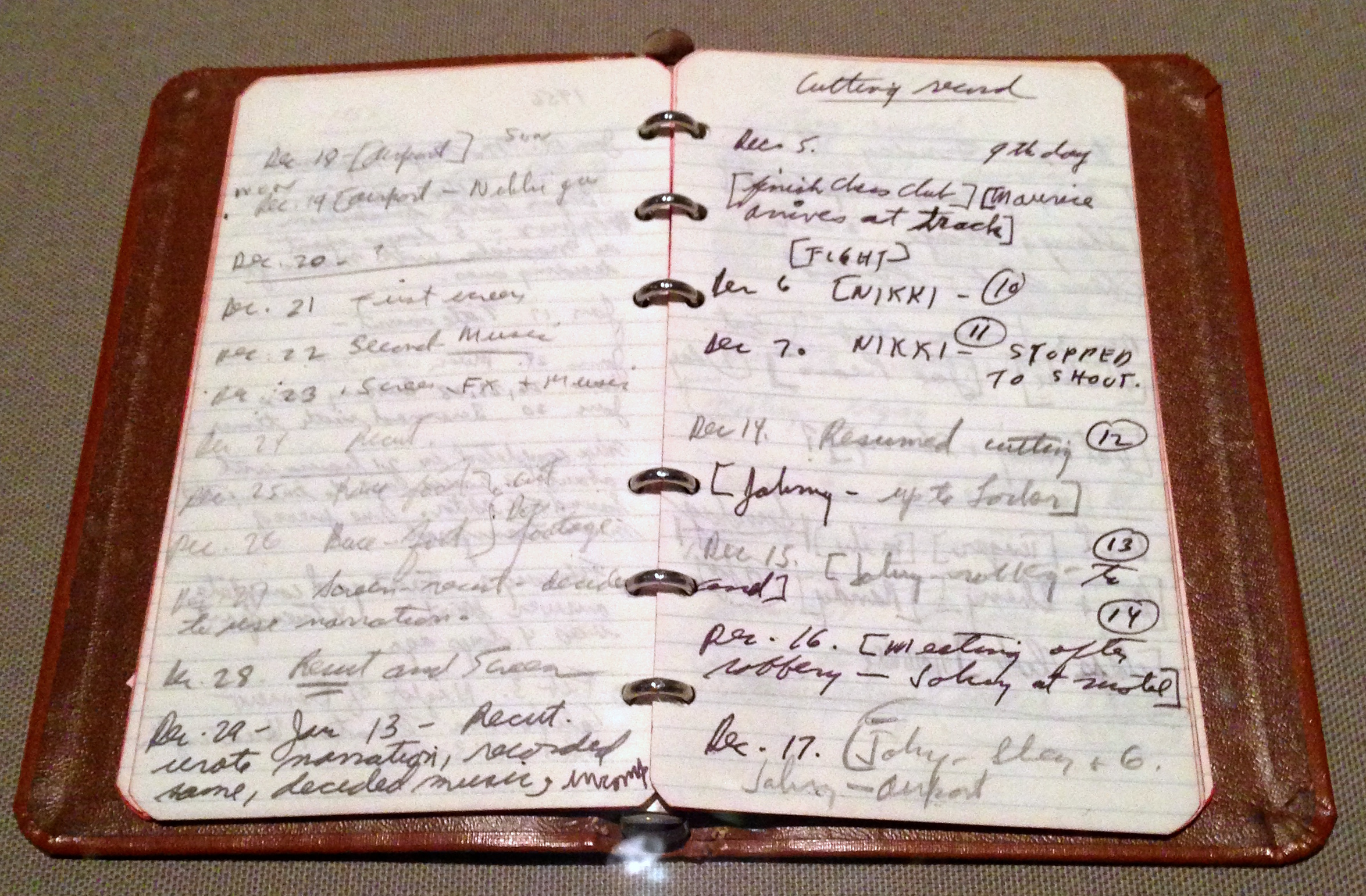
دفترچه شخصی کوبریک که یادداشت‌های او در سر صحنه کشتن در آن ثبت شده است.

دایان جانسون که یکی از نویسندگان فیلم‌نامه درخشش است گفته: «کوبریک همیشه می‌گفت اقتباس از یک کتاب بهتر از نوشتن فیلمنامه‌ای اصیل است. او معتقد بود باید اثری را انتخاب کرد که شاهکار نباشد تا بتوان آن را بهبود بخشید و تغییراتی در آن داد. کوبریک برای همه فیلم‌های خود همین کار را کرد؛ البته به غیر از لولیتا که بر اساس رمانی بسیار مشهور نوشته شد.» وقتی کوبریک موضوعی را برای ساخت فیلم انتخاب می‌کرد، به جنبه‌های متعددی توجه داشت و همیشه فیلم‌هایی می‌ساخت که «برای هر نوع بیننده‌ای، فارغ از انتظاراتشان از سینما، جذاب باشد.» یان هارلن دربارهٔ این ویژگی کوبریک گفته: «استنلی می‌خواست فیلم‌هایی دربارهٔ مسائل مهم بسازد، آثاری که نه‌تنها فرم، بلکه محتوای عمیقی داشته باشند.» کوبریک معتقد بود که مخاطبان اغلب به «معماها و تمثیل‌ها» جذب می‌شوند و فیلم‌هایی که همه چیز در آن‌ها به وضوح توضیح داده شده باشد را دوست ندارند.
موضوعات میل جنسی در انسان و سکس در فیلم‌های کوبریک، معمولاً خارج از چارچوب روابط زناشویی و در موقعیت‌های خصمانه به تصویر کشیده می‌شود. جان بکستر در این مورد گفته: «کوبریک در فیلم‌های خود کوچه‌های پنهان و خشن تجربه جنسی را کاوش می‌کند. مواردی همچون تماشاگری جنسی، سلطه‌گری و سلطه‌پذیری، بانداج و تجاوز.» بکستر همچنین خاطرنشان می‌کند: «فیلم‌هایی مانند پرتقال کوکی به شدت همجنس‌گرایانه هستند، از صحنه‌های الکس که در آپارتمان والدینش در لباس زیر مردانه راه می‌رود گرفته تا چشم‌های او که با مژه‌های مصنوعی عروسک‌وار آرایش شده و پذیرش معصومانهٔ پیشنهادهای جنسی دلتروید (اوبری موریس)، مشاور اصلاحی‌اش. در حقیقت، پرتقال کوکی بسیار تحت تأثیر فیلم تشییع جنازه گل‌های رز (۱۹۶۹) ساخته توشیو ماتسوموتو قرار دارد که نقطه عطفی در سینمای کوئیر محسوب می‌شود. کوبریک بارها این را تماشا کرده بود.» آدریان ترنر که نویسنده و منتقد فیلم اهل انگلستان بود دربارهٔ فیلم‌های کوبریک گفته: «به نظر می‌رسد فیلم‌های کوبریک دربارهٔ جنسی از شرارت صحبت می‌کنند که هم جهانی است و هم موروثی!» مالکوم مک‌داول که نقش الکس را در پرتقال کوکی ایفا کرده نیز گفته است: «کوبریک دوست داشت ثابت کند که بالاتر از سیاهی نیز رنگی هست و این کار را با زبان طنز انجام می‌داد. او دیدگاه من به بشریت را زیر سؤال برد.» مک‌داول ادامه می‌دهد: «برخی از فیلم‌های کوبریک هجویه‌ها و کمدی‌های سیاه آشکاری بودند، مانند لولیتا و دکتر استرنجلاو اما بسیاری دیگر فیلم‌های دیگر او نیز حاوی عناصر کمتر دیده‌شده‌ای از هجو یا کنایه بودند. فیلم‌های او غیرقابل پیش‌بینی هستند و دوگانگی و تناقض‌هایی را که در همه ما وجود دارد بررسی می‌کنند.» میشل سیمو اشاره می‌کند که کوبریک چگونه اغلب سعی می‌کرد با ایجاد حال‌وهوایی کاملاً متفاوت از یک فیلم به فیلم دیگر، انتظارات مخاطب را برهم بزند و تأکید می‌کند که او تقریباً «وسواس داشت که خودش را نقض کند، هر فیلم جدید او نقدی بر اثر قبلی خودش است.» خود کوبریک دربارهٔ این موضوع گفت: «هیچ الگوی از پیش تعیین‌شده‌ای برای داستان‌هایی که انتخاب کرده‌ام تا فیلم بسازم، وجود ندارد. تنها عاملی که هر بار تأثیرگذار بوده این است که سعی می‌کنم خودم را تکرار نکنم.» این ویژگی احتمالاً توضیح می‌دهد که چرا فیلم‌های کوبریک در ابتدای اکران با واکنش‌های مختلف منتقدان مواجه شده و دو دستگی میان آن‌ها ایجاد می‌کرد. راه‌های افتخار تنها فیلم کوبریک است که نقدهای زمان اکران آن همگی مثبت بود. بقیه آثار او با حاشیه و چند دستگی نظرات مواجه شد و به مرور زمان نقدهای مثبت پیرامون‌ها افزایش پیدا کرد.

### نویسندگی و توسعه صحنه

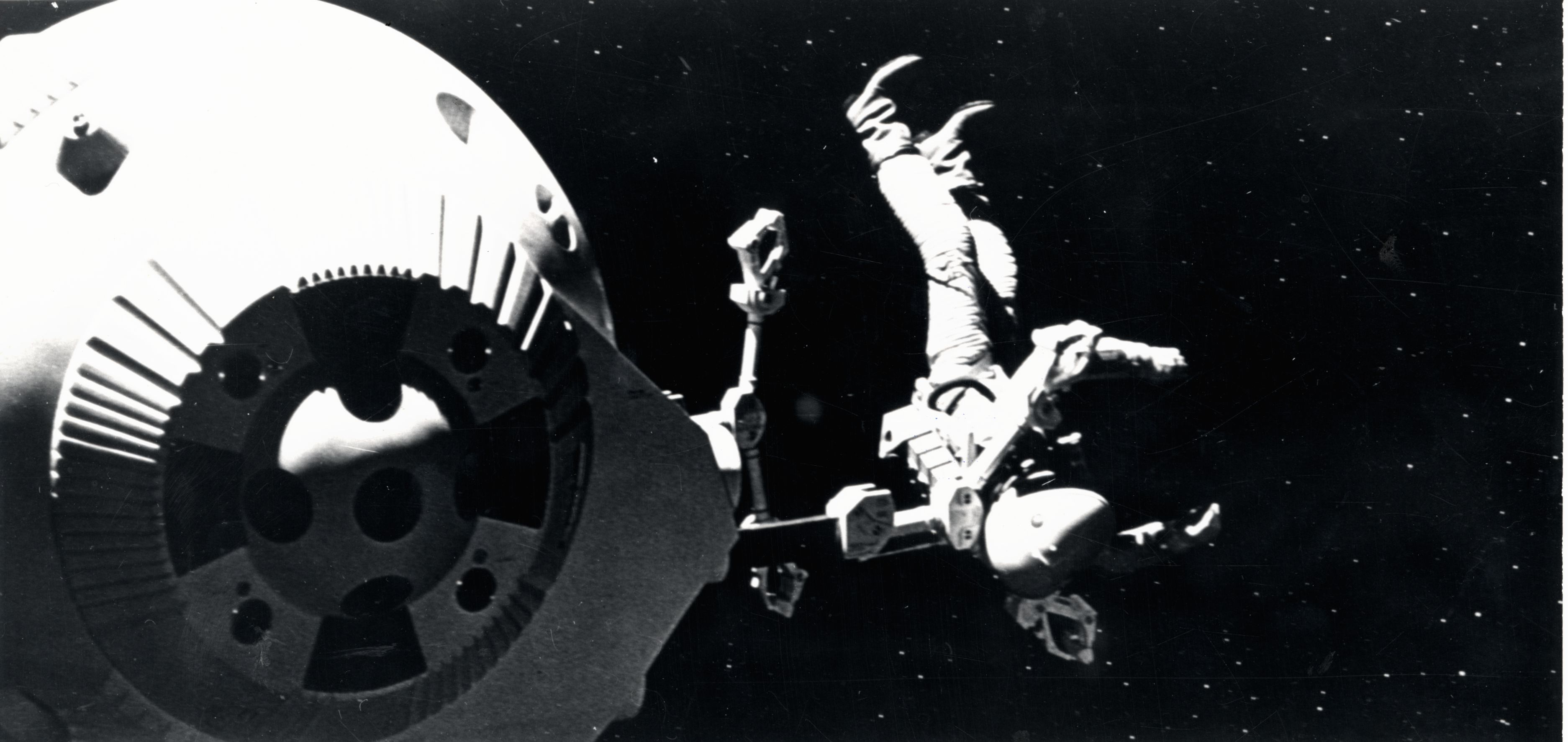
نمایی از ۲۰۰۱: ادیسهٔ فضایی که پیچیده‌ترین صحنه‌پردازی را در میان آثار کوبریک دارد.

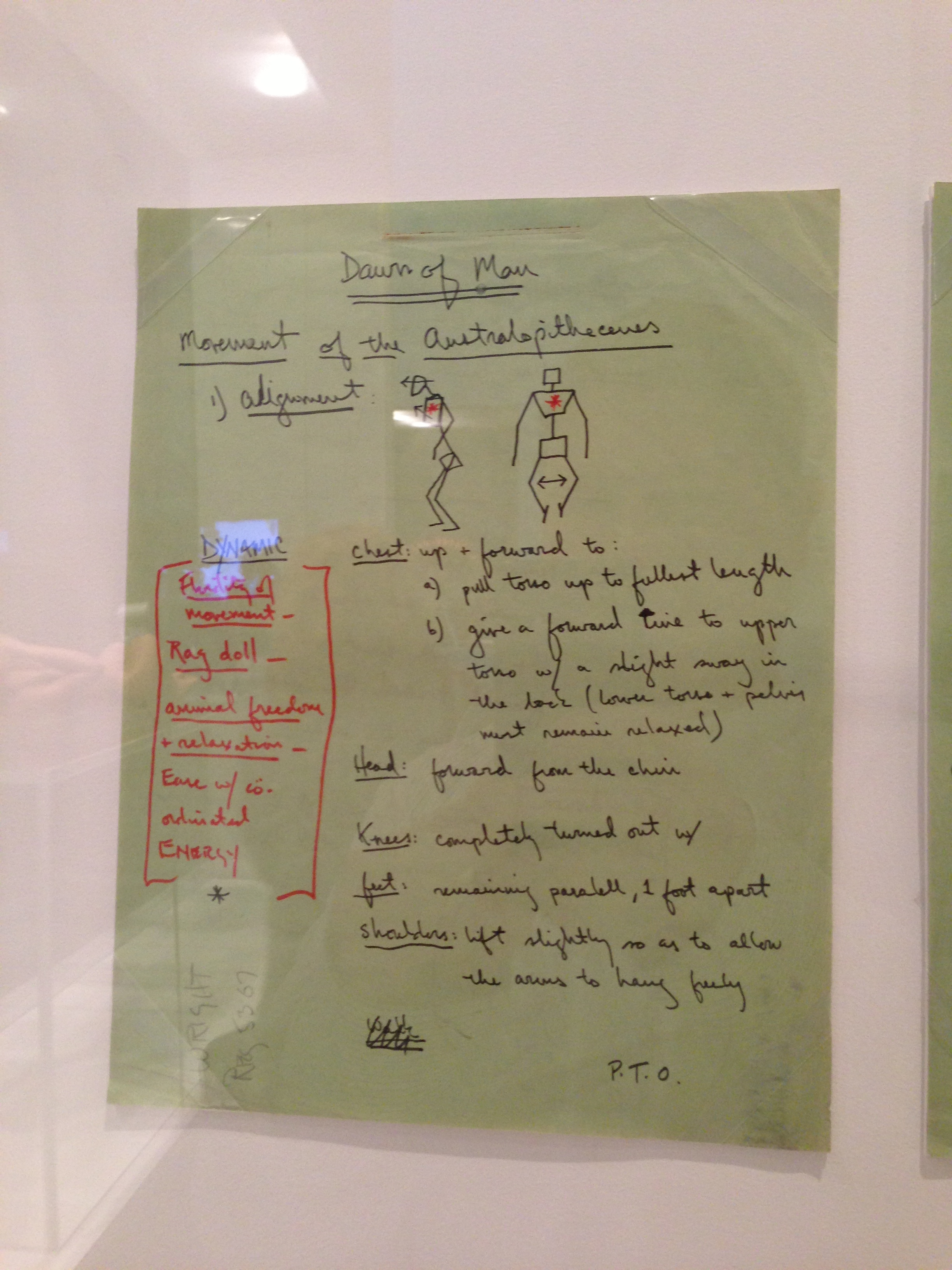
کاغذی که کوبریک نکاتی را دربارهٔ صحنه‌پردازی ۲۰۰۱: ادیسه فضایی در آن یادداشت کرده است.

پاتریک وبستر که یک پژوهشگر فیلم آمریکایی است، روش‌های کوبریک در نوشتن و توسعه صحنه‌ها را با نظریه کلاسیک مؤلف کارگردانی همسو می‌داند که امکان همکاری و بداهه‌پردازی با بازیگران در حین فیلمبرداری را فراهم می‌کرد. مالکوم مک‌داول به یاد می‌آورد که کوبریک در بحث‌هایشان بر همکاری تأکید داشت و به او اجازه می‌داد صحنه‌ها را بداهه‌پردازی کند: «ما ابتدا بر اساس فیلم‌نامه پیش رفته و آن را دنبال می‌کردیم اما وقتی به نتیجه نمی‌رسیدیم، کوبریک می‌فهمید مشکلی وجود دارد و بعد مجبور بودیم آنقدر تمرین کنیم که یا خسته شویم یا به ایده‌ای جدید برسیم.» وقتی کوبریک از ترکیب‌بندی کلی صحنه مطمئن می‌شد و احساس می‌کرد بازیگران آماده هستند، به جنبه‌های بصری از جمله جایگذاری دوربین و نورپردازی می‌پرداخت. الکساندر واکر دربارهٔ این ویژگی کوبریک گفته: «او از معدود کارگردانانی بود که می‌توانستند به نورپردازان خود به صورت دقیق توضیح بدهد که به دنبال چه چیزی است و می‌خواهد نورها چه احساسی را منعکس کنند.» بکستر معتقد است که کوبریک به شدت تحت تأثیر اجداد خود بوده و همیشه دیدگاهی اروپایی به فیلم‌سازی و هنر داشته که این موضوع، دلیل تحسین او نسبت به هنرمندان اتریشی-مجارستانی از جمله ماکس افولس و ریشارد اشتراوس را توضیح می‌دهد.
گیلبرت ادر در نقد خود بر فیلم غلاف تمام‌فلزی نوشت: «نگرش کوبریک به دیالوگ همواره ماهیتی تقلیل‌گرایانه و جبرگرایانه داشته است. به نظر می‌رسد او زبان را محصول انحصاری شرایط محیطی می‌داند که تنها به میزان بسیار کمی تحت تأثیر مفاهیم ذهنیت و درون‌مایگی، ظرایف و تعدیل‌های بیان شخصی قرار می‌گیرد.» دایان جانسون خاطرنشان می‌کند که اگرچه کوبریک یک «فیلم‌ساز تصویری» بود، اما عاشق کلمات و دیالوگ نیز بود و در رویکردش مانند نویسنده منبع اقتباس بسیار نسبت به خود داستان حساس بود و آن را امری منحصر به فرد می‌دانست. پیش از شروع فیلمبرداری، کوبریک سعی می‌کرد فیلم‌نامه تا حد امکان کامل باشد اما همچنان به خود فضای کافی برای ایجاد تغییرات در حین فیلم‌برداری می‌داد و معتقد بود «بهتر است فضا را برای هر گونه ایده جدیدی دربارهٔ صحنه‌آرایی، دوربین یا حتی دیالوگ باز بگذاریم.» کوبریک در مصاحبه خود با رابرت اِمت جینا جونیور ذکر کرد: «فکر می‌کنم باید کل مسئله روایت داستان را روی آن صفحه نورانی [پرده سینما] در نظر بگیرید. این کار با انتخاب اثر آغاز می‌شود؛ سپس از طریق خلق داستان، صحنه‌آرایی، لباس‌ها، فیلم‌برداری و بازیگری ادامه می‌یابد. پایان ضبط به معنای پایان فیلم نیست. به نظر من تدوین ادامه کارگردانی یک فیلم است و وظیفه فیلم‌ساز این است که با وسواس و انرژی روزهای فیلم‌برداری به سراغ تدوین برود. فکر می‌کنم استفاده از موسیقی، جلوه‌های بصری و در نهایت تیتراژ، همگی بخشی از روایت داستان هستند و برای همین معتقدم تقسیم این وظایف بین افراد مختلف، چیز بسیار بدی است. کارگردان باید خودش در تمام این فرایند، حضور مستقیم و فعال داشته باشد.» این جملات کوبریک، کمال‌گرایی و میل او به کنترل کامل بر تمامی فرایند تولید فیلم را به خوبی نشان می‌دهد. کوبریک همچنین گفت: «به نظر من بهترین طرح داستان، طرحی است که آشکار نباشد. من شروع آرام را دوست دارم، شروعی که زیر پوست تماشاگر برود و آن‌ها را درگیر کند تا بتوانند ظرافت‌های داستانی را درک کرده و از آن لذت ببرند. اینگونه مجبور نیستید با غافلگیری‌های داستانی و ابزارهای تعلیق، تماشاگر را کلافه کند.»
در بررسی فیلمنامه‌نویسی و روایت‌های کوبریک، تحلیل‌های پس از مرگ او معمولاً به سه ویژگی بارز اشاره می‌کنند: «بدگمانی به انسان‌ها» که در آثارش مشهود است، سبکی بی‌آلایش و فاقد احساسات‌گرایی به داستان، و علاقهٔ کمتر به احساسات یا ویژگی‌های شخصیتی خاص شخصیت‌ها. کوئنتین تارانتینو شیوهٔ پرداخت کوبریک به شخصیت‌ها و فیلم‌هایش را «سرد» و منفصل توصیف می‌کند.

### کارگردانی
«بازیگرانی که با استنلی کار می‌کنند، چنان جهنمی را تجربه می‌کنند که هیچ چیز در حرفه‌شان نمی‌توانست آن‌ها را برایش آماده کند. فکر می‌کنند حتماً دیوانه بوده‌اند که وارد این همکاری شده‌اند، قسم می‌خورند که تا زنده‌اند دوباره با آن مرد وسواسی و دیوانه کار نخواهند کرد… اما وقتی همه چیز تمام می‌شود و خستگی عمیق آن فشار بی‌امان از بین می‌رود، حاضرند هر کاری بکنند تا دوباره برایش کار کنند. برای باقی عمر حرفه‌ای‌شان، آرزوی کار با کسی را می‌کنند که مانند استنلی دغدغه‌مند باشد، کسی که از او بتوانند یاد بگیرند. به دنبال کسی می‌گردند که همان احترامی را برایش قائل باشند که برای استنلی قائل شده‌اند، اما هرگز کسی را پیدا نمی‌کنند… این داستان را بارها شنیده‌ام.»

—سخنان مایکل هر دربارهٔ نحوه کار کوبریک با بازیگران. هر یکی از دو فیلم‌نامه‌نویس غلاف تمام‌فلزی بود.
مشهورترین عادت کوبریک در امر کارگردانی، ضبط برداشت‌های پیاپی او از تمامی صحنه‌های فیلم بود. کوبریک آنقدر یک صحنه و نما را ضبط می‌کرد تا به رضایت کامل برسد. این عادت او در روند استاندارد تولید فیلم ابداً عادی نبود و فشار فیزیکی و روانی بسیار زیادی به بازیگران و عوامل وارد می‌کرد. به همین دلیل بود که فیلم‌های کوبریک، زمان تولید بسیار طولانی داشتند. طبق گفته جک نیکلسون، کوبریک ضبط حداقل ۵۰ برداشت از هر صحنه را ضروری می‌دانست وگرنه احساس کم‌کاری و ضعف می‌کرد. نیکول کیدمن می‌گوید کوبریک معتقد بوده بازیگر به صورت ذاتی، فردی خودآگاه است و این خودآگاهی چیزی بود که کوبریک به وسیله برداشت‌های زیاد تلاش می‌کرد از شر آن خلاص شود. کیدمن در ادامه گفت: «کوبریک تلاش داشت با برداشت‌های زیاد، افکار آگاهانه بازیگر دربارهٔ تکنیک را سرکوب کند. کوبریک از این که بتواند از چشمان بازیگر متوجه شود او برای بازی و گفتن دیالوگ‌هایش تمرکز کرده متنفر بود. معتقد بود این تمرکز در چشم‌های بازیگر مشخص است و بازی را مصنوعی می‌کند. در نتیجه او با برداشت‌های متعدد به بازیگر این امکان را می‌داد که از خودآگاهی اولیه و تمام آموزش‌های بازیگری عبور کرده و به لایه‌ای عمیق‌تر از شخصیت برسد.» سخنان کوبریک، تحلیل کیدمن از دلیل علاقه او به برداشت‌های زیاد را تأیید می‌کند: «بازیگران در اصل ابزارهایی برای تولید احساس هستند. برخی همیشه آماده و کوک شده‌اند، در حالی که برخی دیگر در یک برداشت به اوج فوق‌العاده‌ای می‌رسند و هرچه تلاش کنند، هرگز دوباره به آن سطح نخواهند رسید.»
اگرچه برخی منتقدان تعداد بالای برداشت‌های کوبریک را غیرمنطقی می‌دانستند اما خود او باور داشت بازیگران نه در تمرین بلکه هنگام فیلم‌برداری بهترین عملکرد را دارند: «وقتی فیلم می‌سازی، چند روز طول می‌کشد تا به حضور گروه عادت کنی، مثل این است که جلوی پنجاه نفر لباس از تن در بیاوری. وقتی به آن‌ها عادت کردی، حضور حتی یک نفر اضافه در صحنه، هماهنگی را به هم می‌زند و خودآگاهی بازیگران را افزایش می‌دهد.»
وقتی در جریان مصاحبه‌ای که در سال ۱۹۸۷ در رولینگ استون به چاپ رسید از کوبریک دربارهٔ عادت او درگرفتن برداشت‌های زیاد سؤال پرسیده شد، وی گفت که در این مورد بسیار اغراق شده و او همیشه این کار را انجام نمی‌دهد: «این اتفاق زمانی رخ می‌دهد که بازیگران آماده نیستند. شما نمی‌توانید بدون دانستن دیالوگ بازی کنید. اگر بازیگران مجبور باشند به کلمات فکر کنند، نمی‌توانند روی احساسات کار کنند؛ بنابراین مجبور می‌شوید ۳۰ بار یک صحنه را ضبط کنید تا به نتیجه برسید اما بعد می‌بینید هنوز هم می‌شود تمرکز را در چشمانشان مشاهده کرد؛ به خاطر این است که آن‌ها دیالوگ‌هایشان را بلد نیستند و دائم تلاش دارند آن را به یاد بیاورند. این مسئله آن‌ها را از بازی دور می‌کند؛ بنابراین فقط به فیلم‌برداری ادامه می‌دهید و امیدوارید بتوانید چیزی را از میان تکه‌تکه برداشت‌ها به دست آورید.». کوبریک در گفتگو با میشل سیمو تأکید کرد: « «یک بازیگر نمی‌تواند هم‌زمان بیش‌تر از یک کار انجام دهد. تمرینات و آموزش‌های آن‌ها به گونه‌ای است که باعث می‌شود مجبور باشند برای گفتن دیالوگ‌ها به متن فکر کنند و خب برای اینکه از پس این کار بربیاند، تمریناتی مثل تمرکز دارند که من از آن متنفرم. بازیگری که همیشه ذهنش مشغول به یاد آوردن دیالوگ است، به محض اینکه مجبور شود روی احساسات صحنه کار کند یا رد دوربین را پیدا کند، دچار مشکل خواهد شد. به نظر من اگر قصد دارید یک صحنه دراماتیک قوی ضبط کنید، بهتر است این کار در یک برداشت کامل انجام دهید تا به بازیگر اجازه دهید تداوم احساسی داشته باشد. بسیاری از بازیگران نمی‌توانند بیش‌تر از یک یا دو بار به اوج برسند پس بهتر است یک برداشت کامل را با چند دوربین به صورت هم‌زمان فیلم‌برداری کنید. به نظرم من برداشت‌های اول چیزی بیش از تمرین‌های تجملی نیستند، تنها تفاوت برداشت‌هایی ابتدایی با تمرین این است تفاوت که هیجان صحنه فیلم‌برداری واقعی به آنها اضافه شده است. برداشت زیاد قطعاً صحنه را سودمند می‌کند.»
متیو موداین که نقش سرجوخه جوکر را در غلاف تمام‌فلزی ایفا کرده بود می‌گوید علاقه کوبریک به ضبط برداشت‌های متعدد تنها محدود به زمانی نبوده که او با بازیگران گمنام کار می‌کرده و ستارگان نامدار هالیوود نیز مجبور شده‌اند یک صحنه را بارها و بارها برای کوبریک بازی کنند. موداین در گفت‌وگو با پیتر باگدانوویچ که پس از مرگ کوبریک به جمع‌آوری تاریخ شفاهی از او پرداخته بود گفت به یاد دارد وقتی از کوبریک پرسیده چرا برداشت‌های زیاد می‌گیرد، او در پاسخ؛ خاطره‌ای از جک نیکلسون که مربوط به فیلم درخشش بود را تعریف کرد و گفت: «وقتی جک سر صحنه می‌آمد، دیالوگ‌هایش را حفظ نکرده بود چون عادت داشت پیش از شروع فیلم‌برداری و در هنگام کار آن‌ها را حفظ کند. ما فیلم‌برداری را شروع می‌کردید و بعد از برداشت ۳ یا ۴ یا ۵، جک نیکلسونی را داشتیم که همه می‌شناسند و اکثر کارگردانان از آن راضی هستند اما ما ادامه می‌دادیم و تا برداشت ۱۰ یا ۱۵ می‌رفتیم و می‌دیدیم او واقعاً افتضاح شده است. خودش هم متوجه قضیه می‌شد؛ در نتیجه شروع می‌کرد به فکر کردن و فهمیدن این که دیالوگ‌ها دربارهٔ چه هستند و چه معنایی دارند. وقتی این کار را می‌کرد، خودآگاه او به ناخودآگاه تبدیل می‌شد. برای همین دربرداشت ۳۰ یا ۴۰، دیالوگ‌ها تغییر پیدا می‌کردند… نه اینکه کلمات و جملات را عوض کنیم… دیالوگ دقیقاً همان بود اما چون درست ادا می‌شد، معنای متفاوتی نسبت به برداشت‌های ابتدایی پیدا می‌کرد.»
طبق گزارش‌ها، آر. لی ارمی که در فیلم غلاف تمام‌فلزی نقش فرمانده هارتمن را بازی کرده تنها فردی بود که کوبریک صحنه‌هایش را دو یا نهایتاً پنج برداشت ضبط می‌کرد زیرا از عملکرد او رضایت کامل داشت. این اتفاق از آنجایی قابل توجه است که ارمی اصلاً بازیگر نبود. او یک مربی تمرین در سپاه تفنگداران دریایی ایالات متحده آمریکا بود و درجه گروهبانی داشت. کوبریک از ارمی به عنوان بازیگری عالی تقدیر کرد و در مصاحبه با رولینگ استون گفت که آشنایی عمیق ارمی با نقشش، اجرا و تسلطش در بداهه‌پردازی، او را به سطحی رسانده بود که کوبریک حتی نمی‌توانست امیدوار باشد در یک بازیگر حرفه‌ای بیابد. کوبریک در گفتگو با واشینگتن پست بر عملکرد درخشان ارمی تأکید کرد و گفت: «همیشه این را گفته‌ام که برخی می‌توانند بازیگری کنند و برخی نه. این مسئله ارتباطی به اینکه آموزش بازیگری دیده باشید یا نه ندارد. گمان می‌کنم که مربی نظامی بودن، به نوعی شبیه بازیگر بودن است چون آن‌ها هر هشت هفته یک‌بار، همان حرف‌های تکراری را به سربازهای تازه‌وارد می‌گویند و جوری این کار را می‌کنند که انگار برای اولین بار است آن را انجام می‌دهند… و این یعنی بازیگری! این همان کاری است که ارمی به خوبی انجام می‌داد.»
کوبریک وقت استراحت شخصی خود در فاصله میان فیلم‌برداری صحنه‌ها را به گفتگوهای طولانی با بازیگران اختصاص می‌داد. تونی کرتیس، بازیگر فیلم اسپارتاکوس که کوبریک را کارگردان محبوب خود می‌دانست، از جمله کسانی بود که توجه ویژه‌ای به این کار مهم کوبریک داشت: «بزرگ‌ترین نقطه قوت او رابطه رو در رو و نزدیک با بازیگران بود.» کرتیس افزود: «کوبریک رویکرد خاص خودش را در فیلم‌سازی داشت. او می‌خواست چهره بازیگران را از نزدیک نشان ندهد. دوست نداشت مثل بیش‌تر کارگردانان، دوربین همیشه در نمای باز و بیست‌وپنج فوتی قرار گیردو او کلوزآپ می‌خواست و مایل بود دوربین در حرکت باشد. این سبک او بود.» مالکوم مک‌داول نیز اظهار داشته که گفتگوهای مفصل و طولانی را در ارتباط با شخصیت خود در فیلم پرتغال کوکی با کوبریک تجربه کرده است: «ما دربارهٔ تمامی مواردی که مربوط به شخصیت و بازی بود با یکدیگر صحبت می‌کردیم و در هنگام فیلم‌برداری، او مرا آزاد و رها می‌گذاشت تا بتواند نتایج آن بحث‌ها را در بازی من مشاهده کند. برای همین است که او آنقدر فیلم‌ساز بزرگی بود.» کوبریک همچنین گاهی از بازیگران می‌خواست بداهه‌پردازی کرده و قواعد را زیر پا بگذارند. پیتر سلرز که بازی او در فیلم لولیتا تبدیل به نقطه عطفی در کارنامه حرفه‌ای وی شد دربارهٔ این موضوع گفت: «بیش‌تر کارگردانان دوست دارند که اگر قرار است بداهه‌پردازی شود، این کار در تمرینات صورت بگیرد تا بتوانند آن را وارد متن کنند اما کوبریک اینگونه نبود. او بازیگر را آزاد می‌گذاشت تا جلوی دوربین و هنگام فیلم‌برداری ایده‌های خود را اجرا کرده و به صورت خلاقانه کار کند.» رایان اونیل در توصیف همکاری خود با کوبریک در بری لیندون گفته بود: «خدایا… باور نمی‌کنید کوبریک چقدر از شما سخت کار می‌کشد. او تو را مجبور به تحرک می‌کرد، تحت فشار قرار می‌داد، کمک می‌کرد و عصبانی می‌شد اما مهم‌تر از؛ همه ارزش یک کارگردان خوب را به تو یادآوری می‌کرد. استنلی جنبه‌هایی از شخصیت و غرایز بازیگری من را بیدار کرد که سالها خفته بودند. در هنگام فیلم‌برداری، کاملاً احساس این را داشتم که درگیر کار بزرگی شده‌ام.» اونیل در مصاحبه‌ای دیگر، همکاری با کوبریک را «تجربه‌ای خیره‌کننده» توصیف کرد و گفت: «دیگر کسی مثل استنلی نخواهد آمد. تأثیر همکاری با فردی در آن سطح از عظمت و نبوغ بر روی من به قدری زیاد بود که هنوز نتوانستم از آن خلاص شوم.»

### فیلم‌برداری

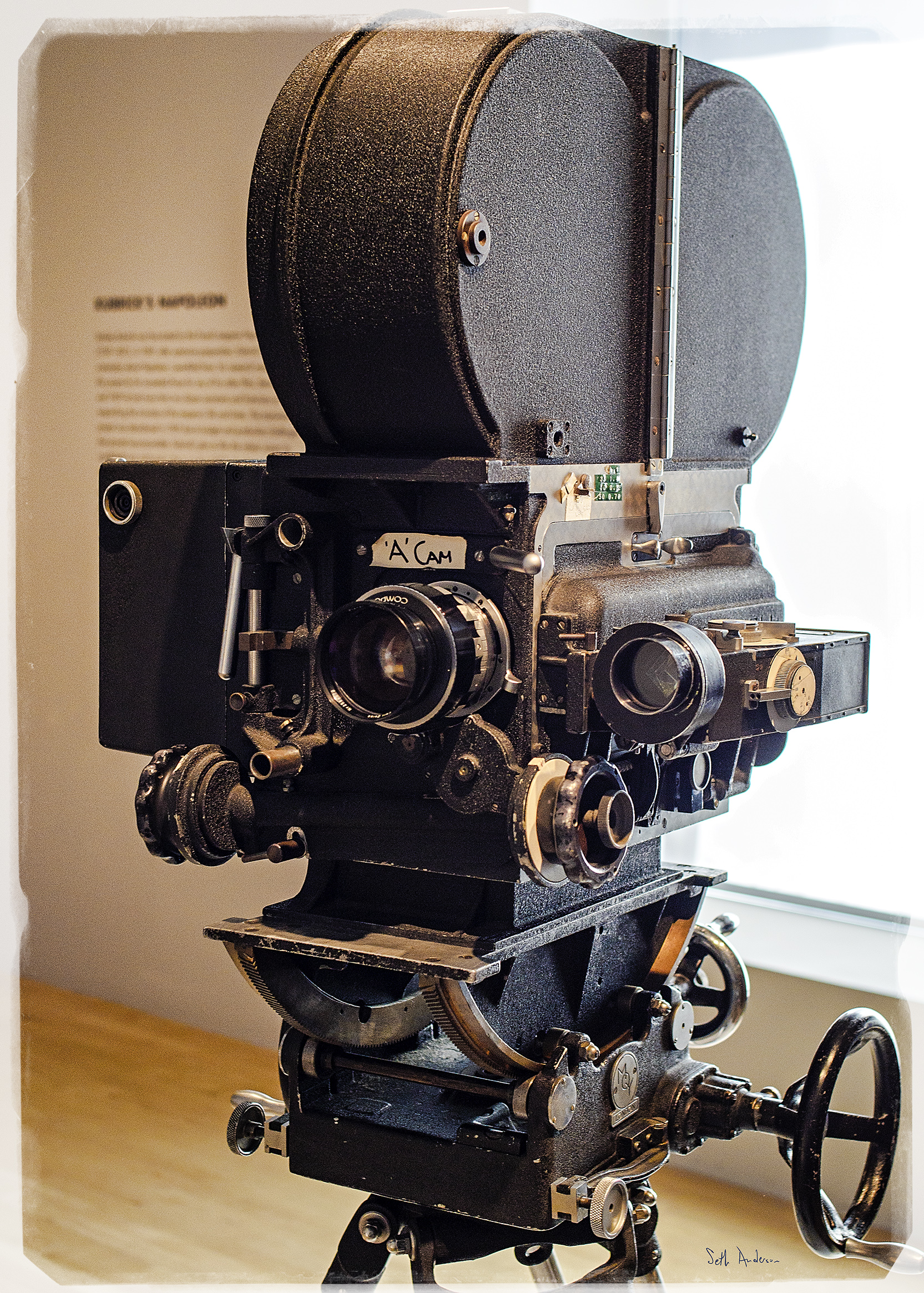
دوربین شخصی کوبریک که احتمالاً در جریان ساخت بری لیندون از آن استفاده شده است.

کوبریک معتقد بود که تجربه فعالیت به عنوان عکاس در سال‌های جوانی باعث شده که مرحله فیلم‌برداری برای او ساده و بدون چالش باشد. او به ندرت دستورالعمل‌های دوربین را در فیلم‌نامه می‌نوشت و ترجیح می‌داد این کار را پس از طراحی صحنه انجام دهد چرا که بخش بصری فیلم‌سازی ساده‌ترین قسمت کار برای وی بود. کوبریک مرحله انتخاب دکور و لوازم صحنه را «تجربه‌ای کارآگاهی» می‌دانست و با دقتی وسواس‌گونه به جزئیات توجه نشان می‌داد و سعی می‌کرد صحنه‌ای طراحی کند که علاوه بر فضاسازی، اطلاعات زمینه‌ای دربارهٔ داستان را به مخاطب منتقل کند. جان آلکات، فیلم‌بردار انگلیسی که در چهار فیلم با کوبریک همکاری کرده و برای بری لیندون موفق به کسب جایزه اسکار بهترین فیلم‌برداری شده بود دربارهٔ تجربه همکاری با کوبریک گفته بود: «کوبریک همه چیز را زیر سؤال می‌برد، او تمامی قواعدی که وجود داشت و آموزش‌هایی که دیده بودید را به چالش می‌کشید و شما را مجبور می‌کرد در راستای ذهنیت خودش حرکت کنید. کوبریک در تمام جنبه‌های فنی فیلم‌سازی از جمله جایگذاری دوربین، ترکیب‌بندی صحنه، انتخاب لنز و حتی کار با دوربین که معمولاً به عهده مدیر فیلم‌برداری است؛ دخالت مستقیم داشت. به نظرم او نزدیک‌ترین شمایل به انسانی نابغه بود که در زندگی خود ملاقات کردم. حتی تمام مشکلاتی که نبوغ به وجود می‌آورد نیز در شخصیت کوبریک وجود داشت.»
مهم‌ترین نوآوری کوبریک مربوط به استفاده او از جلوه‌های ویژه و ترکیب آن با تکنیک‌های پیچیده فیلم‌برداری بود. تنها جایزه اسکاری که کوبریک در تمام طول عمر هنری خود دریافت کرد برای طراحی جلوه‌های ویژه ۲۰۰۱: ادیسه فضایی است که از نظر ابعاد و واقع‌پذیری در زمان خود بی‌سابقه بود. کوبریک در این فیلم از دو تکنیک اسلیت-اسکن و پروجکشن فرانت-اسکرین بهره گرفته بود. اسلیت-اسکن، یک تکنیک عکاسی ویژه و قدیمی است که با استفاده از یک شکاف باریک (اسلیت) و ترکیب آن حرکت فیلم یا سنسور دوربین، تصاویر منحصر به فرد و اغلب انتزاعی ایجاد می‌کند. این روش در گذشته بیش‌تر برای عکاسی علمی و هنری استفاده می‌شد و امروزه نیز در هنر دیجیتال و جلوه‌های ویژه کاربرد دارد. پروجکشن فرانت-اسکرین نیز یک تکنیک جلوه‌های ویژه سینمایی است که برای ترکیب صحنه‌های واقعی با تصاویر پس‌زمینه (مثل مناظر یا فضاهای خیالی) بدون نیاز به کروما کی استفاده می‌شود. این روش در گذشته، به‌ویژه قبل از ظهور جلوه‌های دیجیتال، بسیار محبوب بود. برخی منتقدان با تحلیل سبک فیلم‌برداری فیلم‌های کوبریک به کاربرد متفاوت او از پرسپکتیو تک‌نقطه‌ای اشاره کرده‌اند؛ تکنیکی که بیننده را به سمت نقطه گریز مرکزی هدایت می‌کند. این روش مبتنی بر ایجاد تقارن بصری پیچیده با استفاده از خطوط موازی در صحنه است که همگی به آن نقطه واحد همگرا شده و از بیننده دور می‌شوند. ترکیب این تکنیک با حرکت دوربین، اثری خلق می‌کند که یک نویسنده آن را «هیپنوتیزم‌کننده و هیجان‌انگیز» توصیف کرده است. پس از فیلم‌های در راه افتخار، ماراتن من و راکی (هر سه محصول ۱۹۷۶)، درخشش تبدیل به چهارمین فیلم تاریخ سینما شد که برای فیلم‌برداری آن از استدی‌کم استفاده شده است. کوبریک از این فناوری نهایت بهره را برد و با حرکات نرم و پایدار دوربین، امکان دنبال‌کردن روان صحنه‌های متحرک را برای مخاطب فراهم کرد. کوبریک استدی‌کم را به یک «فرش جادویی» تشبیه کرد و گفت: «اجرای حرکات سریع و سیال دوربین در صحنه تعقیب‌وگریز هزارتو در درخشش بدون استفاده از استدی‌کم غیرممکن بود.»
کوبریک از نخستین فیلم‌سازانی بود که شروع به استفاده از دستیار ویدئویی کرد. دستیار ویدئویی که در زمان خود، یک فناوری پیشرفته به حساب می‌آمد توسط جری لوئیس و در سال ۱۹۶۰ به وجود آمد و این امکان را فراهم کرد که کارگردان بتواند بلافاصله پس از فیلم‌برداری، پلان ضبط شده را تماشا کند. کوبریک برای فیلم ۲۰۰۱: ادیسه فضایی یک سیستم دستیار ویدئویی ویژه ساخت که به او امکان می‌داد هر صحنه را بلافاصله روی نمایشگر خود مشاهده کند. همچنین کوبریک در برخی از آثار خود همچون مانند بری لیندون، از لنزهای زوم سفارشی استفاده کرد که به او امکان می‌داد صحنه را با نمای بسته شروع کند و به آرامی به نمای باز ببرد تا تمامی جزئیات منظره را در نمایی پانوراما ثبت کند. این تکنیک که در آغاز فیلم پرتغال کوکی نیز مورد استفاده قرار گرفت به او اجازه می‌داد برداشت‌های طولانی در نور طبیعی و متغیر داشته باشد و در حین فیلم‌برداری، دیافراگم را تنظیم کند. لوبروتور خاطرنشان می‌کند که دانش فنی کوبریک دربارهٔ لنزها «مهندسان سازنده این ابزارها را مبهوت می‌کرد» چرا که او را در میان فیلم‌سازان معاصر، بی‌نظیر می‌دانستند. کوبریک در بری لیندون از دوربین «کارل زایس پلینر» و لنز ویژه پرسرعت آن که برای کارهای پژوهشی ناسا ساخته شده بود استفاده کرد. این لنز به او این اجازه داد تا صحنه‌های داخلی فیلم را تنها با نورهای شمع طبیعی، نورپردازی کند. استیون برکوف، بازیگر آن فیلم می‌گوید که کوبریک اصرار داشت صحنه‌های داخلی «تنها با نور خالص شمع» نورپردازی شوند تا تصاویر آن شبیه به نقاشی‌های قرن هجدهمی به نظر برسند: «"به نظرم کوبریک با ارجاع به نقاشی‌های کلاسیک در بری لیندون، سهمی منحصر به فرد در هنر فیلم‌سازی را به خود اختصاص داد. حس‌وحال صحنه به گونه‌ای بود که گویی بازیگران در حال ژست گرفتن برای پرتره بودند.» لوبروتور اشاره می‌کند که فیلم‌برداران سراسر جهان کنجکاو بودند راز «لنز جادویی» کوبریک را بدانند؛ چرا که او به یک «افسانه» در میان جامعه فیلم‌برداران جهانی تبدیل شده بود. این نوآوری‌ها نشان‌دهنده نگاه انقلابی کوبریک به تکنیک‌های فیلم‌برداری و تعهد بی‌مرز او به واقع‌گرایی بصری بود.

### تدوین و موسیقی

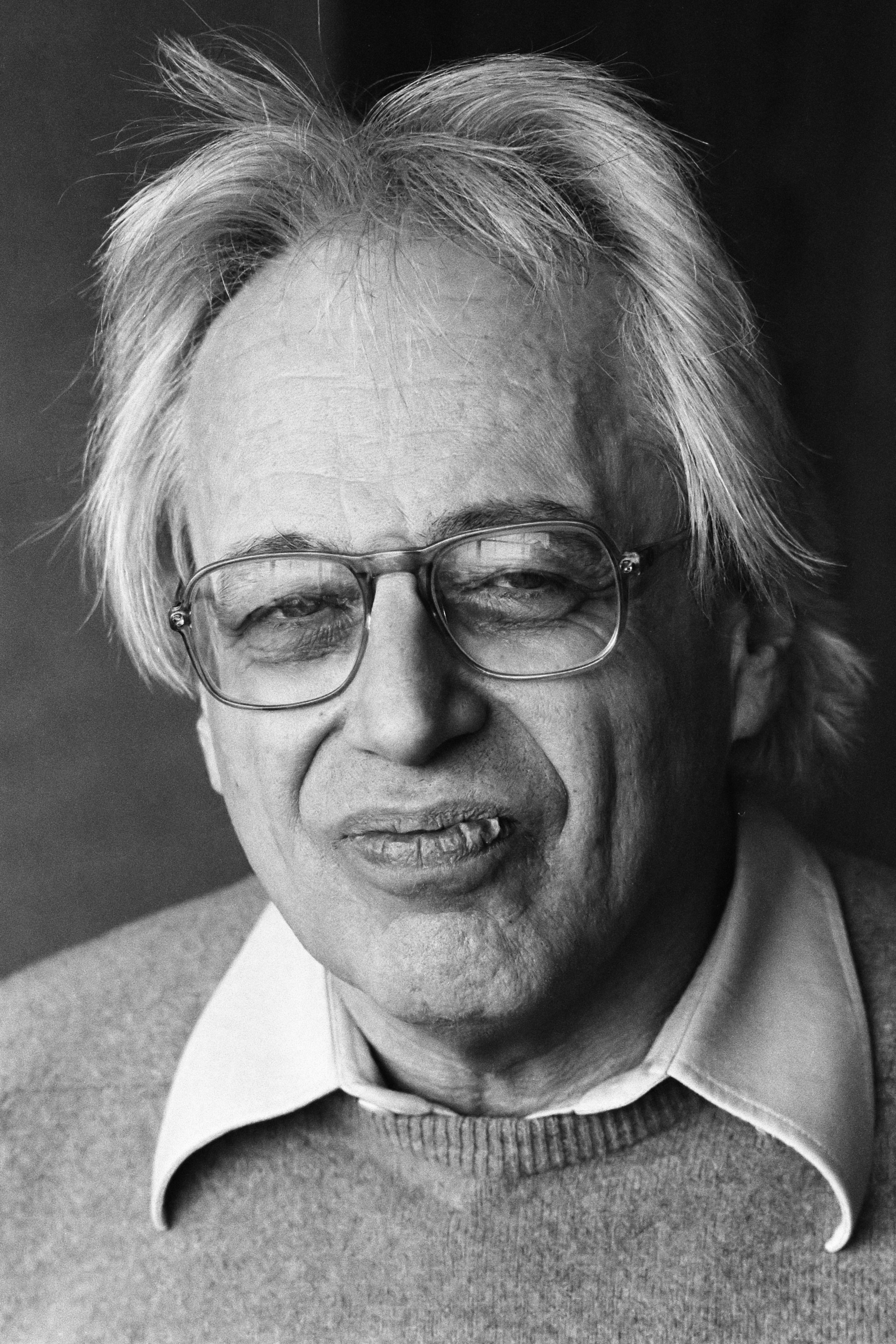
کوبریک به قطعه‌های موسیقی ساخته شده توسط گئورگ لیگتی بسیار علاقه داشت و در فیلم‌هایی مثل ۲۰۰۱: ادیسه فضایی ، درخشش و چشمان کاملاً بسته از کارهای او استفاده کرد که شهرت این آهنگساز مجارتبار را به همراه داشت.

کوبریک وقت زیادی را صرف تدوین فیلم و مرحله پس از تولید می‌کرد. او تقریباً تمام هفته را به تدوین اختصاص می‌داد و روزهای نزدیک به موعد تحویل فیلم به استودیو، زمان کاری خود را افزایش می‌داد و به ندرت از اتاق شخصی تدوین خود خارج می‌شد. کوبریک دیالوگ را تنها به چشم عنصری می‌دید که باید نسبت متعادلی با میزانسن، موسیقی و به‌ویژه تدوین برقرار کنند وگرنه کارکرد خاصی ندارد. او به پیروی از رساله تدوین فیلم وسیوالاد پودوفکین معتقد بود که می‌توان فیلم را در مرحله تدوین دوباره کارگردانی کرد و به خوانشی کاملاً جدید از اثر رسید. کوبریک گفته بود: «من عاشق تدوین هستم. فکر می‌کنم از هر مرحله دیگر فیلم‌سازی بیش‌تر دوستش دارم… تدوین تنها جنبه منحصربه‌فرد فیلم‌سازی است که به هیچ هنر دیگری شباهت ندارد زیرا کار بسیار مهم و سختی است که باید بدون تأکید و بسیار روان صورت بگیرد… در مرحله تدوین است که فیلم یا ساخته می‌شود یا از بین می‌رود.» جان بکستر دربارهٔ شیوه تدوین کوبریک گفته بود: «کوبریک به جای اینکه پیش از شروع کار، ساختار فکری فیلم در فیلمنامه را سازماندهی کند، ترجیح می‌داد هر صحنه از زوایای مختلف فیلم‌برداری و برداشت‌های متعددی از هر دیالوگ ضبط کند تا راه خود را به سمت نسخه نهایی فیلم پیدا کند. سپس او ماه‌ها صرف بررسی و بازبینی برداشت‌ها می‌کرد و تکه‌هایی را به یکدیگر می‌چسباند که فقط در مرحله تدوین ممکن بود به ارتباط بین آن‌ها پی برد.»
کوبریک همانند سایر جنبه‌های فیلمسازی، در انتخاب موسیقی نیز وسواس مشهورش و کمال‌گرایی را از خود نشان داده بود که دقت به کوچک‌ترین جزئیات را شامل می‌شد. کریستین کوبریک معتقد بود همسرش نسبت به موسیقی اعتیاد دارد. کوبریک در شش فیلم آخر خود از تعداد زیادی قطعه‌های آماده و آرشیوی که عموماً کارهایی کلاسیک بودند استفاده کرد. او آهنگ‌های آرشیوی را به موسیقی متن اختصاصی که برای خود فیلم ساخته می‌شود ترجیح می‌داد زیرا معتقد بود که هیچ آهنگساز قراردادی نمی‌تواند به خوبی آهنگسازان کلاسیک عمومی عمل کند. کوبریک باور داشت که ساخت صحنه‌ها بر اساس موسیقی‌های بزرگ، اغلب «به یاد ماندنی‌ترین صحنه‌ها» را در بهترین فیلم‌ها خلق می‌کند. کوبریک برای صحنه دوئل فیلم بری لیندون که در فیلم‌نامه تنها با یک جمله توصیف شده بود، ۴۲ روز کامل را در اتاق تدوین گذراند و به صفحه‌های موسیقی کلاسیک مختلف گوش داد. لوبروتور در کتاب خود آورده است: «کوبریک در طی آن دو ماه، تقریباً تمامی آهنگ‌هایی که از قرن هفدهم و هجدهم وجود داشتند و در دسترس بودند را گوش داد تا بتواند بهترین آن‌ها را برای صحنه دوئل انتخاب کند. در نهایت نیز قطعه ساراباند جرج فردریک هندل نظر او را جلب کرد.» جک نیکلسون نیز دربارهٔ علاقه شدید کوبریک به موسیقی گفته است: «او مدام به موسیقی گوش می‌داد تا قطعهٔ مناسب را پیدا کند که هم احساس درستی داشته باشد و هم او را به هیجان آورد.»
بسیاری معتقد هستند که اعتبار و شهرت گئورگ لیگتی در بین مخاطبان غربی به دلیل استفاده کوبریک از کارهای او در فیلم‌های ۲۰۰۱: ادیسه فضایی ، درخشش و چشمان کاملاً بسته است. جان بکستر ادعا می‌کند وقتی کوبریک ایده ۲۰۰۱: ادیسه فضایی را پرورش می‌داد، «موسیقی گئورگ لیگتی در خط مقدم ذهن او قرار داشت.» آثار فلیکس مندلسون و رالف وان ویلیامز و البته قطعه کارمینا بورانا از کارل ارف که متعلق به قرن سیزدهم است از جمله آثاری هستند که کوبریک و آرتور سی. کلارک در هنگام توسعه ۲۰۰۱: ادیسه فضایی  به آن‌ها گوش دادند. آثار لیگتی در سبک «میکروپلی‌فونی» بودند که یک بافت موسیقی چندصدایی را شامل می‌شدند. خود لیگتی این سبک موسیقی را ابداع کرده بود. کوبریک قطعات لیگتی را در کنار آثاری از بزرگان موسیقی، همچون یوهان اشتراوس و ریشارد اشتراوس استفاده کرد و همین مسئله به بیش‌تر شنیده شدن موسیقی لیگتی کمک کرد و نام او را که در آن زمان نسبتاً ناشناخته بود بر سر زبان‌ها انداخت.
به غیر از گئورگ لیگتی، کوبریک به وندی کارلوس و کارهای او نیز بسیار علاقه داشت. کوبریک پس از گوش کردن آلبوم باخ روزآمد (۱۹۶۸) که نخستین آلبوم استودیویی کارلوس بود از او خواست تا یک موسیقی متن اصلی برای پرتقال کوکی  بسازد. کارلوس در آلبوم خود، موسیقی باروک را با استفاده از سینث‌سایزر موگ تبدیل به نوعی از ملودی کرده بود که جلب توجه کوبریک را به همراه داشت. تعدادی از قطعات کارلوس که در پرتقال کوکی  مورد استفاده قرار نگرفت به همراه دیگر قطعاتی که در فیلم شنیده می‌شوند در قالب آلبومی به نام «پرتغال کوکی: موسیقی متن کامل توسط وندی کارلوس» در سال ۱۹۷۲ به بازار آمد. مشهورترین قطعه‌ای که کارلوس برای کوبریک ساخت، تم آغازین فیلم درخشش با عنوان «روز خشم» بود که با الهام از سمفونی فانتاستیک اثر هکتور برلیوز ساخته شد.

## زندگی شخصی

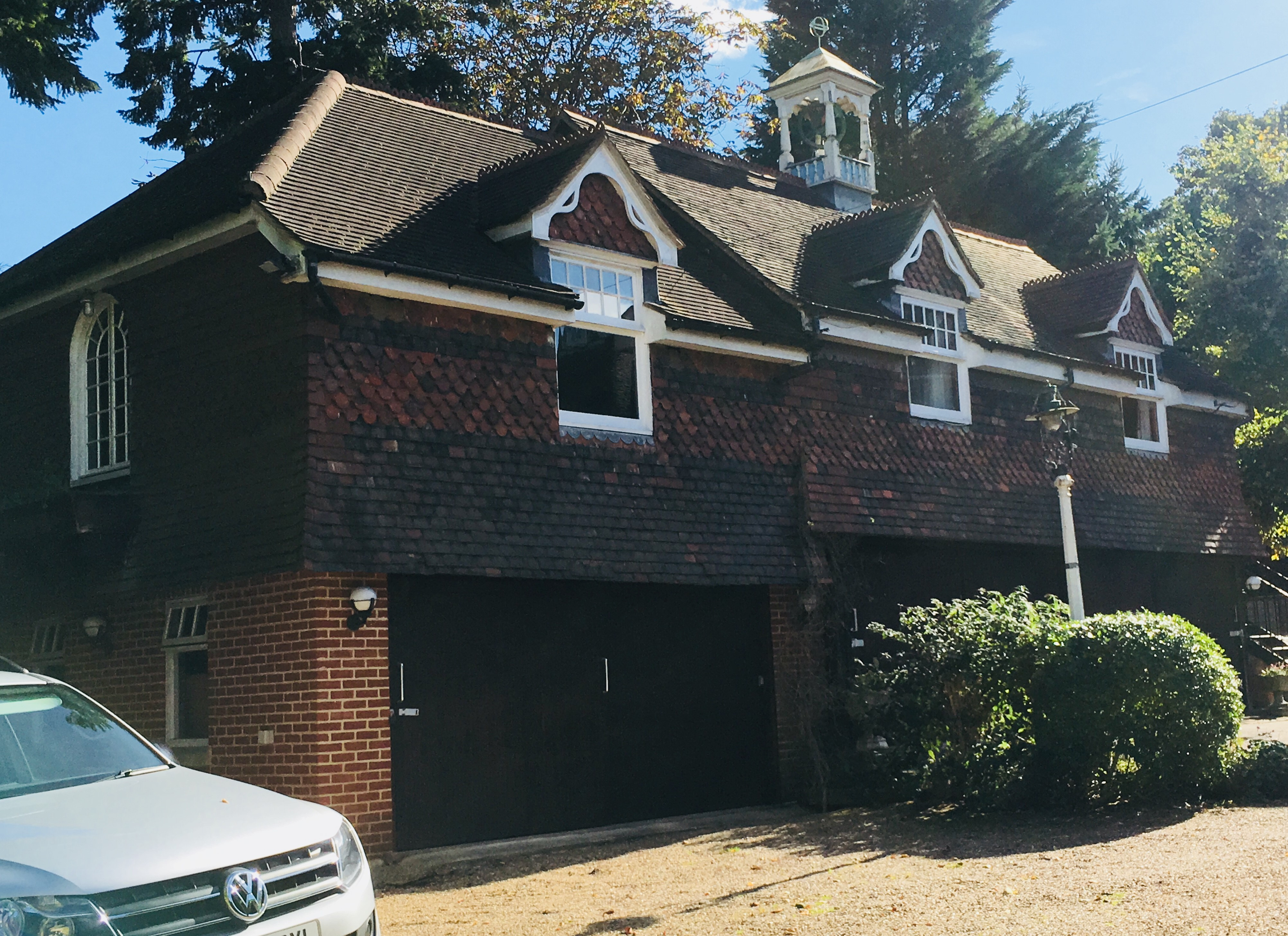
کوبریک از سال ۱۹۶۵ تا ۱۹۷۸، در این خانه که در بورهام‌وود واقع شده سکونت داشت و تمامی کارهای پس از تولید برخی از مهم‌ترین آثارش را در همین مکان انجام داد.

کوبریک در طول زندگی خود سه بار ازدواج کرد. او با همسر نخست خود به نام توبا متز که معشوقه دوران دبیرستانش بود در تاریخ ۲۹ مه ۱۹۴۸ ازدواج کرد؛ یعنی زمانی که تنها ۱۹ سال سن داشت. متز یک کاریکاتوریست بود. او و کوبریک در آپارتمانی در گرینیچ ویلج زندگی می‌کردند. جزئیاتی از حواشی زندگی این دو نفر در دسترس نیست که البته با توجه به عدم شهرت کوبریک در آن بازه زمانی، چندان نیز جای تعجب ندارد. کوبریک و متز پس از سه سال زندگی مشترک؛ در اواخر سال ۱۹۵۱ از یکدیگر جدا شدند. کوبریک با همسر دوم خود به نام روث سوبوتکا که یک رقصنده باله و طراح صحنه اهل اتریش بود در سال ۱۹۵۲ آشنا شد. این دو از همان سال ۱۹۵۲ در خانه‌ای مشترک واقع در ایست ویلیج، منهتن با یکدیگر زندگی می‌کردند اما مراسم ازدواج رسمی آن‌ها در ژانویه ۱۹۵۵ برگزار شد. کوبریک و همسر دومش در ژوئیه همان سال به هالیوود نقل مکان کردند. سوبوتکا در فیلم بوسه قاتل، نقش کوتاهی را به عنوان یک رقصنده باله ایفا کرد. او همچنین در فیلم کشتن به عنوان طراح صحنه فعالیت داشت. کوبریک و سوبوتکا در نهایت در ۱۹۵۷ از یکدیگر جدا شدند. کوبریک از دو ازدواج نخست خود، فرزندی نداشت.
کوبریک در اواخر سال ۱۹۵۷ و زمانی که برای تولید فیلم راه‌های افتخار در مونیخ به سر می‌برد با کریستین هارلن که بازیگری آلمانی بود آشنا شد و رابطه‌ای عاطفی را با او آغاز کرد. هارلن در آن فیلم، نقشی کوتاه اما به یاد ماندنی ایفا کرد. کوبریک در سال ۱۹۵۸ به صورت رسمی با او ازدواج کرد. این زوج به مدت ۴۰ سال و تا زمان مرگ کوبریک در سال ۱۹۹۹، در کنار هم ماندند. کریستین که از ازدواج پیشین خود یک دختر به نام کاترینا داشت، دو دختر نیز به نام‌های آنیا ریناتا (۶ آوریل ۱۹۵۹–۷ ژوئیه ۲۰۰۹) و ویویان (متولد در تاریخ ۵ اوت ۱۹۶۰) از کوبریک به دنیا آورد. ویویان کوبریک در برخی آثار پدرش به عنوان بازیگر ایفای نقش کرده است. در سال ۱۹۵۹، کوبریک و همسرش به همراه کاترینا که در آن زمان تنها ۶ سال سن داشت به خانه‌ای در شماره ۳۱۶ خیابان ساوت کمدن در بورلی هیلز نقل مکان کردند. یک سال بعد، کریستین در انجمن هنرهای زیبای آمریکا پذیرش گرفت و به همین دلیل، خانواده کوبریک مجبور شد مدتی را نیز نیویورک زندگی کند. کوبریک و همسرش در سال ۱۹۶۱، ایالات متحده را برای همیشه ترک کرده و به انگلستان مهاجرت کردند. بدین ترتیب، کوبریک ۸ فیلم پایانی خود را در بریتانیا جلوی دوربین برد. البته این اتفاق یک توفیق اجباری هم بود زیرا کوبریک مدتی در این فکر بود که برای ساخت فیلم دکتر استرنجلاو به آمریکا بازگردد اما پس از آنکه پیتر سلرز که بازیگر اصلی فیلم بود به او گفت که نمی‌تواند از بریتانیا خارج شود، کوبریک تصمیم گرفت فیلم را در همان انگلستان جلوی دوربین ببرد. کریستین می‌گوید که کوبریک از این اتفاق استقبال کرد زیرا ترجیح می‌داد از سیستم هالیوود و ماشین تبلیغاتی آن دور باشد. همچنین این زوج از افزایش خشونت در نیویورک نگران شده بودند.

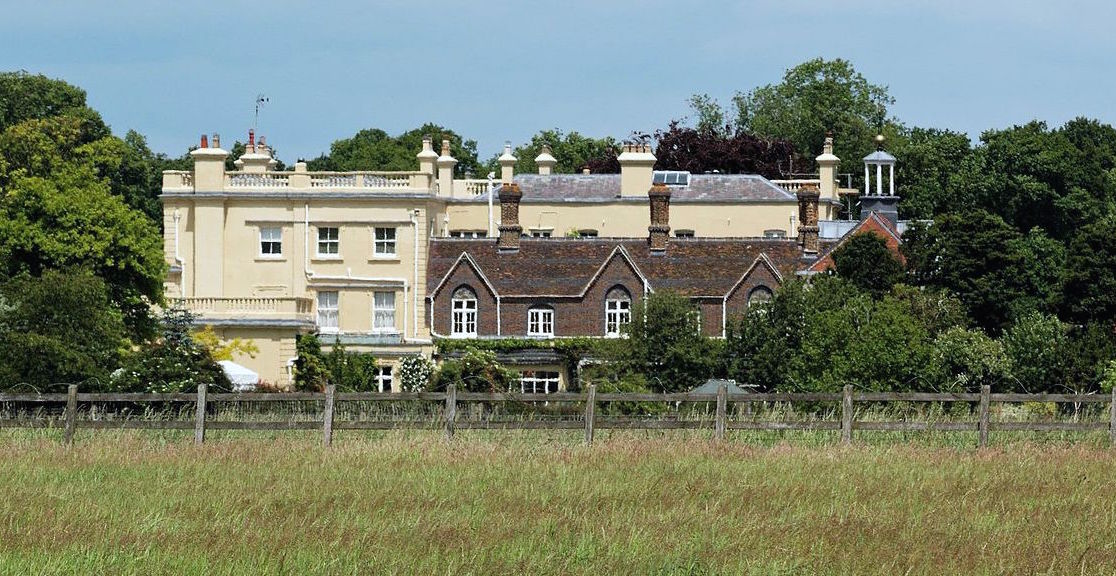
کوبریک در سال ۱۹۷۸ به عمارت چایلد ویک بری نقل مکان کرد و تا آخر عمر به همراه همسرش در همان‌جا ماند.

در سال ۱۹۶۵، کوبریک خانه‌ای در خیابان بارنت خریداری کرد که درست در جنوب غربی مجتمع استودیوی الستری واقع در بورهام‌وود قرار داشت. او مدت تقریباً ۱۴ سال در این خانه ماند و آن را تبدیل به محل کار خود کرد و به پژوهش، تحقیق، مطالعه، ابداع تکنیک‌های جلوه‌های ویژه و طراحی لنزهای مخصوص نور بسیار کم برای دوربین‌های اصلاح‌شده پرداخت و تمامی مراحل پیش‌تولید و پس از تولید چهار فیلم خود را به صورت کامل در همان مکان مدیرت کرد. در سال ۱۹۷۸، کوبریک به همراه خانواده خود به عمارت چایلد ویک بری واقع در هرتفوردشر نقل مکان کرد و تا آخر عمر همان‌جا ماند. خانه باشکوه کوبریک که در قرن هجدهم ساخته شده بود، پیش از او متعلق به یک مالک ثروتمند اسب‌های مسابقه بود. این مکان در حدود ۵۰ کیلومتری شمال لندن واقع شده و تنها ۱۰ دقیقه با خانه کوبریک فاصله داشت. کریستین، عمارت چایلد ویک بری را «یک کارخانه خانوادگی بی‌نظیر» توصیف کرده بود. کوبریک علاوه بر اتاق‌های داخلی خانه که تبدیل به اتاق تدوین و تولید فیلم شده بودند، اصطبل‌ها را نیز تبدیل به انباری برای نگهداری تجهیزات و وسایل خود کرد و یک استودیوی شخصی کامل ساخت.
کوبریک به کار معتاد بود. او در طول چهل سال آخر عمر خود به ندرت به تعطیلات رفت یا انگلستان را ترک کرد. لوبروتور می‌گوید سبک زندگی منزوی کوبریک و تمایلی که به خلوت و تنهایی داشت باعث شده بود شایعه‌ها و اخبار جعلی دربارهٔ جامعه‌گریز بودن وی در رسانه‌ها پخش شود. به همین دلیل، کوبریک از نظر سبک زندگی و روحیه با افرادی همچون گرتا گاربو، هوارد هیوز و جی. دی. سلینجر قیاس شد که همگی هنرمندانی گوشه‌گیر بودند. مایکل هر که یکی از دوستان نزدیک کوبریک بود، منزوی بودن کوبریک را «افسانه رسانه‌ها» خواند و به طعنه گفت: «به نظرم حتی اگر استنلی قصدی هم برای زندگی انزواطلبانه داشته؛ در این راه شکست خورده است زیرا اگر انسان منزوی را کسی بدانیم که با دیگران ارتباط ندارد، پس او منزوی نبوده چون به صورت دائم با افراد زیادی در ارتباط بود. او یکی از اجتماعی‌ترین مردانی بود که من در تمام عمرم دیده‌ام. اینکه بیش‌تر معاشرت‌های او از طریق تلفن انجام می‌شد، چیزی را تغییر نمی‌دهد.» لوبروتور معتقد است مهم‌ترین دلیلی که باعث شد بسیاری کوبریک را فردی گوشه‌گیر بدانند این بود که او تمایلی به دور شدن از خانه خود نداشت: «برای کوبریک تنها سه مکان در کره زمین وجود داشت که او می‌توانست فیلم‌هایی با کیفیت بالا را با تخصص و تجهیزات فنی لازم بسازد: لس‌آنجلس، نیویورک یا اطراف لندن. کوبریک از شلوغی لس‌آنجلس بیزار بود و در آنجا احساس می‌کرد کنترل لازم بر روی پروژه را ندارد. او باور داشت که لندن نسبت به نیویورک محل مناسب‌تری برای ساخت فیلم‌های هنری است. برای همین از آنجا خارج نمی‌شد چون دائماً در حال کار کردن بود.»
نورمن لوید در توصیف شخصیت کوبریک گفته بود که او «مردی بسیار تیره‌رو، عبوس و جدی» بوده اما ماریسا برنسون که بری لیندون با کوبریک همکاری کرده بود نظر متفاوتی دارد: «در وجود کوبریک لطافتی بزرگ وجود داشت؛ شور و اشتیاق او در قبال کار، وصف ناشدنی است. چیزی که جلب توجه می‌کرد هوش سرشارش بود اما در عین حال حس طنز قوی نیز داشت. کوبریک فردی بسیار خجالتی و محافظه‌کار بود اما آنقدر سرشار از انگیزه هم بود که باعث می‌شد شبانه‌روزی مشغول کار باشد.» کوبریک علاقهٔ خاصی به ماشین‌آلات و تجهیزات فنی داشت، تا جایی که همسرش؛ کریستین یک بار گفته بود: «از نظر استنلی، زندگی در حالی که فقط یک شلوار و هشت ضبط صوت دارید هم خوشحال‌کننده است!» کوبریک در اوت ۱۹۴۷ گواهینامه خلبانی گرفته بود اما هرگز به سراغ پرواز نرفت زیرا از این اتفاق بسیار وحشت داشت. برخی معتقدند پس از حادثه‌ای در اوایل دهه ۱۹۵۰ که در آن یکی از دوستان کوبریک در سقوط هواپیما کشته شد، او دچار ترس از پرواز شده بود. پل دانکن که از دوستان کوبریک بود ادعا کرده که او پس از دیدن بقایای سوخته دوربین و دفترچه یادداشت‌های دوستش تا آخر عمر دچار آسیب روحی شده بود. با این وجود، متیو موداین مدعی است داستان‌های مربوط به ترس کوبریک از پرواز «ساختگی» هستند و او صرفاً ترجیح می‌داده بیش‌تر وقت خود را در انگلستان بگذراند. کوبریک همچنین اعتماد بسیار کمی به پزشکان و داروها داشت و ترجیح می‌داد در صورت مریضی به دکتر مراجعه نکند.

## میراث

### تأثیرات

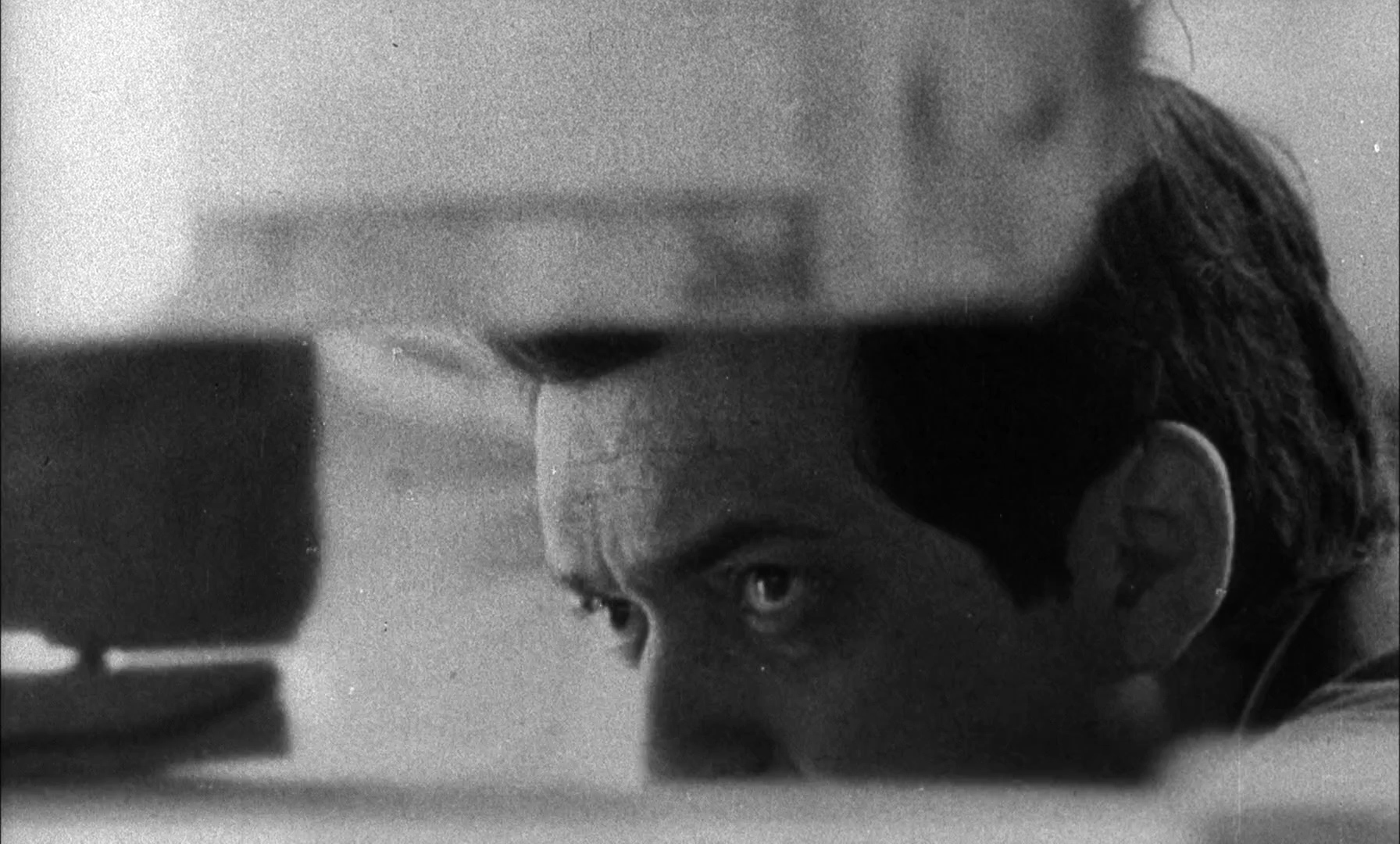
کوبریک در نمایی از تیزر دکتر استرنجلاو.

فیلم‌های کوبریک که بخشی از موج فیلم‌سازی هالیوود نو محسوب می‌شوند توسط میشل سیمو به عنوان «مهم‌ترین دستاوردهای سینمای جهان در قرن بیستم» توصیف شدند. کوبریک به صورت گسترده به عنوان یکی از بزرگ‌ترین و بهترین فیلم‌سازان تاریخ سینما شناخته می‌شود که تأثیر بسیار زیادی بر روی نسل‌های پس از خود گذاشته است. رابرت کالکر، پژوهشگر و مورخ حوزه فیلم گفته است: «فیلم‌های کوبریک از نظر عمق فکری، سختگیرانه‌تر از آثار هر فیلم‌ساز آمریکایی دیگر هستند.» بسیار از کارگردانان برجسته تاریخ سینما همچون مارتین اسکورسیزی، استیون اسپیلبرگ، وس اندرسن، جرج لوکاس، جیمز کامرون، تری گیلیام، برادران کوئن، ریدلی اسکات و جورج ای. رومرو اعتراف کرده‌اند که از فیلم‌ها و سبک کارگردانی کوبریک الهام گرفته‌اند. در میان این اسامی، تنها اسپیلبرگ و اسکات شانس همکاری با کوبریک را داشته‌اند. در بخش ویژه‌ای که در نسخه دی‌وی‌دی فیلم چشمان کاملاً بسته وجود داشت، استیون اسپیلبرگ به حرف زدن دربارهٔ کوبریک و شیوه کار او پرداخت و گفت: « «داستان‌سرایی کوبریک با شیوه‌ای که ما به دریافت داستان‌ها عادت داریم در تضاد است. هیچ‌کس در تاریخ نتوانسته فیلم‌ها را بهتر از او تصویربرداری کند.» اورسن ولز که کوبریک برای شخص او و فیلم‌هایش احترام و اعتبار زیادی قائل بود اظهار داشته: «در بین فیلم‌سازانی که من از آن‌ها به عنوان نسل جوان یاد می‌کنم، کوبریک یک غول است!»
تأثیرگذاری کوبریک بر روی فیلم‌سازان نامدار نسل جدید که کار خود را از اواخر دهه ۱۹۸۰ و دهه ۱۹۹۰ آغاز کردند نیز کاملاً مشهود است. کریستوفر نولان، تاد فیلد، دیوید فینچر، گیرمو دل تورو، دیوید لینچ، لارس فون تریه، تیم برتون، مایکل مان و گاسپار نوئه از جمله افرادی هستند که شخصاً از کوبریک و آثارش به عنوان منبع الهام کار خود نام برده‌اند. فرانک دارابونت معتقد است بسیاری از فیلم‌سازان؛ از جمله خودش از شیوهٔ ابداعی و منحصر به فرد کوبریک در حرکت دوربین و قاب‌بندی و همچنین نحوهٔ استفاده او از موسیقی تقلید می‌کنند.
تأثیرگذاری کوبریک تنها محدود به سینما و فیلم‌سازان نیست. سم لیک، سازنده بازی ویدئویی آلن ویک (۲۰۱۰) اظهار داشته که در هنگام نوشتن و توسعه بازی از فیلم درخشش الهام گرفته است. در قسمتی از بازی، به صحنه مشهور حمله با تبر ادای دین شده است. هنرمندان شاخه‌های مختلف بارها دربارهٔ کوبریک صحبت کرده‌اند. پی‌جی هاروی دربارهٔ کوبریک گفته است: «چیزی که کمتر دربارهٔ آن صحبت می‌شود، فضای زیادی است که در فیلم‌های کوبریک وجود دارد. لحظات پر از سکوت در کارهای او زیاد هستند و به نوعی، در آن فضا و سکوت، همه چیز روشن می‌شود. به نظر می‌رسد که کوبریک با هر فیلم خود، بخشی از جوهره زندگی را به تصویر می‌کشد؛ به خصوص در راه‌های افتخار، ۲۰۰۱: یک ادیسه فضایی و بری لیندون که آثار مورد علاقه من از او هستند.» کانیه وست در مصاحبه‌ای اعلام کرد که موزیک ویدئوی راه فرار با الهام از فیلم چشمان کاملاً بسته ساخته شده است. همچنین لیدی گاگا در یکی از کنسرت‌های خود از دیالوگ‌ها، لباس‌ها و موسیقی فیلم پرتقال کوکی استفاده کرد.

### یادبودها و ارجاعات

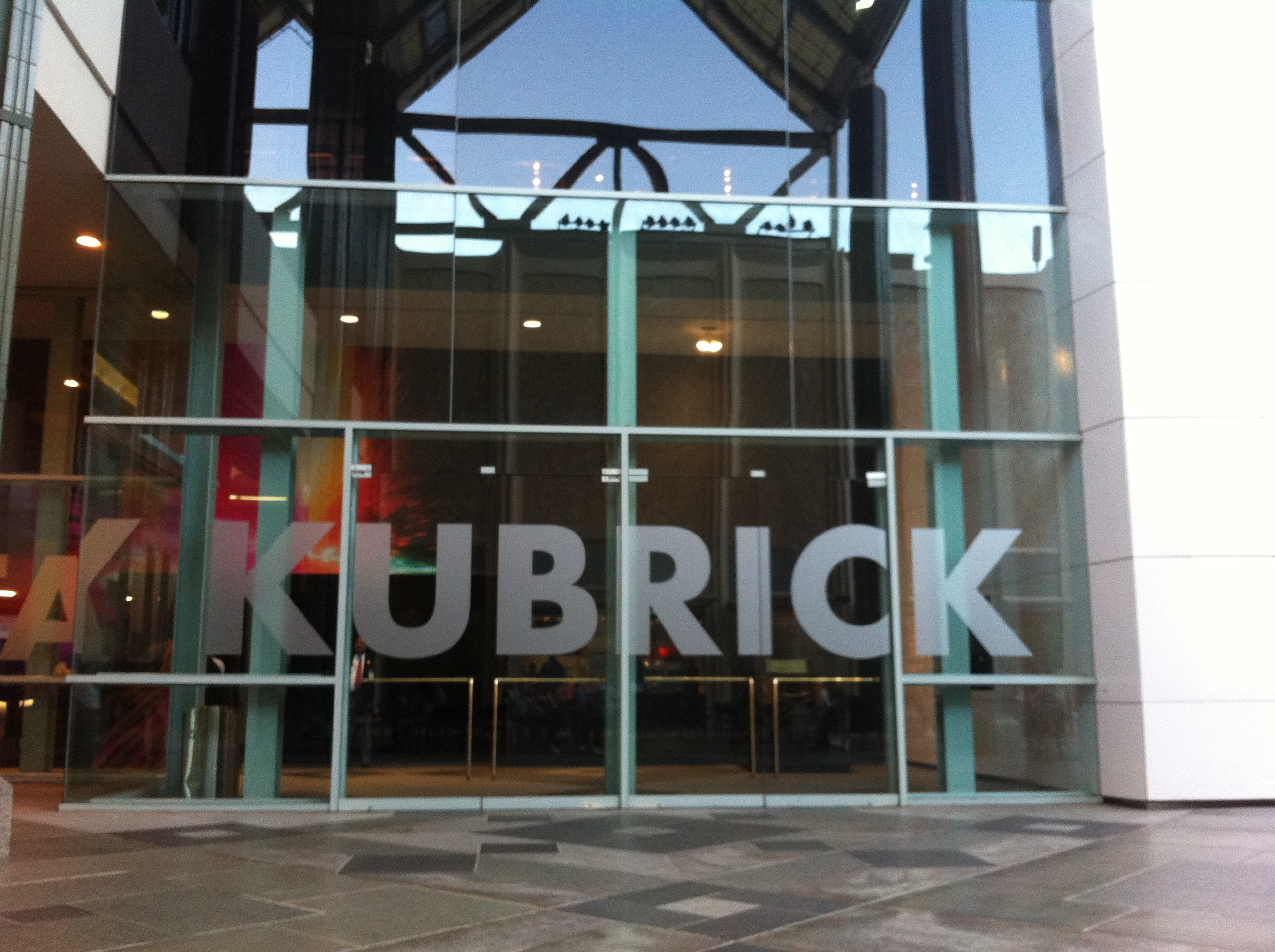
ورودی نمایشگاه اختصاصی آثار کوبریک در موزه هنر شهرستان لس آنجلس که از ۳۰ اکتبر ۲۰۱۲ تا ژوئن ۲۰۱۳ برگزار شد.

در سال ۲۰۰۰، آکادمی هنرهای فیلم و تلویزیون بریتانیا، جایزه یک عمر دستاورد هنری بریتانیا را به «جایزه بریتانیای استنلی کوبریک» تغییر نام داد تا به او ادای احترام کرده باشد. بدین ترتیب نام کوبریک در کنار پیشگامان مهم صنعت سینما همچون دی. دبلیو. گریفیث، لارنس الیویه، سیسیل بی. دمیل و اروینگ تالبرگ قرار گرفت که یک جایزه سالانه سینمایی به افتخار وی نامگذاری شده است. خود کوبریک این جایزه را در سال ۱۹۹۹ دریافت کرده بود. جرج لوکاس، تام کروز، وارن بیتی، رابرت دنیرو، کلینت ایستوود و دنیل دی-لوئیس از جمله افرادی هستند که موفق به کسب این جایزه شده‌اند. مستندی تحت عنوان استنلی کوبریک: یک زندگی در تصاویر (۲۰۰۱) توسط یان هارلن که برادرزن کوبریک است ساخته شد. این مستند، زندگی کوبریک را از دوران کودکی تا مرگ به تصویر کشیده و بسیاری از دوستان و همکاران او در آن حضور پیدا کرده‌اند.
نخستین نمایشگاه عمومی از آرشیو شخصی کوبریک در سال ۲۰۰۴ به‌طور مشترک توسط موزه فیلم آلمان و موزه معماری آلمان در فرانکفورت برگزار شد. کریستین و یان هارلن که هردو اصالتی آلمانی دارند به برگزاری این رویداد کمک کردند. در سال ۲۰۰۹، نمایشگاهی از نقاشی‌ها و عکس‌های الهام گرفته از فیلم‌های کوبریک با عنوان «استنلی کوبریک: رام کردن نور» در دوبلین برگزار شد. در ۳۰ اکتبر ۲۰۱۲، نمایشگاهی اختصاصی در موزه هنر شهرستان لس آنجلس آغاز به کار کرد که در آن مجموعه‌ای گسترده از اسناد، عکس‌ها و مطالب مربوط به صحنه فیلم‌برداری کوبریک که از ۸۰۰ جعبه آرشیو شخصی که در محل کار خانگی وی در بریتانیا نگهداری می‌شدند، گردآوری شده و به نمایش درآمد. این نمایشگاه در ژوئن ۲۰۱۳ به پایان رسید. در مراسم افتتاحیه این نمایشگاه، افراد سرشناس زیادی از جمله تام هنکس، استیون اسپیلبرگ و جک نیکلسون به سخنرانی پرداخته و دربارهٔ اهمیت کوبریک و جایگاه آثارش در تاریخ سینما صحبت کردند. کریستین کوبریک نیز در نشست مطبوعاتی پیش از مراسم شرکت کرد. در اکتبر ۲۰۱۳، جشنواره بین‌المللی فیلم سائو پائولو با برگزاری نمایشگاهی از آثار کوبریک و مروری بر فیلم‌های او، به این فیلم‌ساز فقید ادای احترام کرد. همین نمایشگاه در اواخر سال ۲۰۱۴ در جشنواره بین‌المللی فیلم تورنتو نیز برگزار شد و در ژانویه ۲۰۱۵ به کار خود پایان داد.
کوبریک بارها به صورت گسترده در فرهنگ عامه و به اشکال مختلف مورد ارجاع قرار گرفته است. مجموعه پویانمایی سیمپسون‌ها احتمالاً رکوردار ارجاع به فیلم‌های کوبریک و شخص او است. مت گرینیگ که خالق سیمپسون‌ها است، از طرفداران جدی کوبریک است. ارجاعات این مجموعه نمایشی به کارهای کوبریک به قدری زیاد است که وقتی انجمن کارگردانان بریتانیای کبیر جایزه یک عمر دستاورد هنری را به کوبریک اهدا کرد، ویدئویی در سالن پخش شد که متشکل از ارجاعات فراوان سیمپسون‌ها به کوبریک و آثارش بود. نام کوبریک با یکی از جنجالی‌ترین رویدادهای تاریخ بشر که فرود بر ماه است نیز گره خورده و بسیاری از طرفداران نظریه‌های توطئه فرود بر ماه معتقد هستند که آپولو ۱۱ هرگز روی سطح ماه فرود نیامده و ویدئویی که نیل آرمسترانگ را در حال قدم زدن بر روی آن نشان می‌دهد به صورت کامل در استودیو ساخته شده و کوبریک نیز کارگردانی آن را برعهده داشته است. این نظریه‌ها بیان می‌کند که فیلم سینمایی ۲۰۰۱: ادیسه فضایی به عنوان یک کار تمرینی برای پروژه اصلی که ساختن فیلم جعلی فرود بر ماه است توسط کوبریک ساخته شده و دلیل حمایت‌های ناسا از کوبریک و ارتباط خوبی که با یکدیگر داشته‌اند همین موضوع بوده. این نظریه به قدری پرطرفدار شد که در مستند فرانسوی نیمه تاریک ماه (۲۰۰۲) به صورت مفصل به آن پرداخته شد. ویویان کوبریک در نامه‌ای سرگشاده که در سال ۲۰۱۶ در توئیتر منتشر کرد، ادعای کارگردانی فیلم فرود بر ماه توسط پدرش را «دروغی مضحک» توصیف کرد. در سال ۲۰۰۶، فیلم رنگ من کوبریک به کارگردانی برایان کوک ساخته و اکران شد. داستان این فیلم که با حمایت خانواده کوبریک تولید شد، اقتباسی واقعی از زندگی کلاهبرداری به نام آلن کانوی است که به وسیله ترفند حقه اطمینان؛ هویت کوبریک را جعل کرده بود. همچنین در فیلم زندگی و مرگ پیتر سلرز (۲۰۰۴) که بخشی از تولید فیلم دکتر استرنجلاو را به تصویر می‌کشد، استنلی توچی در نقش کوبریک ظاهر شده است.
در آوریل ۲۰۱۸ و به مناسبت پنجاهمین سالگرد اکران ۲۰۰۱: ادیسه فضایی، اتحادیه بین‌المللی اخترشناسی، بزرگ‌ترین کوه کارون که قمر سیاره پلوتون است را به نام کوبریک نامگذاری کرد.
مرکز فرهنگی اسکربال که در لس آنجلس واقع شده است، نمایشگاهی با عنوان «از دریچه‌ای متفاوت: عکس‌های استنلی کوبریک» را برگزار کرد. این نمایشگاه که از اکتبر ۲۰۱۹ تا مارس ۲۰۲۰ ادامه داشت بر روی اوایل دوران حرفه‌ای کوبریک متمرکز بود. همچنین، گرگوری مانرو که فیلم‌سازی فرانسوی است، مستند کوبریک به روایت کوبریک را در سال ۲۰۲۰ منتشر کرد. این مستند که برپایه مصاحبه صوتی کوبریک با میشل سیمو و با استفاده از تصاویر آرشیوی آثار کوبریک تدوین شده است به بررسی جایگاه او و نقطه نظراتش دربارهٔ مسائل مختلف می‌پردازد.

## فیلم‌شناسی و جوایز
| سال  | فیلم              | کارگردان | تهیه‌کننده | نویسنده | توضیحات     |
| ---- | ----------------- | -------- | --------- | ------- | ----------- |
| ۱۹۵۱ | روز نبرد          | آری      | آری       |         | فیلم کوتاه  |
| ۱۹۵۱ | کشیش پرنده        | آری      |           | آری     | فیلم کوتاه  |
| ۱۹۵۳ | هراس و هوس        | آری      | آری       |         |             |
| ۱۹۵۳ | دریانوردان        | آری      | آری       |         | مستند کوتاه |
| ۱۹۵۵ | بوسهٔ قاتل         | آری      | آری       | آری     |             |
| ۱۹۵۶ | کشتن              | آری      | آری       | آری     |             |
| ۱۹۵۷ | راه‌های افتخار     | آری      |           | آری     |             |
| ۱۹۶۰ | اسپارتاکوس        | آری      |           |         |             |
| ۱۹۶۲ | لولیتا            | آری      | آری       | آری     |             |
| ۱۹۶۴ | دکتر استرنجلاو    | آری      | آری       | آری     |             |
| ۱۹۶۸ | ۲۰۰۱: ادیسهٔ فضایی | آری      | آری       | آری     |             |
| ۱۹۷۱ | پرتقال کوکی       | آری      | آری       | آری     |             |
| ۱۹۷۵ | بری لیندون        | آری      | آری       | آری     |             |
| ۱۹۸۰ | درخشش             | آری      | آری       | آری     |             |
| ۱۹۸۷ | غلاف تمام‌فلزی     | آری      | آری       | آری     |             |
| ۱۹۹۹ | چشمان کاملاً بسته  | آری      | آری       | آری     |             |

## توضیحات
1. ↑  ادی، یک طرح مالیاتی بر درآمدهای گیشه سینما در بریتانیا بود که هدف آن حمایت از صنعت فیلم بریتانیا بود. بر اساس این طرح، اگر ۸۰ درصد عوامل تولید فیلم، ملیتی انگلیسی داشتند، مالیات به آن‌ها تعلق نمی‌گرفت.

## واژه‌نامه
1. ↑  Child wick bury
2. ↑  Toba Metz
3. ↑  Ruth Sobotka
4. ↑  Carl Zeiss Planar
5. ↑  Lying-In Hospital
6. ↑  Jacob Leonard Kubrick
7. ↑  Sadie Gertrude Perveler
8. ↑  Barbara Mary
9. ↑  Hersh Kubrick
10. ↑  Elias
11. ↑  Public School 3
12. ↑  Public School 90
13. ↑  United States Chess Federation
14. ↑  Graflex
15. ↑  Marvin Traub
16. ↑  William Howard Taft High School
17. ↑  67/D+
18. ↑  Sadler's Wells Theatre
19. ↑  G. Warren Schloat, Jr.
20. ↑  A Short Story from a Movie Balcony
21. ↑  Ringling Bros. and Barnum & Bailey Circus
22. ↑  Meet the People
23. ↑  Prizefighte
24. ↑  Walter Cartier
25. ↑  Chicago-City of Extremes
26. ↑  State/Lake station
27. ↑  State Street
28. ↑  Working Debutante
29. ↑  Portrait of Angel Fernández de Soto
30. ↑  George Lewis
31. ↑  Eddie Condon
32. ↑  Phil Napoleon
33. ↑  Papa Celestin
34. ↑  Alphonse Picou
35. ↑  Sharkey Bonano
36. ↑  Muggsy Spanier
37. ↑  Rosemary Williams
38. ↑  David Vaughan
39. ↑  Paul Duncan
40. ↑  backward tracking shot
41. ↑  Vincent
42. ↑  Fred Stadtmueller
43. ↑  Sky Pilot
44. ↑  Seafarers International Union of North America
45. ↑  dolly shot
46. ↑  Paul Hall
47. ↑  World Assembly of Youth
48. ↑  Virginia Leith
49. ↑  The Trap
50. ↑  Howard Sackler
51. ↑  Martin Perveler
52. ↑  San Gabriel Mountain
53. ↑  The Shape of Fear
54. ↑  Richard de Rochemont
55. ↑  Kiss Me
56. ↑  Kill Me
57. ↑  The Nymph
58. ↑  Maniac
59. ↑  Morris Bousse
60. ↑  Irene Kane
61. ↑  Harris-Kubrick Pictures
62. ↑  Clean Break
63. ↑  Lionel White
64. ↑  Jaffe Agency
65. ↑  Bandido!
66. ↑  Max E. Youngstein
67. ↑  Humphrey Cobb
68. ↑  Colonel Dax
69. ↑  The Burning Secret
70. ↑  Bryna Productions
71. ↑  Arriflex 35
72. ↑  I Stole $16,000,000
73. ↑  Herbert Emerson Wilsons
74. ↑  God Fearing Man
75. ↑  The Authentic Death of Hendry Jones
76. ↑  Charles Neider
77. ↑  Carlo Fiore
78. ↑  John Baxter
79. ↑  Stanley Kubrick: A Biography
80. ↑  LoBrutto
81. ↑  Hollywood blacklist
82. ↑  Super Technirama 70
83. ↑  Eady plan
84. ↑  Eliot Hyman
85. ↑  Gene Youngblood
86. ↑  Elstree Studios
87. ↑  Red Alert
88. ↑  Peter George
89. ↑  The Delicate Balance of Terror
90. ↑  Terry Southern
91. ↑  Jerold Abrams
92. ↑  Robert Brustein
93. ↑  Out of This World
94. ↑  Clancy Sigal
95. ↑  HAL
96. ↑  Heuristically Programmed Algorithmic Computer
97. ↑  Super Panavision 70
98. ↑  Wally Veevers
99. ↑  Funeral Sentences and Music for the Funeral of Queen Mary
100. ↑  X rating
101. ↑  John Trevelyan
102. ↑  The Country Dance
103. ↑  hand-held camera
104. ↑  Diane Johnson
105. ↑  Here's Johnny!
106. ↑  Overlook Hotel
107. ↑  Timberline Lodge
108. ↑  David Cornwell
109. ↑  Dispatches
110. ↑  The Short-Timers
111. ↑  Gustav Hasford
112. ↑  Michel Ciment
113. ↑  Julian Senior
114. ↑  Abigail Good
115. ↑  Kubrick: The Definitive Edition
116. ↑  Alexander Walker
117. ↑  Supertoys Last All Summer Long
118. ↑  Ian Watson
119. ↑  Chris Baker
120. ↑  Stanley Kubrick's Napoleon: The Greatest Movie Never Made
121. ↑  David Serero
122. ↑  Tony Frewin
123. ↑  Dietrich Schulz-Köhn
124. ↑  Dr. Jazz
125. ↑  Swing Under the Nazis
126. ↑  Mike Zwerin
127. ↑  Aryan Papers
128. ↑  Wartime Lies
129. ↑  Louis Begley
130. ↑  Blue Movie
131. ↑  Film Technique
132. ↑  Thomas Nelson
133. ↑  Le Plaisir
134. ↑  John Wakeman
135. ↑  Geoffrey Cocks
136. ↑  Robert P. Kolker
137. ↑  Robert Emmett Ginna Jr
138. ↑  Adrian Turner
139. ↑  Patrick Webster
140. ↑  Sergeant L. Hartman
141. ↑  Slit-scan photography
142. ↑  Front projection effect
143. ↑  Video assist
144. ↑  sarabande
145. ↑  Micropolyphony
146. ↑  A Clockwork Orange: Wendy Carlos's Complete Original Score
147. ↑  Day of Wrath
148. ↑  Katherina
149. ↑  Anya Renata
150. ↑  316 South Camden Drive
151. ↑  Barnet Lane
152. ↑  Childwickbury Manor
153. ↑  Runaway
154. ↑  Stanley Kubrick Britannia Award
155. ↑  Deutsches Film museum
156. ↑  Deutsches Architektur museum
157. ↑  Stanley Kubrick: Taming Light
158. ↑  Brian Cook
159. ↑  Alan Conway
160. ↑  Skirball Cultural Center
161. ↑  Through a Different Lens: Stanley Kubrick Photographs
162. ↑  Grégory Monro